# Mycena
Mycena (Pers.) Roussel (grzybówka) – rodzaj grzybów należący do rodziny grzybówkowatych (Mycenaceae).

## Charakterystyka
Grzyby saprotroficzne wytwarzające owocniki z półkulistymi lub stożkowato-dzwonkowymi, higrofanicznymi, przeważnie suchymi kapeluszami o powierzchni pokrytej cienką skórką i blaszkowym hymenoforze na spodzie. Blaszki często o odmiennie ubarwionych ostrzach i regularnej tramie, przyczepione lub zbiegające na (u większości gatunków) łamliwe, puste trzony. Zarodniki grzybówek są eliptyczne, gładkie, pozbawione pory rostkowej, a ich wysyp jest biały, nieamyloidalny lub amyloidalny. U niektórych gatunków w miąższu występuje mleczny sok.

## Systematyka i nazewnictwo
Pozycja w klasyfikacjiMycenaceae, Agaricales, Agaricomycetidae, Agaricomycetes, Agaricomycotina, Basidiomycota, Fungi (według Index Fungorum).
HistoriaW 1797 r. Christiaan Hendrik Persoon utworzył sekcję Mycena w obrębie rodzaju Agaricus (jest to bazonim). W 1806 r. Henri François Anne de Roussel sekcję Mycena zamienił na odrębny rodzaj. Rodzaj Mycena jest typem nomenklatorycznym rodziny grzybówkowatych (Mycenaceae), natomiast jego gatunkiem typowym jest grzybówka hełmiasta (Mycena galericulata).
Polska nazwaPodał ją Stanisław Chełchowski w 1898 r. W polskim piśmiennictwie mykologicznym gatunki zaliczane do tego rodzaju rodzaj nosiły też nazwy rodzajowe grzybokarlik i grzybica.
Gatunki występujące w Polsce
- Mycena abramsii (Murrill) Murrill – grzybówka wczesna
- Mycena aetites (Fr.) Quél. – grzybówka trawiasta
- Mycena alphitophora (Berk.) Sacc. – grzybówka długoszowa[5]
- Mycena alcalina (Fr.) P. Kumm. – grzybówka alkaliczna[6]
- Mycena algeriensis Maire 1938
- Mycena amicta (Fr.) Quél. – grzybówka modrooliwkowa
- Mycena arcangeliana Bres. – grzybówka zielonawa
- Mycena atrocyanea (Batsch) Gillet – grzybówka czarnoniebieskawa
- Mycena aurantiomarginata (Fr.) Quél. – grzybówka pomarańczowoostrzowa
- Mycena belliarum (Johnst.) P.D. Orton – grzybówka trzcinowa[7]
- Mycena bulbosa (Cejp) Kühner – grzybówka bulwiasta
- Mycena capillaripes Peck – grzybówka rurkowatotrzonowa
- Mycena capillaris (Schumach.) P. Kumm. – grzybówka włoskowatotrzonowa
- Mycena chlorantha (Fr.) P. Kumm. – grzybówka oliwkowa
- Mycena cinerella (P. Karst.) P. Karst. – grzybówka popielata
- Mycena citricolor (Berk. & M.A. Curtis) Sacc.
- Mycena citrinomarginata Gillet – grzybówka cytrynowoostrzowa
- Mycena clavicularis (Fr.) Gillet – grzybówka maczużkowata
- Mycena clavularis (Batsch) Sacc. – grzybówka tarczowata
- Mycena concolor (J.E. Lange) Kühner – grzybówka równobarwna
- Mycena corynephora Maas Geest.
- Mycena crocata (Schrad.) P. Kumm. – grzybówka szafranowa
- Mycena cyanorhiza Quél.
- Mycena diosma Krieglst. & Schwöbel
- Mycena epipterygia (Scop.) Gray – grzybówka cytrynowa
- Mycena erubescens Höhn. – grzybówka gorzka
- Mycena fagetorum (Fr.) Gillet – grzybówka bukowa
- Mycena favrei Maas Geest. 1991
- Mycena filopes (Bull.) P. Kumm. – grzybówka nitkowatotrzonowa
- Mycena flavescens Velen. – grzybówka żółtawa
- Mycena flavoalba (Fr.) Quél. – grzybówka żółtobiała
- Mycena galericulata (Scop.) Gray – grzybówka hełmiasta
- Mycena galopus (Pers.) P. Kumm. – grzybówka mleczajowa
- Mycena haematopus (Pers.) P. Kumm. – grzybówka krwista
- Mycena inclinata (Fr.) Quél. – grzybówka mydlana
- Mycena juniperina Aronsen 1996
- Mycena latifolia (Peck) A.H. Sm. – grzybówka szarobrązowa
- Mycena leptocephala (Pers.) Gillet – grzybówka chlorowonna
- Mycena lignivora Maas Geest. 1995
- Mycena longiseta Höhn. – grzybówka długorzęsa
- Mycena luteovariegata Harder & Læssøe 2013
- Mycena maculata P. Karst. – grzybówka plamista
- Mycena megaspora Kauffman – grzybówka wielkozarodnikowa
- Mycena meliigena (Berk. & Cooke) Sacc. – grzybówka purpurowobrązowa
- Mycena metata (Secr. ex Fr.) P. Kumm. – grzybówka borowa
- Mycena mirata (Peck) Sacc.
- Mycena mitis Maas Geest. 1992
- Mycena mucor (Batsch) Quél. – grzybówka pofałdowana
- Mycena niveipes (Murrill) Murril – grzybówka popielatotrzonowa
- Mycena olivaceomarginata (Massee) Massee – grzybówka oliwkowoostrzowa
- Mycena oregonensis A.H. Sm. – grzybówka pomarańczowoblaszkowa
- Mycena parabolica (Fr.) Quél. – grzybówka fioletowoszara
- Mycena pearsoniana Dennis ex Singer – grzybówka brązowofioletowa
- Mycena pelianthina (Fr.) Quél. – grzybówka gołębia
- Mycena picta (Fr.) Harmaja 1979 – grzybówka złotobrzega
- Mycena polyadelpha (Lasch) Kühner – grzybówka dębowa
- Mycena polygramma (Bull.) Gray – grzybówka bruzdowanotrzonowa
- Mycena praelonga (Peck) Sacc. – grzybówka torfowiskowa
- Mycena pseudoandrosacea (Bull.) Z.S. Bi 1986 - tzw. pępówka szarawa
- Mycena pseudocorticola Kühner – grzybówka niebieskoszara
- Mycena pseudopicta (J.E. Lange) Kühner – grzybówka białawoostrzowa
- Mycena pterigena (Fr.) P. Kumm. – grzybówka paprociowa
- Mycena pura (Pers.) P. Kumm. – grzybówka fioletowawa
- Mycena purpureofusca (Peck) Sacc. – grzybówka fioletowobrązowa
- Mycena renati Quél. – grzybówka złototrzonowa
- Mycena rhenana Maas Geest. & Winterh.
- Mycena romagnesiana Maas Geest. 1991
- Mycena rosea Gramberg – grzybówka różowa
- Mycena rosella (Fr.) P. Kumm. – grzybówka różowawa
- Mycena rubromarginata (Fr.) P. Kumm. – grzybówka czerwonoostrzowa
- Mycena sanguinolenta (Alb. & Schwein.) P. Kumm. – grzybówka krwawiąca
- Mycena septentrionalis Maas Geest. – grzybówka czarniawa
- Mycena silvae-nigrae Maas Geest. & Schwöbel
- Mycena simia Kühner – grzybówka torfowcolubna
- Mycena smithiana Kühner – grzybówka bladoszara
- Mycena stipata Maas Geest. & Schwöbel
- Mycena strobilicola J. Favre & Kühner – grzybówka wiosenna
- Mycena stylobates (Pers.) P. Kumm. – grzybówka dyskowata
- Mycena subcaerulea Sacc. – grzybówka niebieskawa
- Mycena subsanguinolenta A.H. Sm. 1939
- Mycena tenerrima (Berk.) Quél. 1872 - grzybówka delikatna
- Mycena tenuispinosa J. Favre 1957
- Mycena tintinnabulum (Batsch) Quél. – grzybówka dzwoneczkowata
- Mycena tubarioides (Maire) Kühner – grzybówka nadwodna
- Mycena urania (Fr.) Quél. – grzybówka górska
- Mycena venustula Quél. – grzybówka różowoostrzowa
- Mycena villicaulis Maas Geest. 1988
- Mycena viridimarginata P. Karst. – grzybówka zielonoostrzowa
- Mycena vitilis (Fr.) Quél. – grzybówka elastyczna
- Mycena vulgaris (Pers.) P. Kumm. – grzybówka żelatynowoblaszkowa
- Mycena xantholeuca Kühner – grzybówka kremowa
- Mycena zephirus (Fr.) P. Kumm. – grzybówka rdzawoplamista

Nazwy naukowe na podstawie Index Fungorum. Wykaz gatunków według Władysława Wojewody i późniejszych źródeł (pominięto taksony wątpliwe). Nazwy polskie według W. Wojewody.

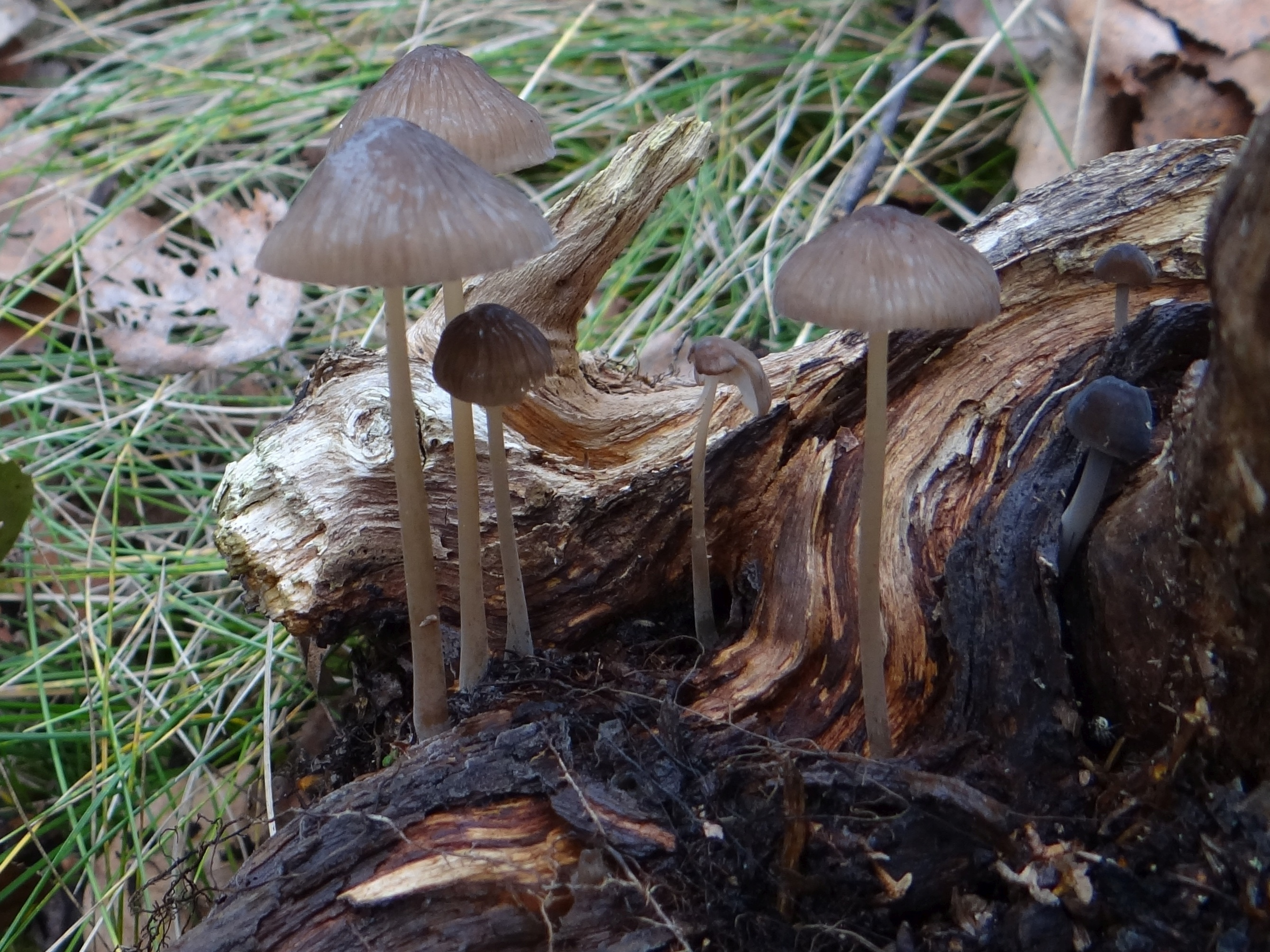
Grzybówka alkaliczna
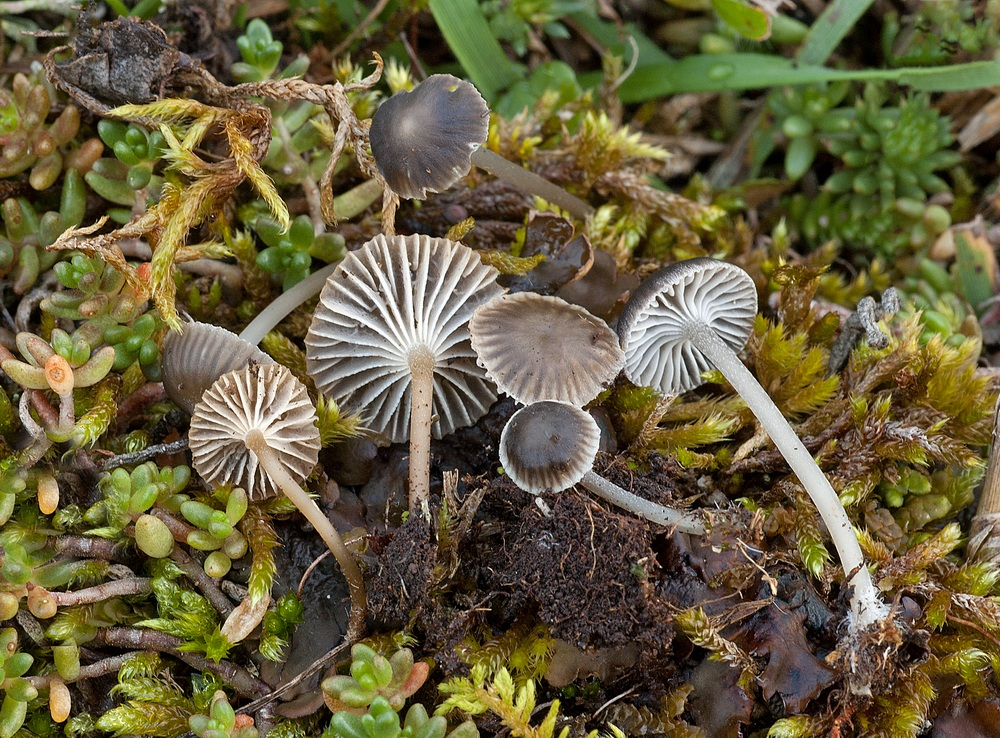
Grzybówka białawoostrzowa
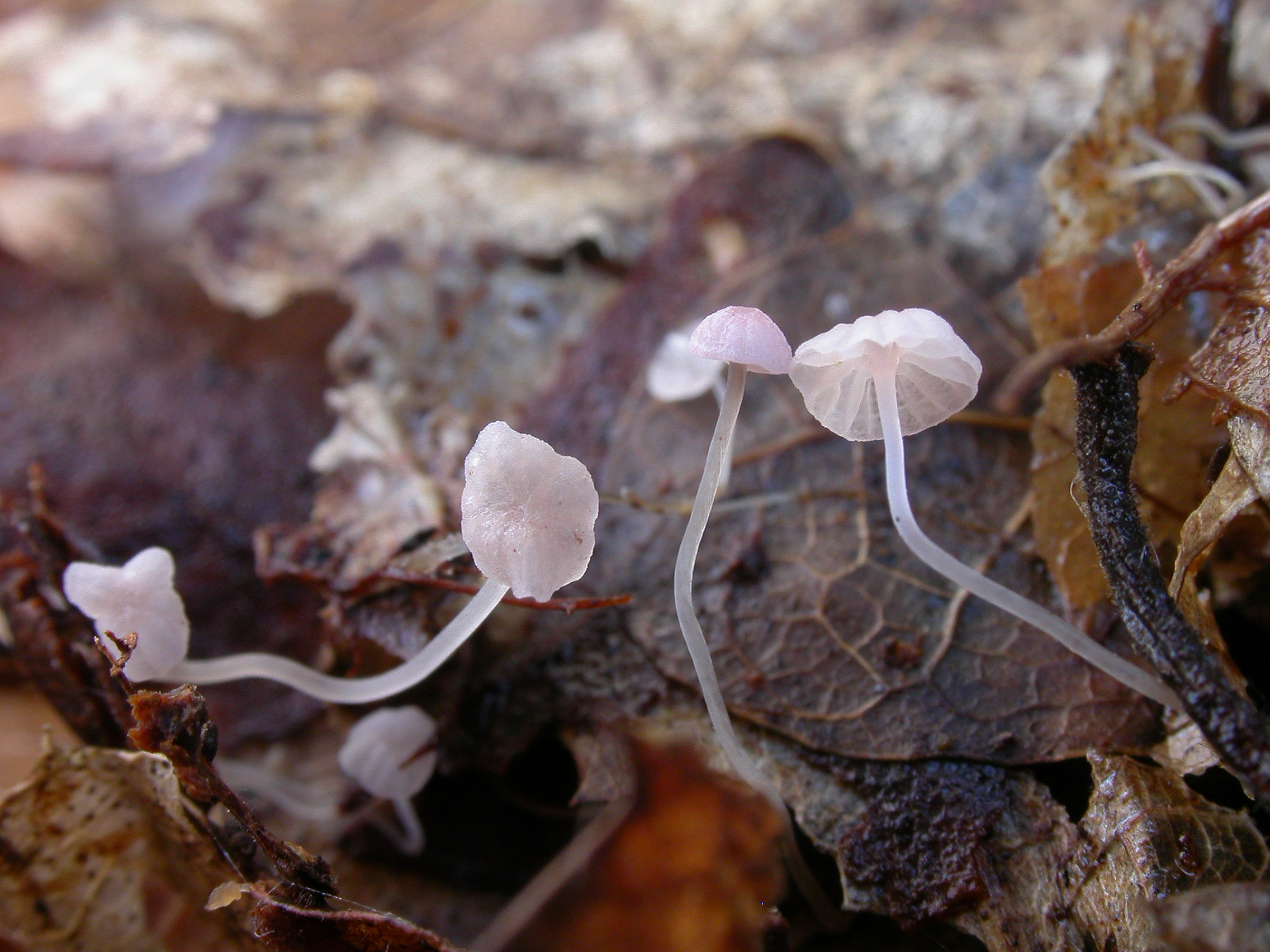
Grzybówka bladoszara
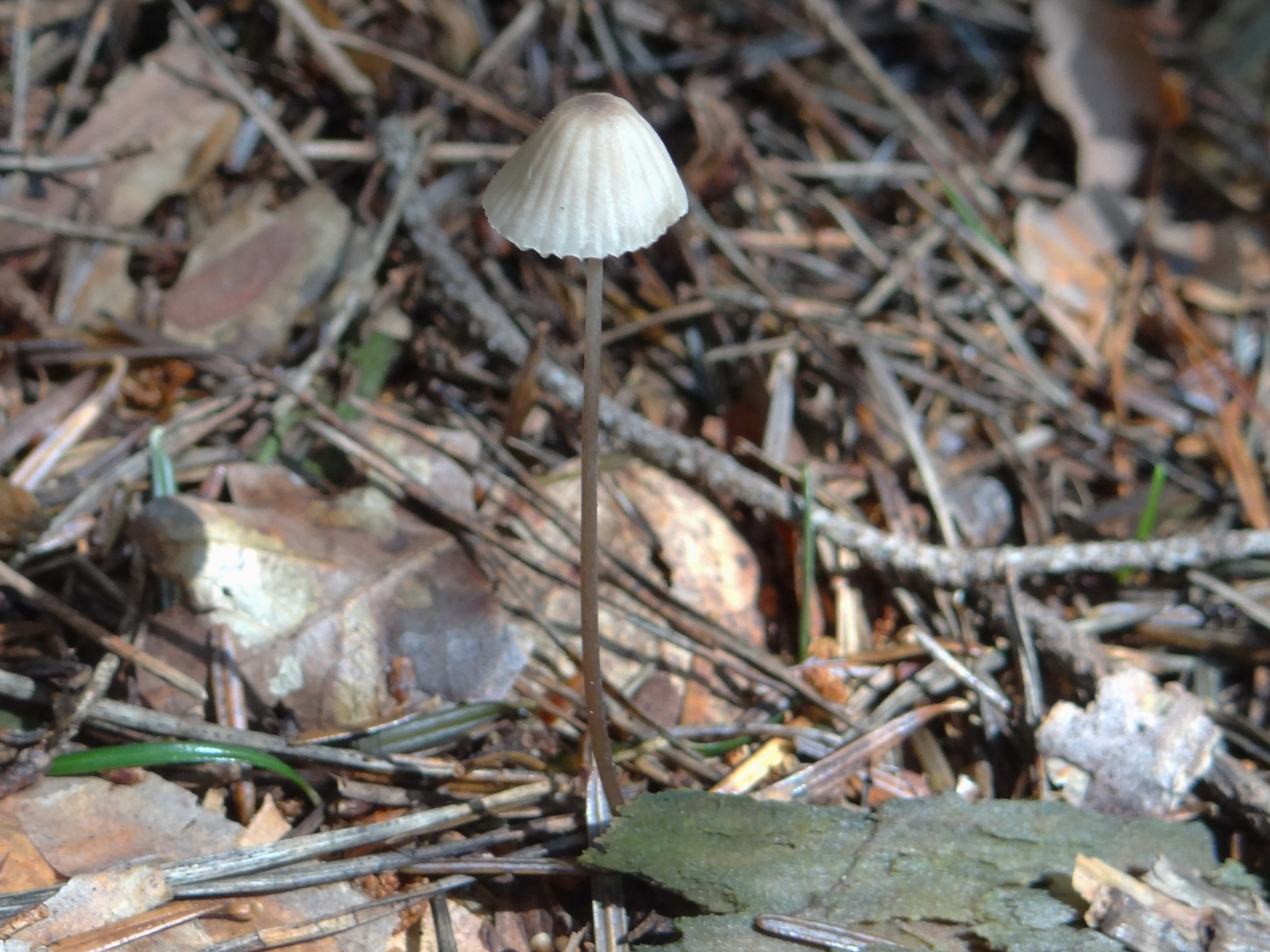
Grzybówka borowa
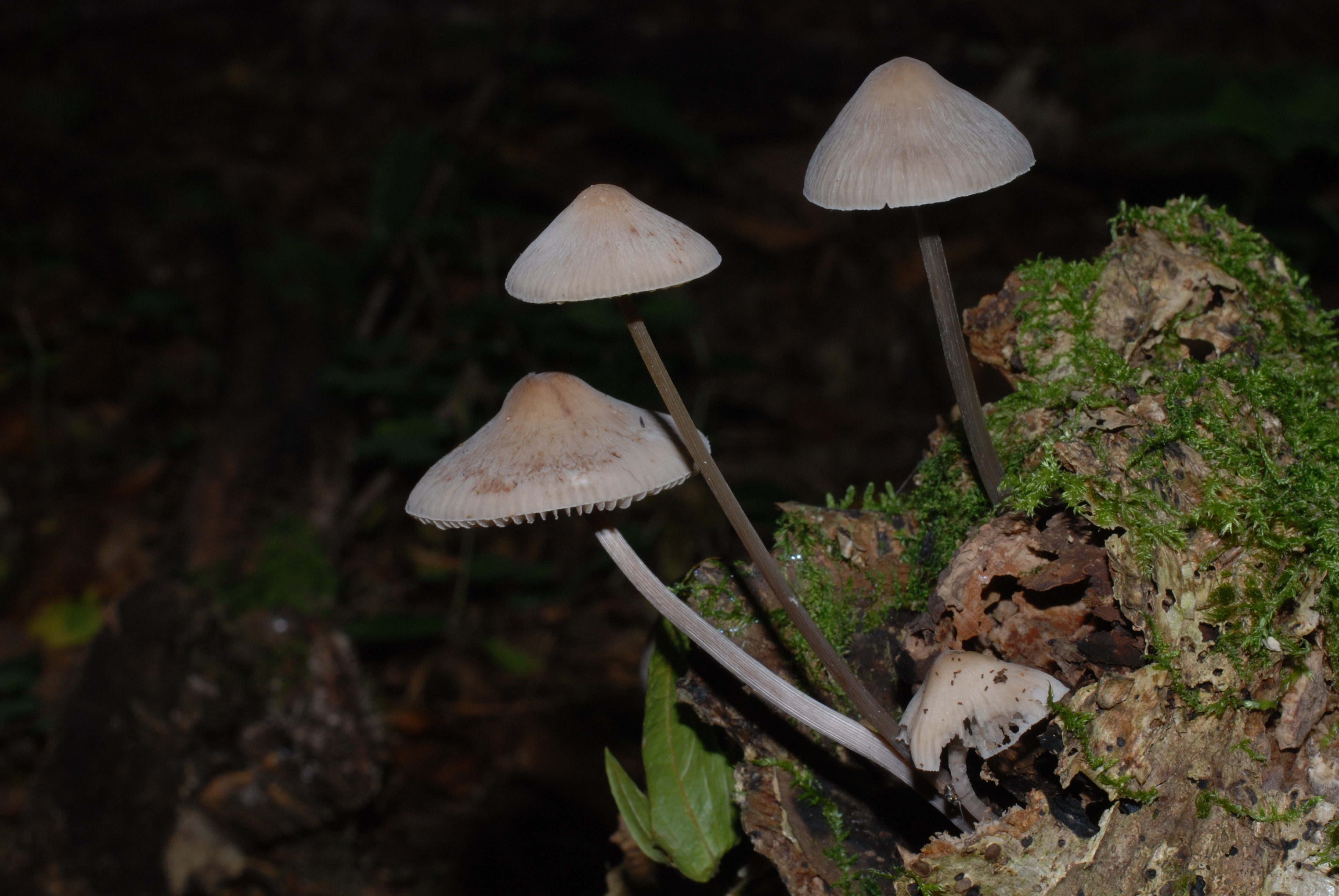
Grzybówka bruzdowanotrzonowa
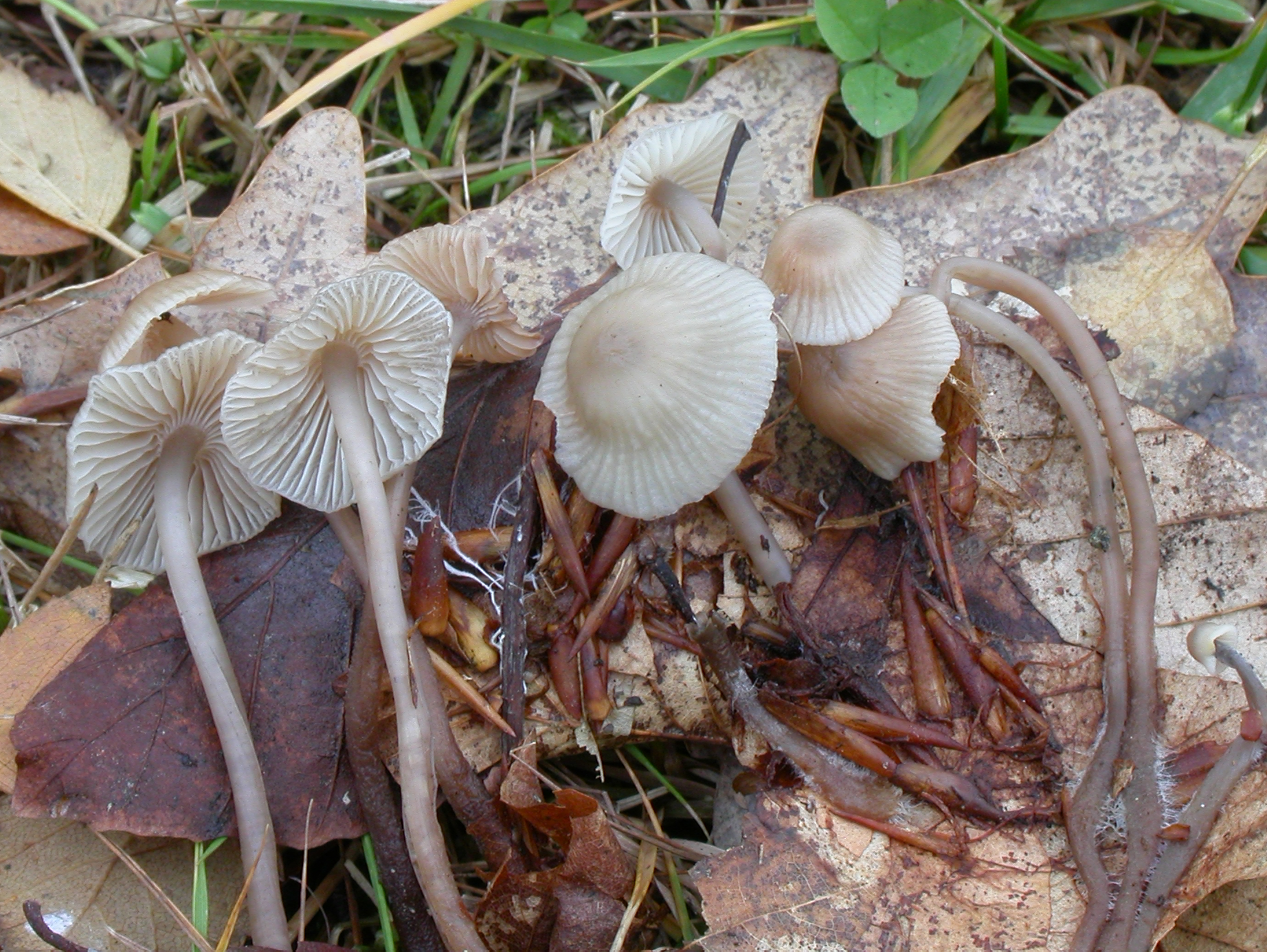
Grzybówka bukowa
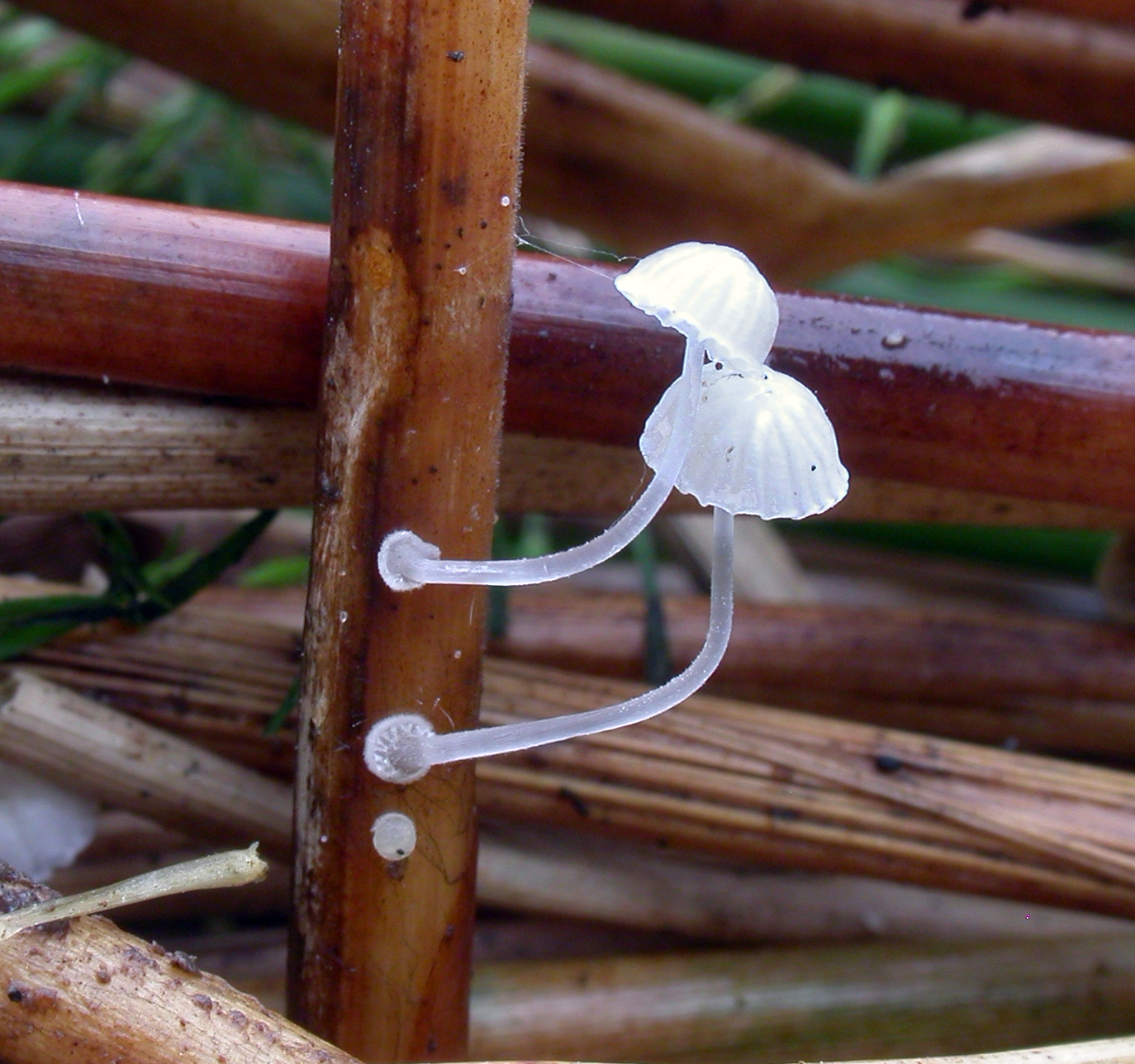
Grzybówka bulwiasta
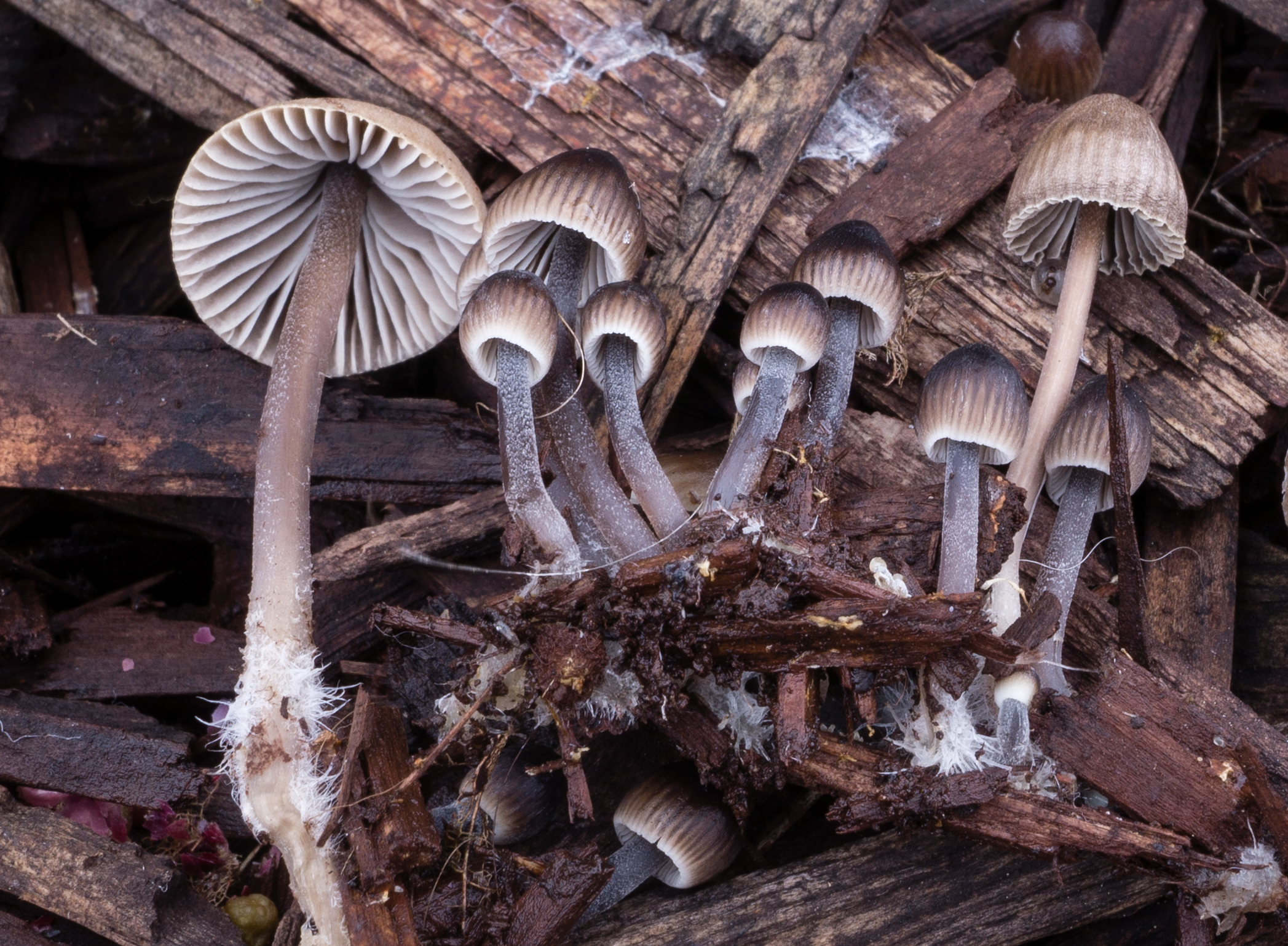
Grzybówka chlorowonna
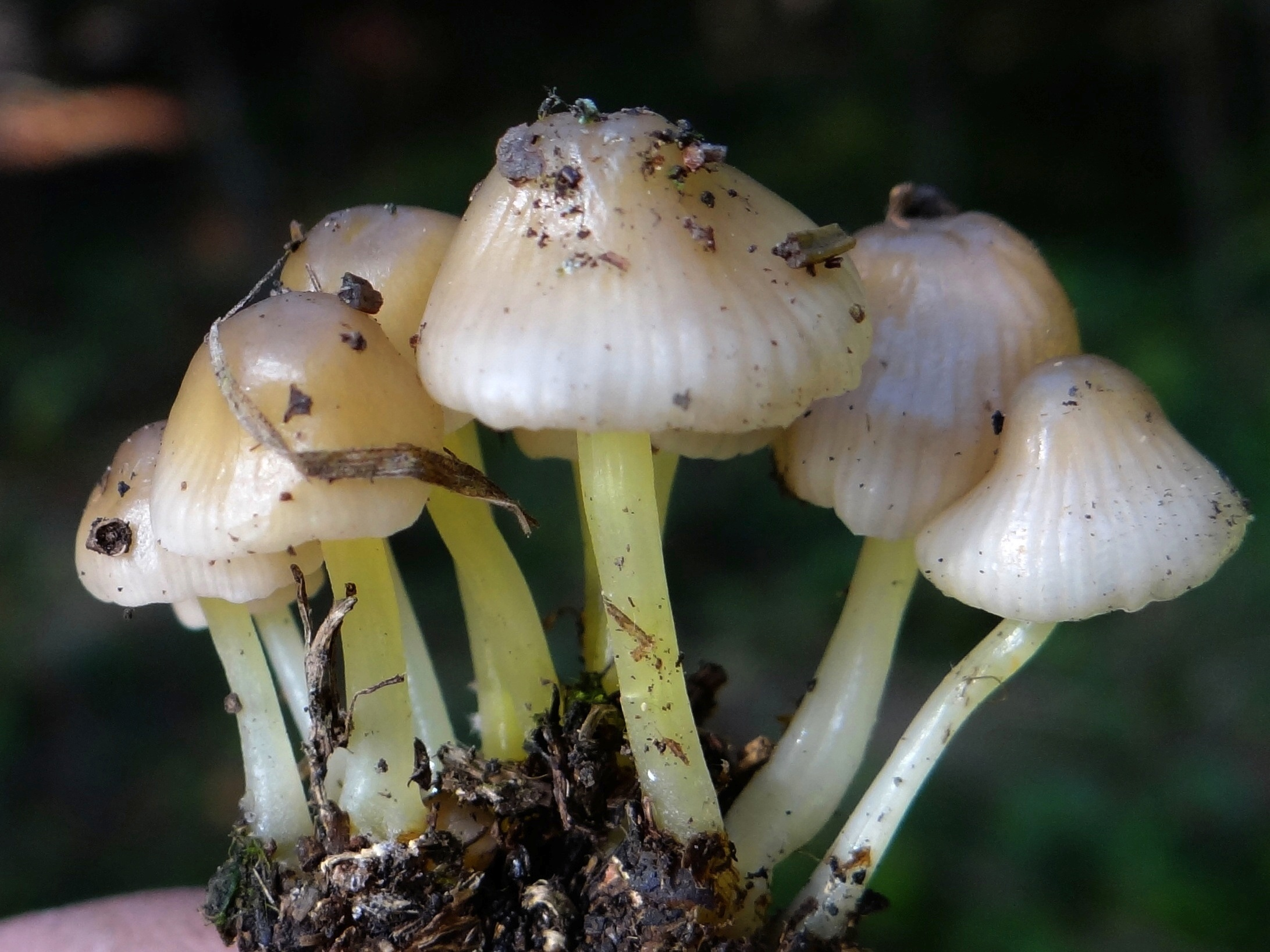
Grzybówka cytrynowa
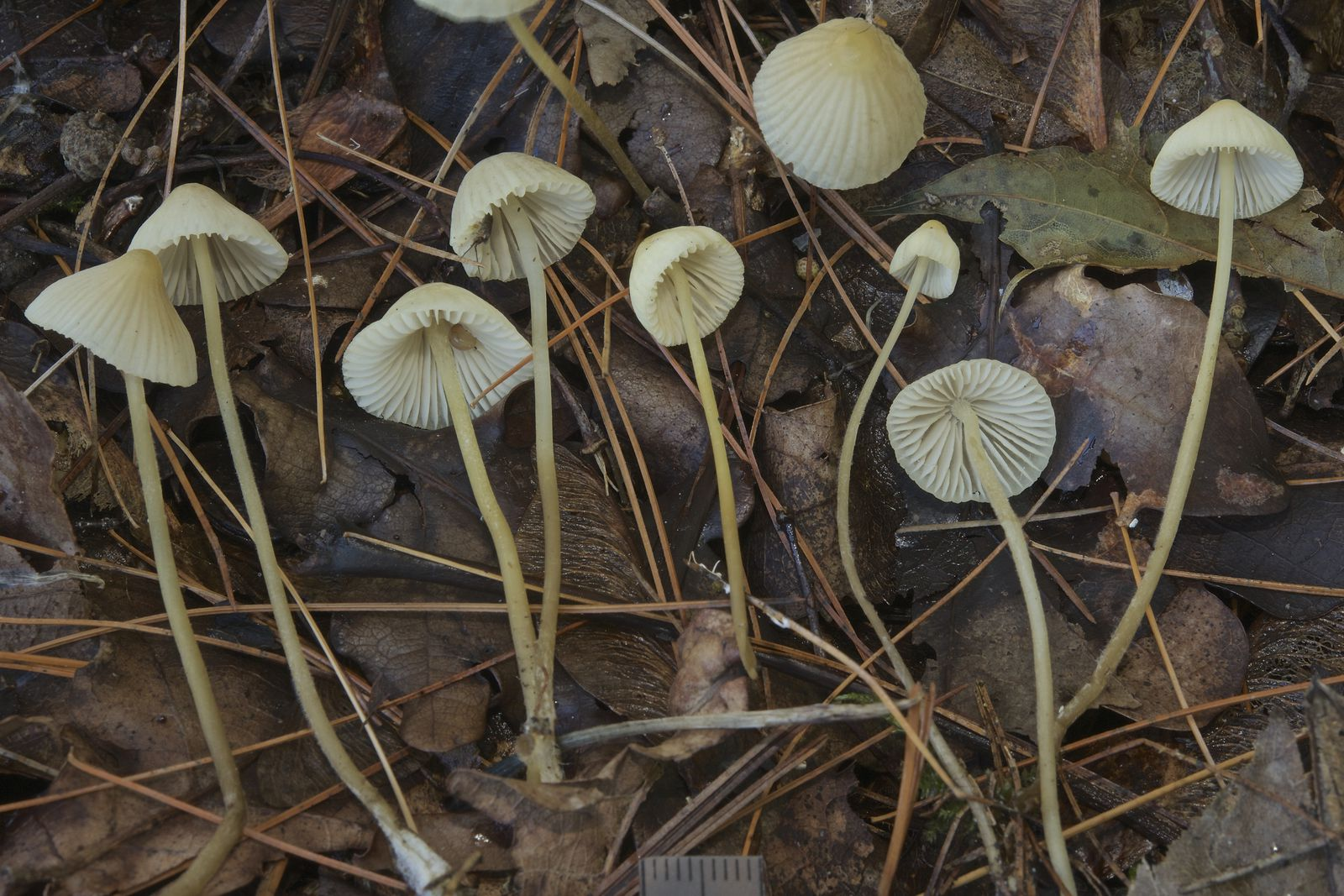
Grzybówka cytrynowoostrzowa
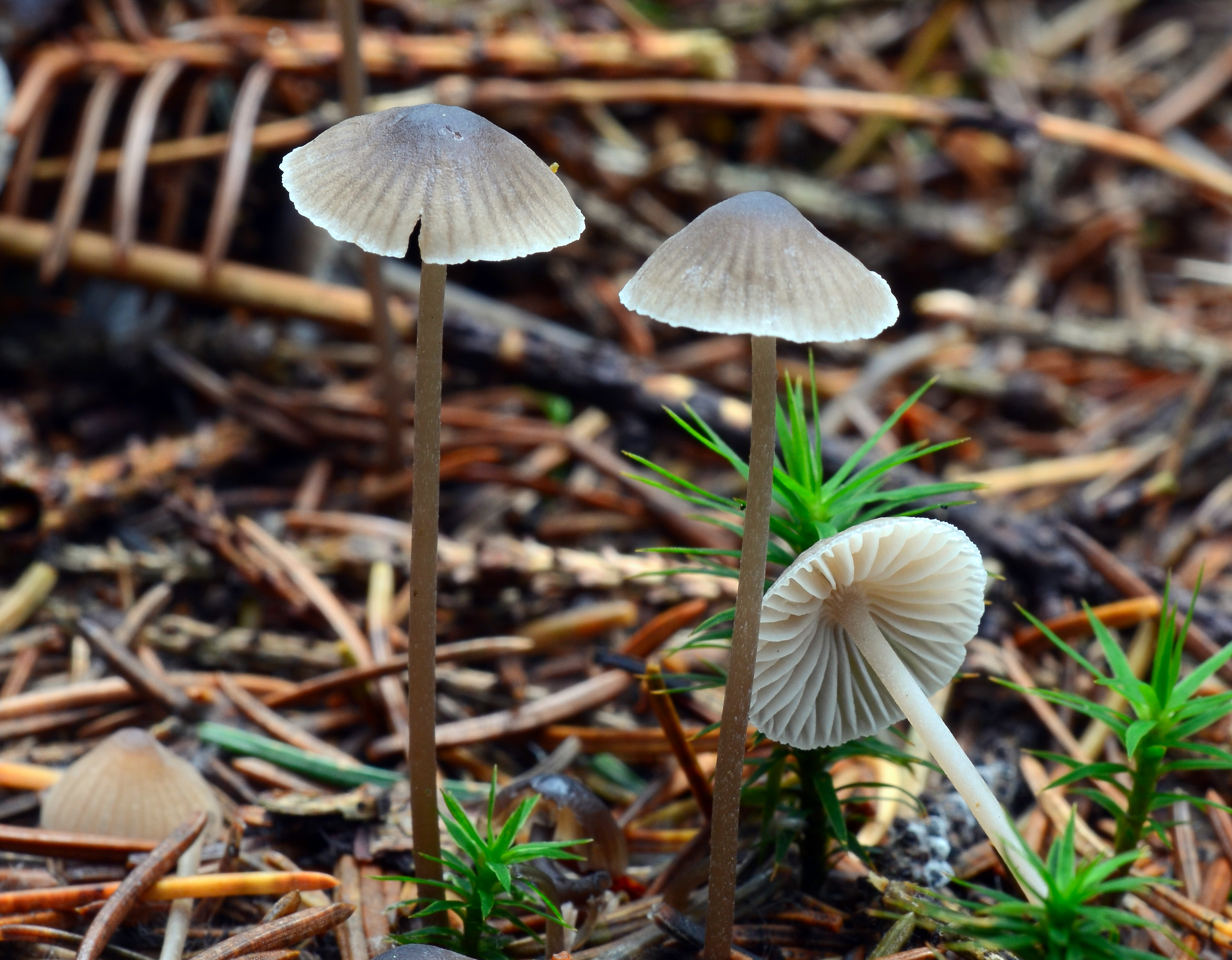
Grzybówka czarniawa
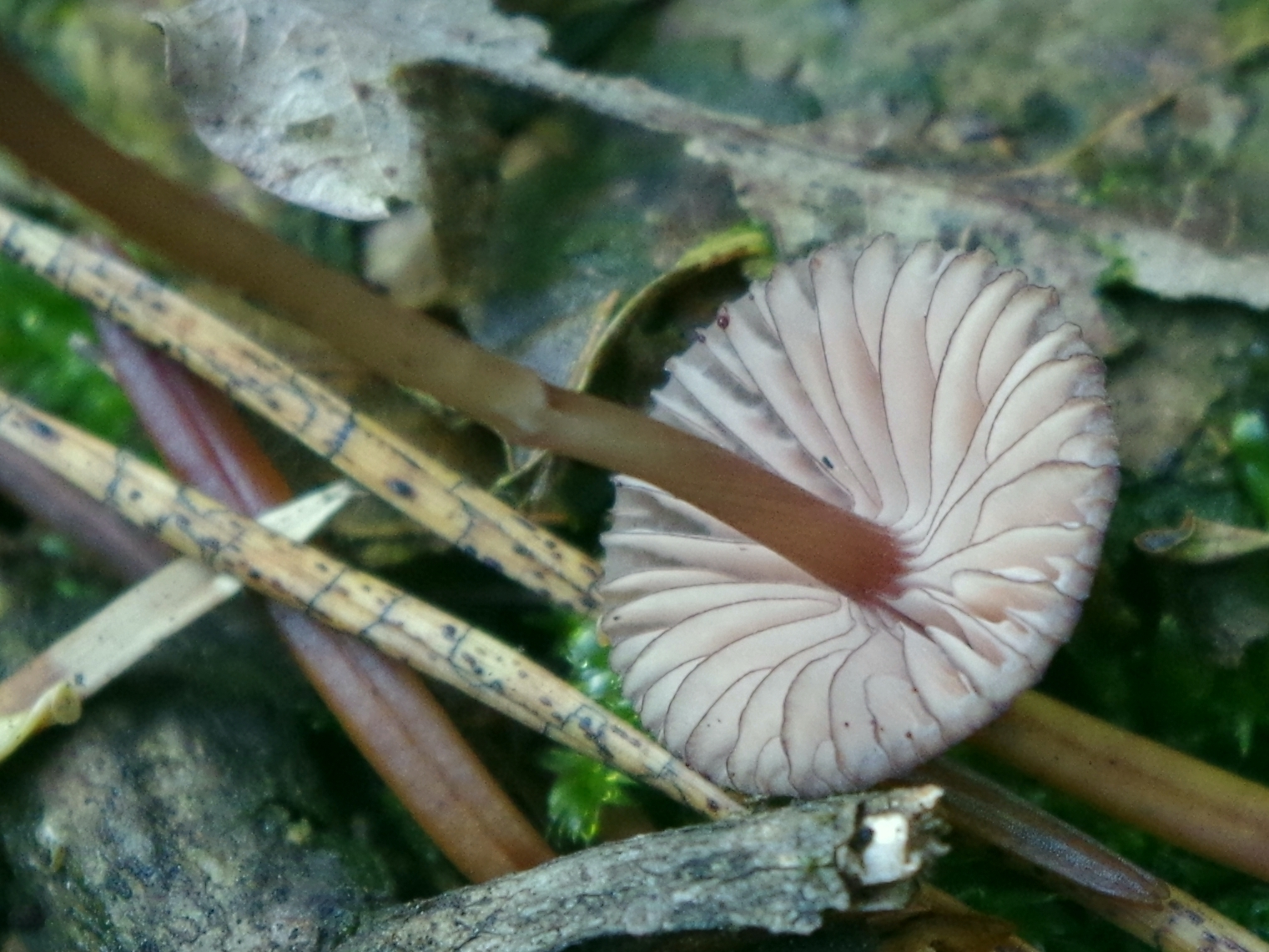
Grzybówka czerwonoostrzowa
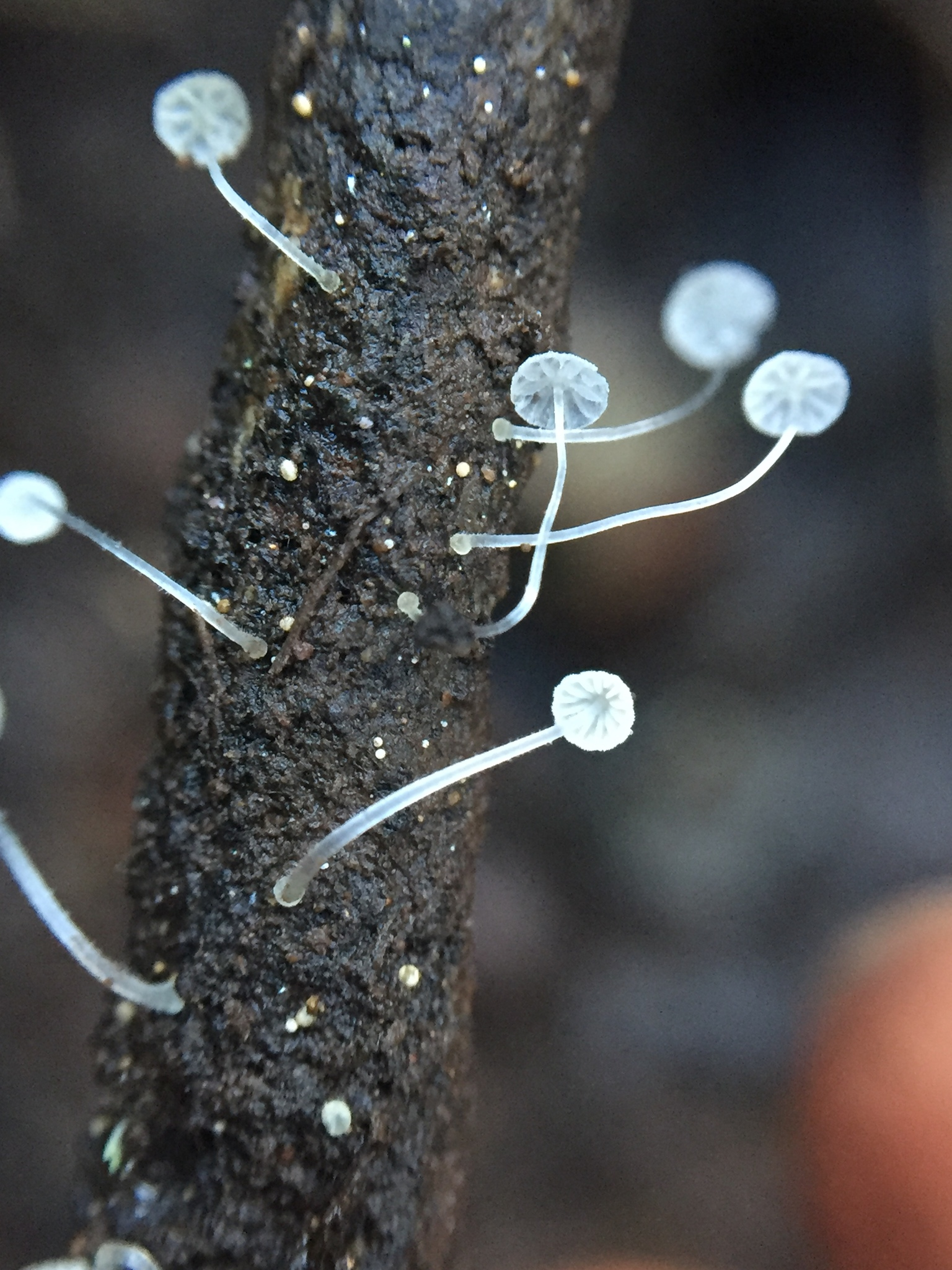
Grzybówka delikatna
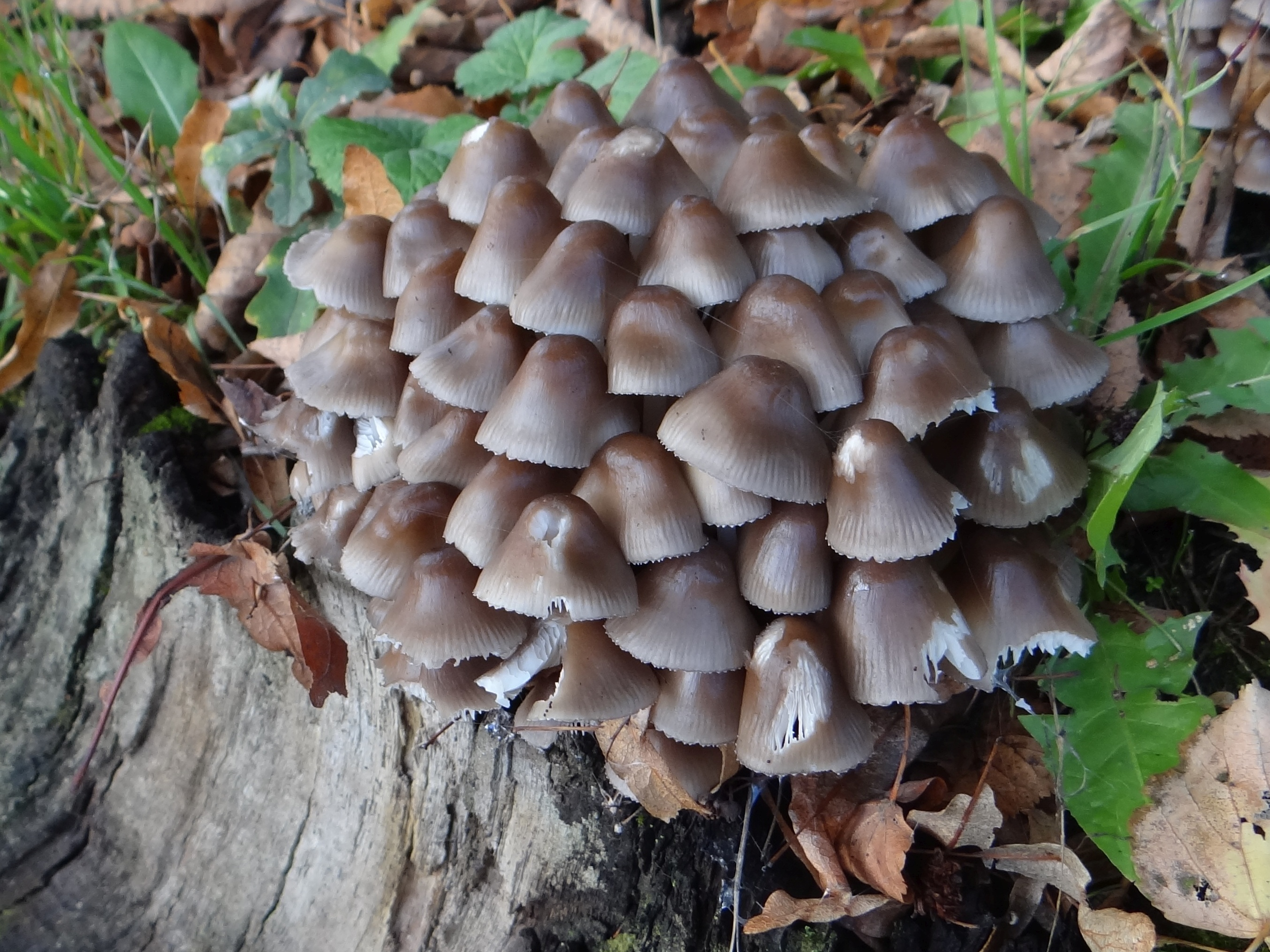
Grzybówka dzwoneczkowata
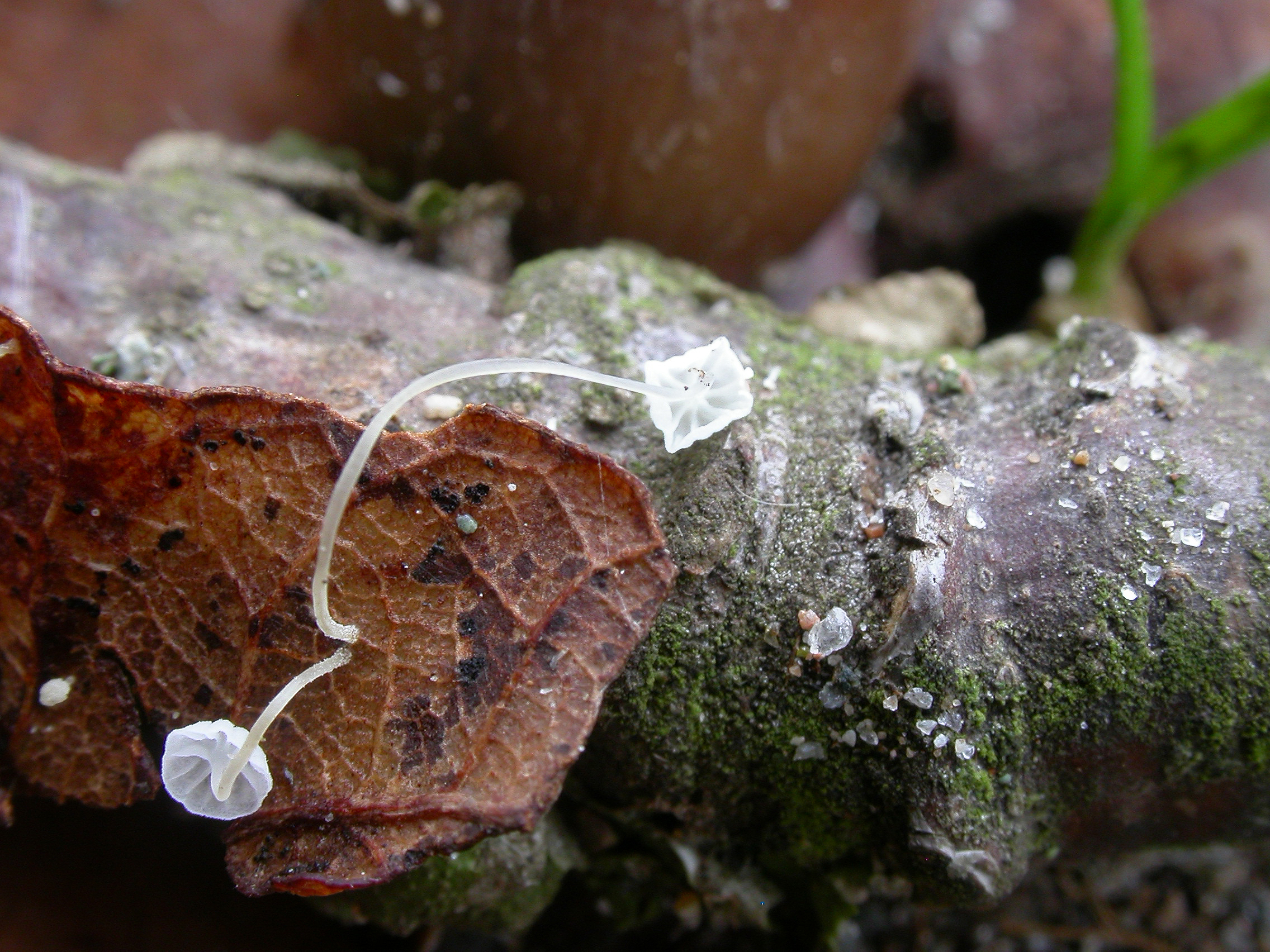
Grzybówka dębowa
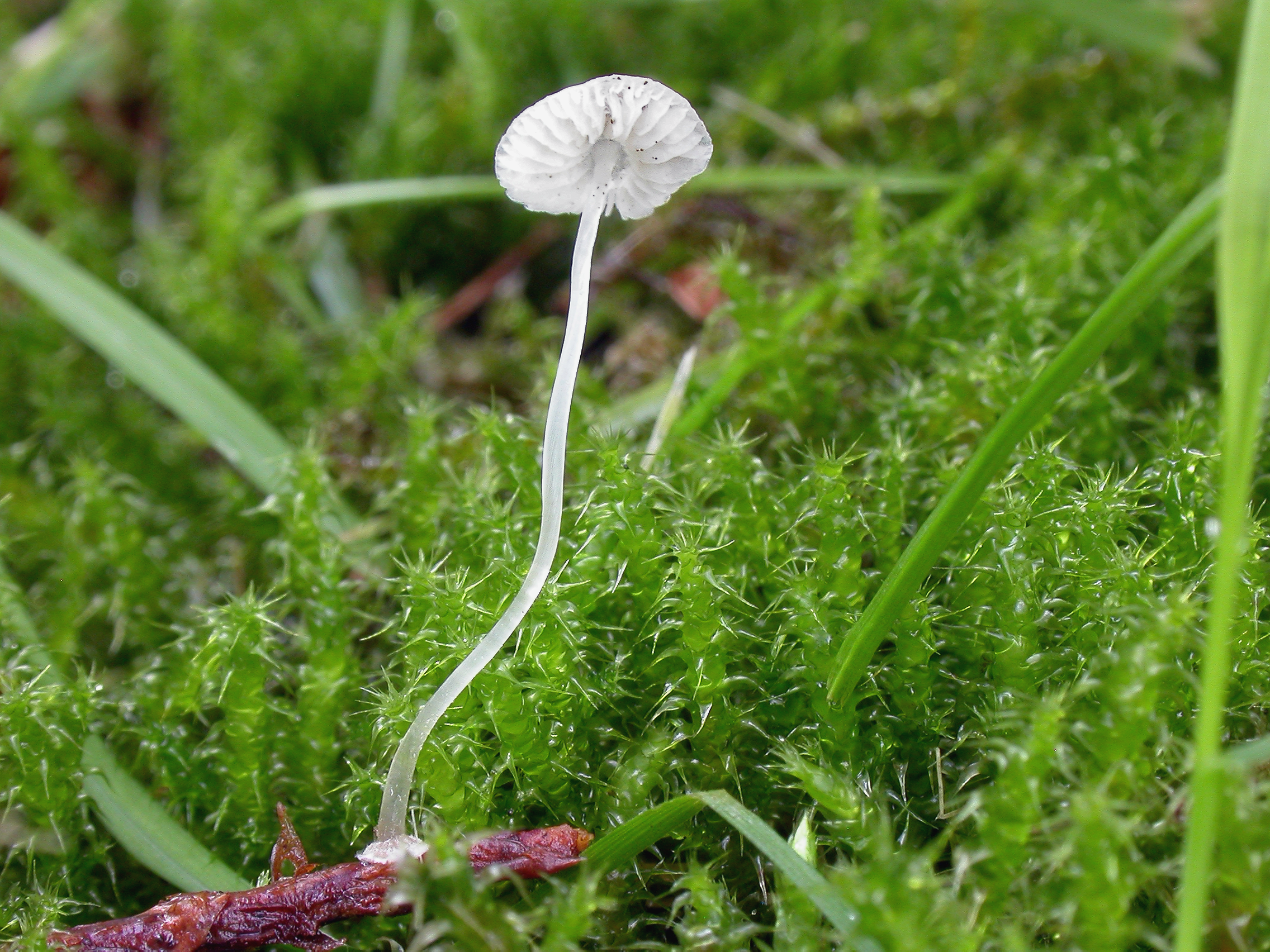
Grzybówka dyskowata
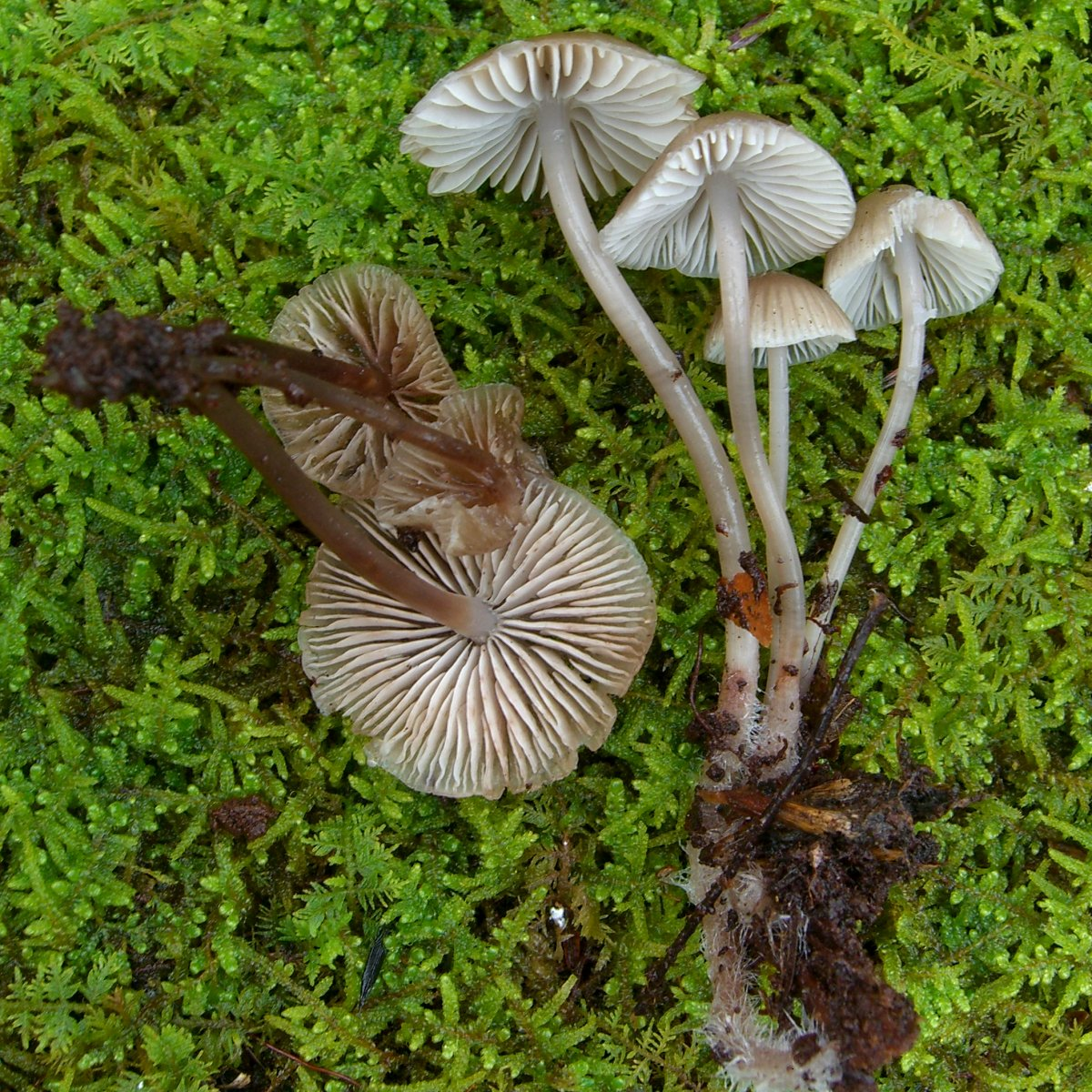
Grzybówka elastyczna
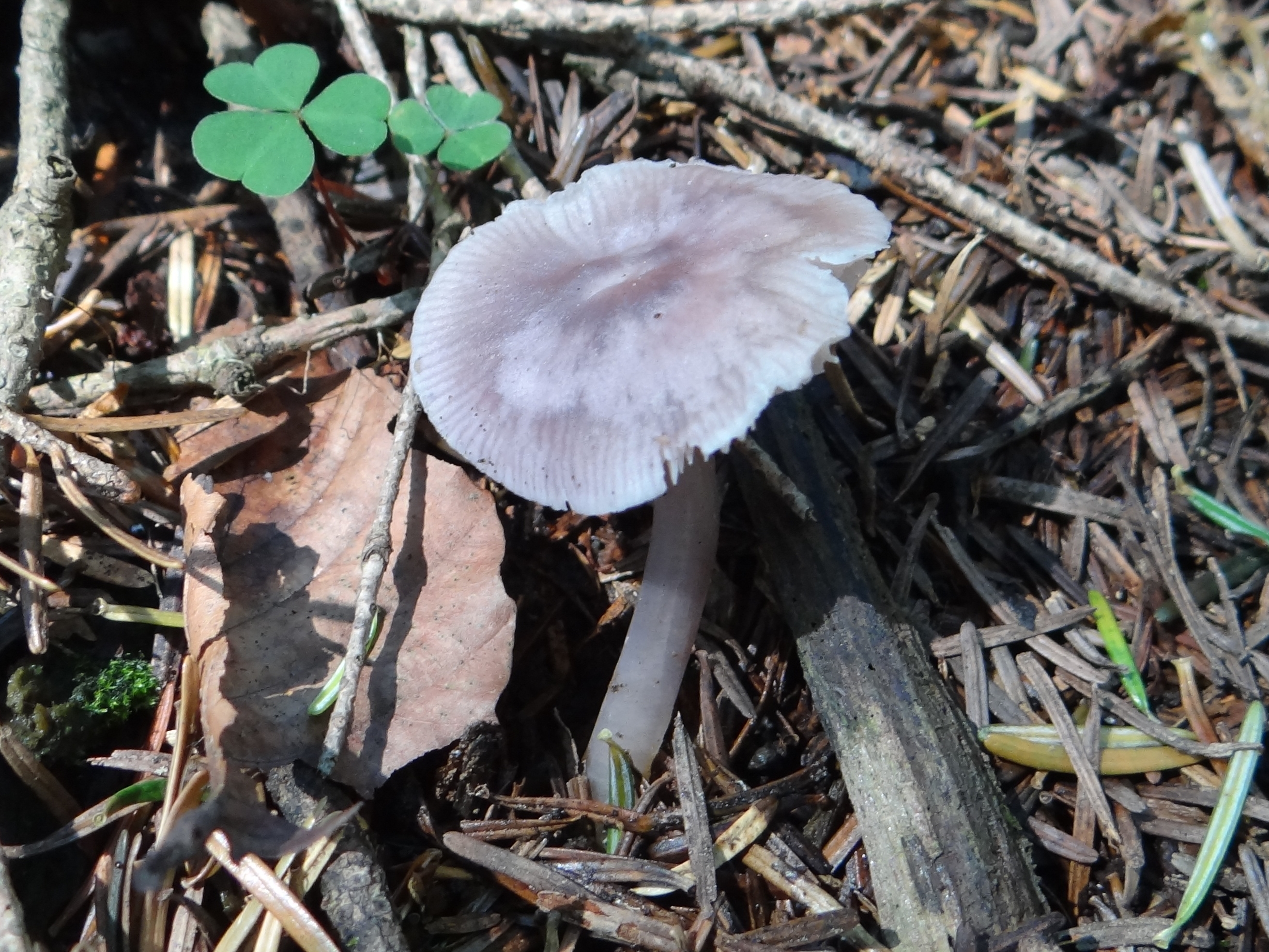
Grzybówka fioletowawa
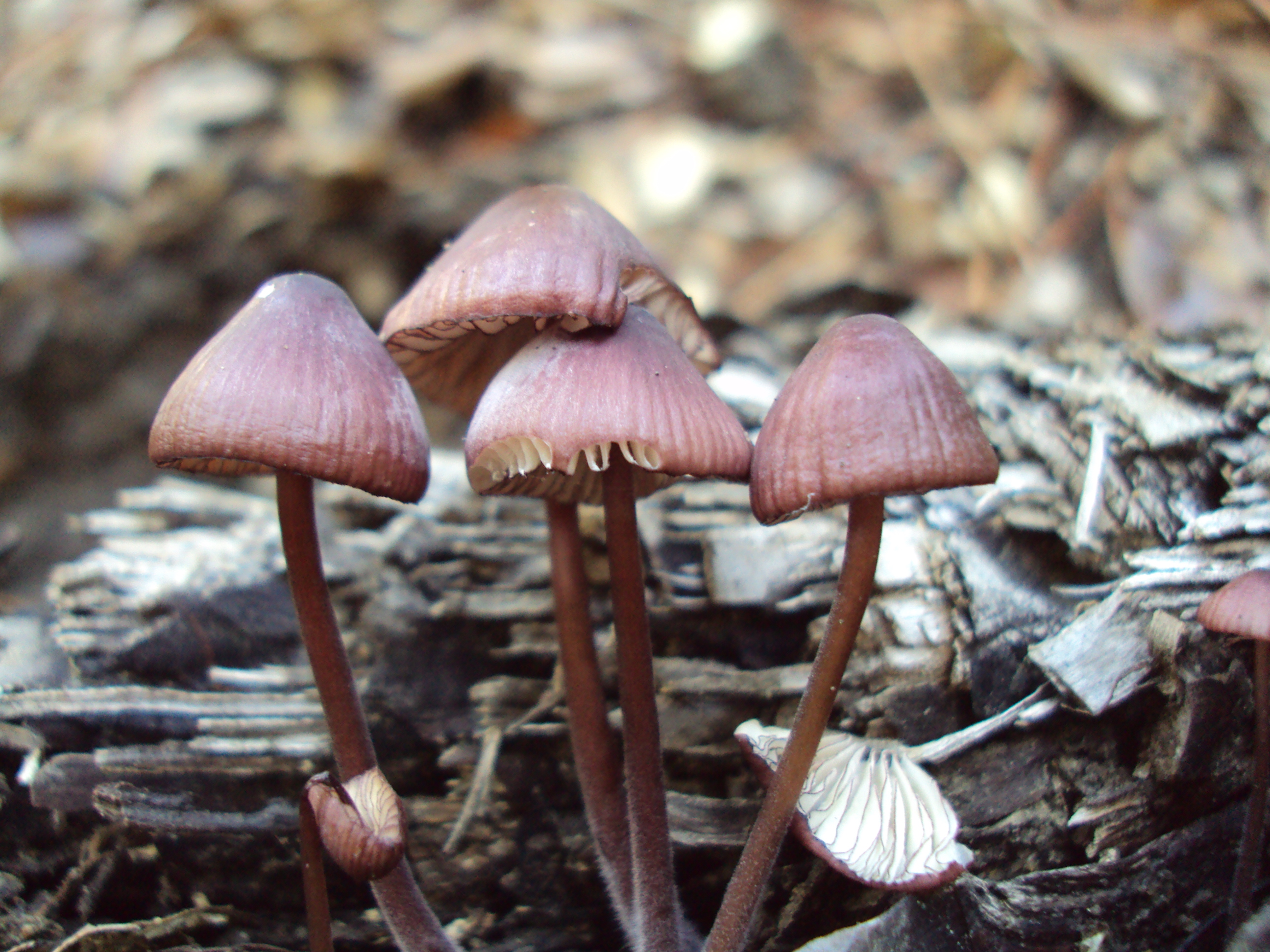
Grzybówka fioletowobrązowa
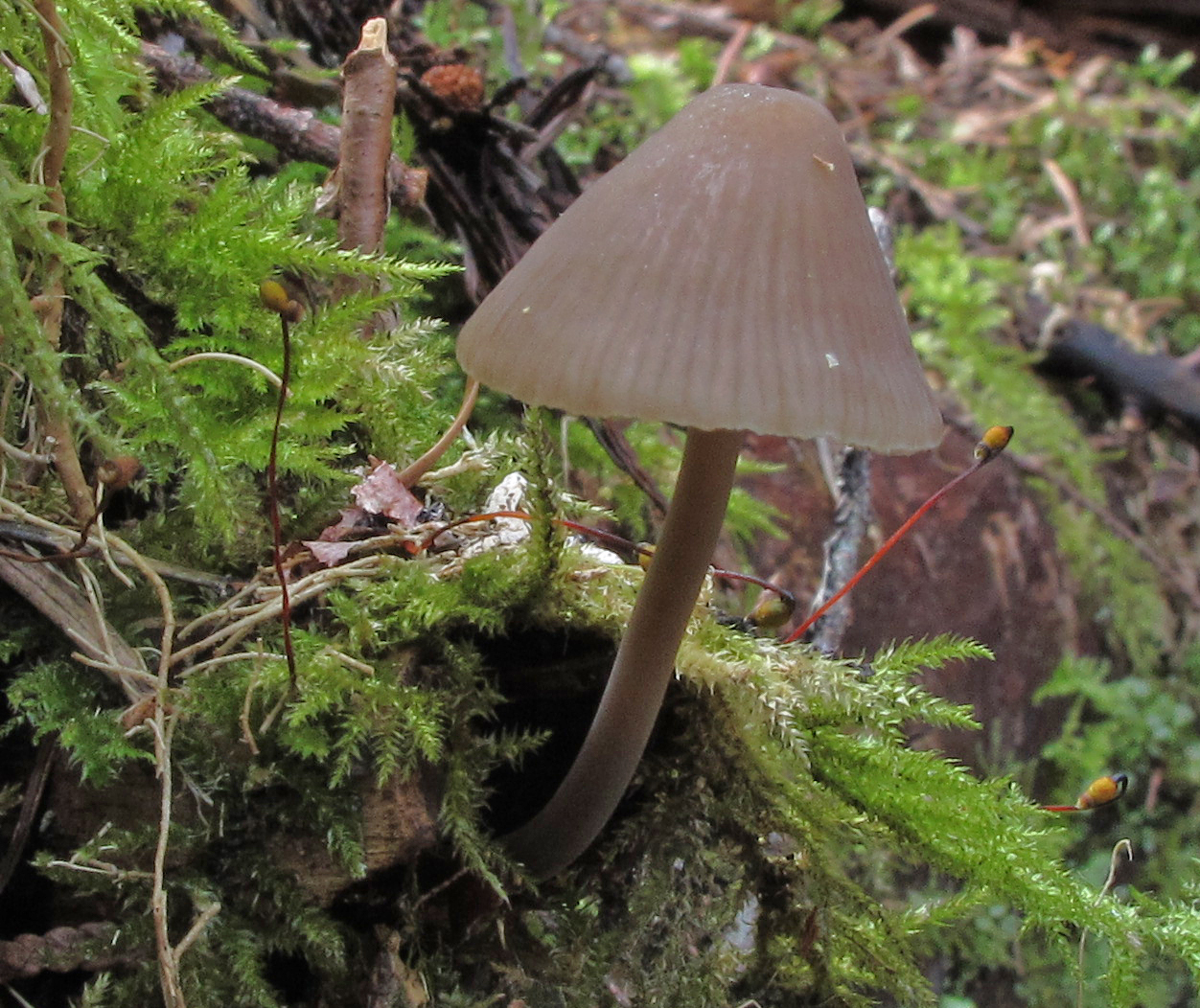
Grzybówka fioletowoszara
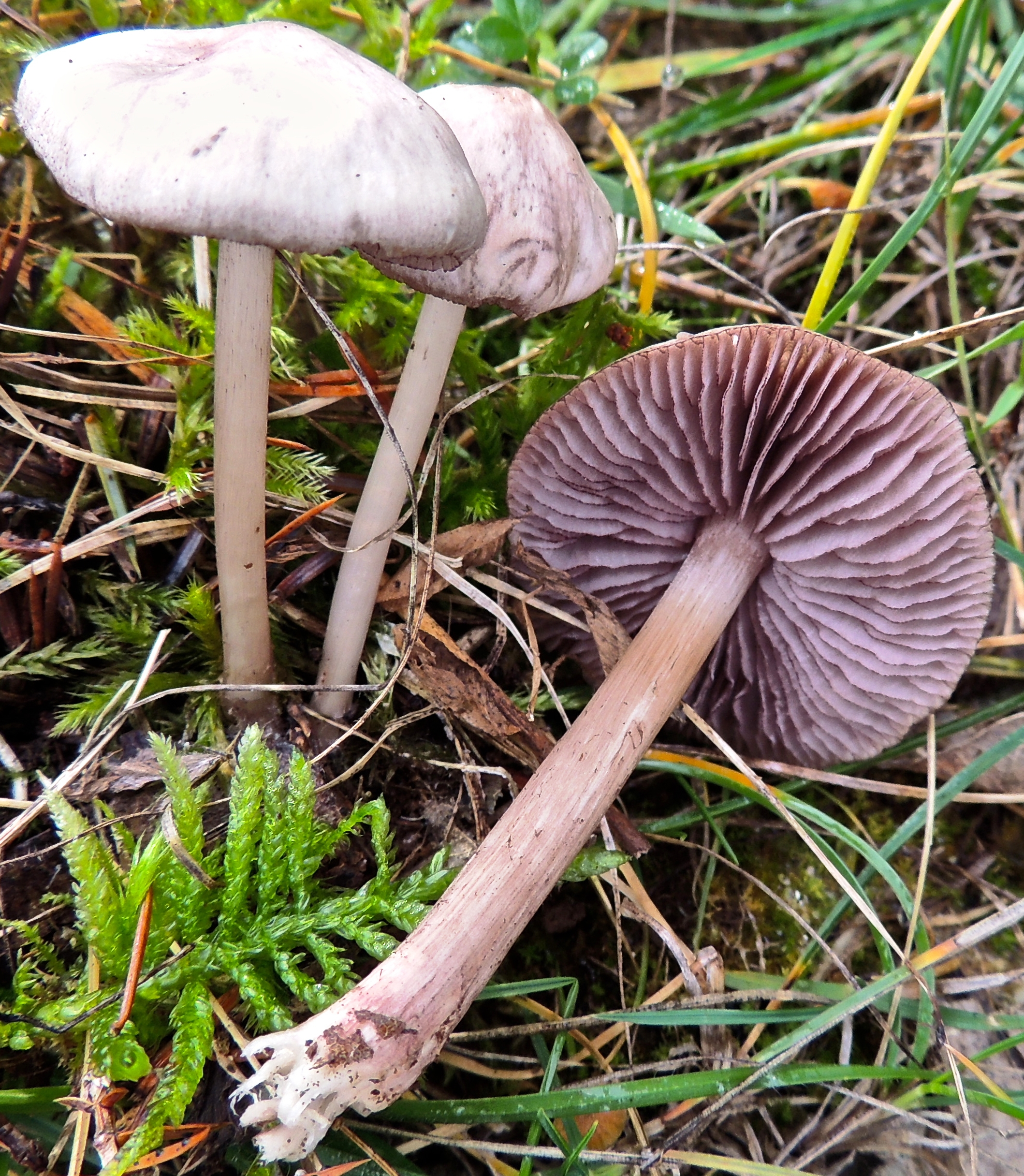
Grzybówka gołębia
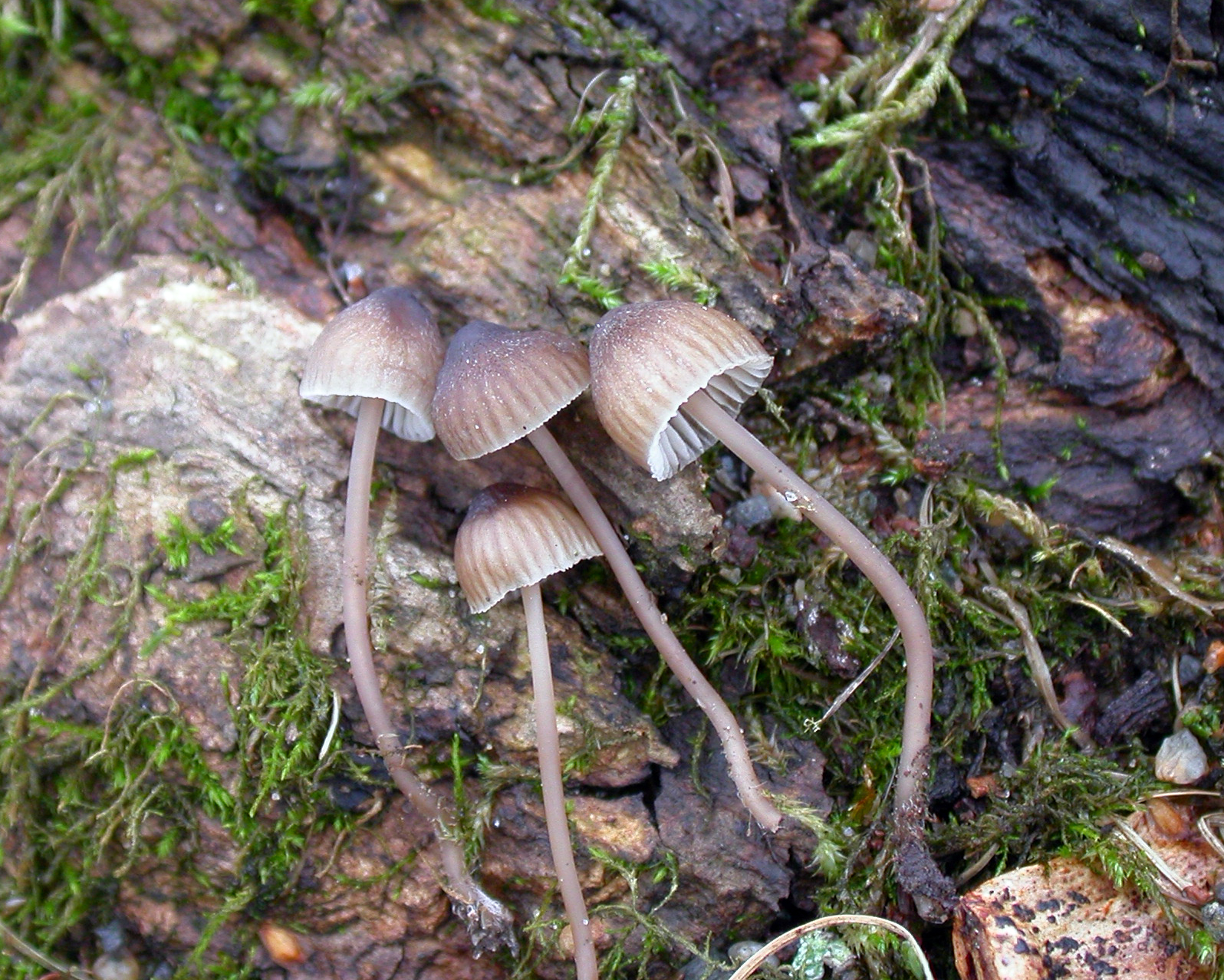
Grzybówka gorzka
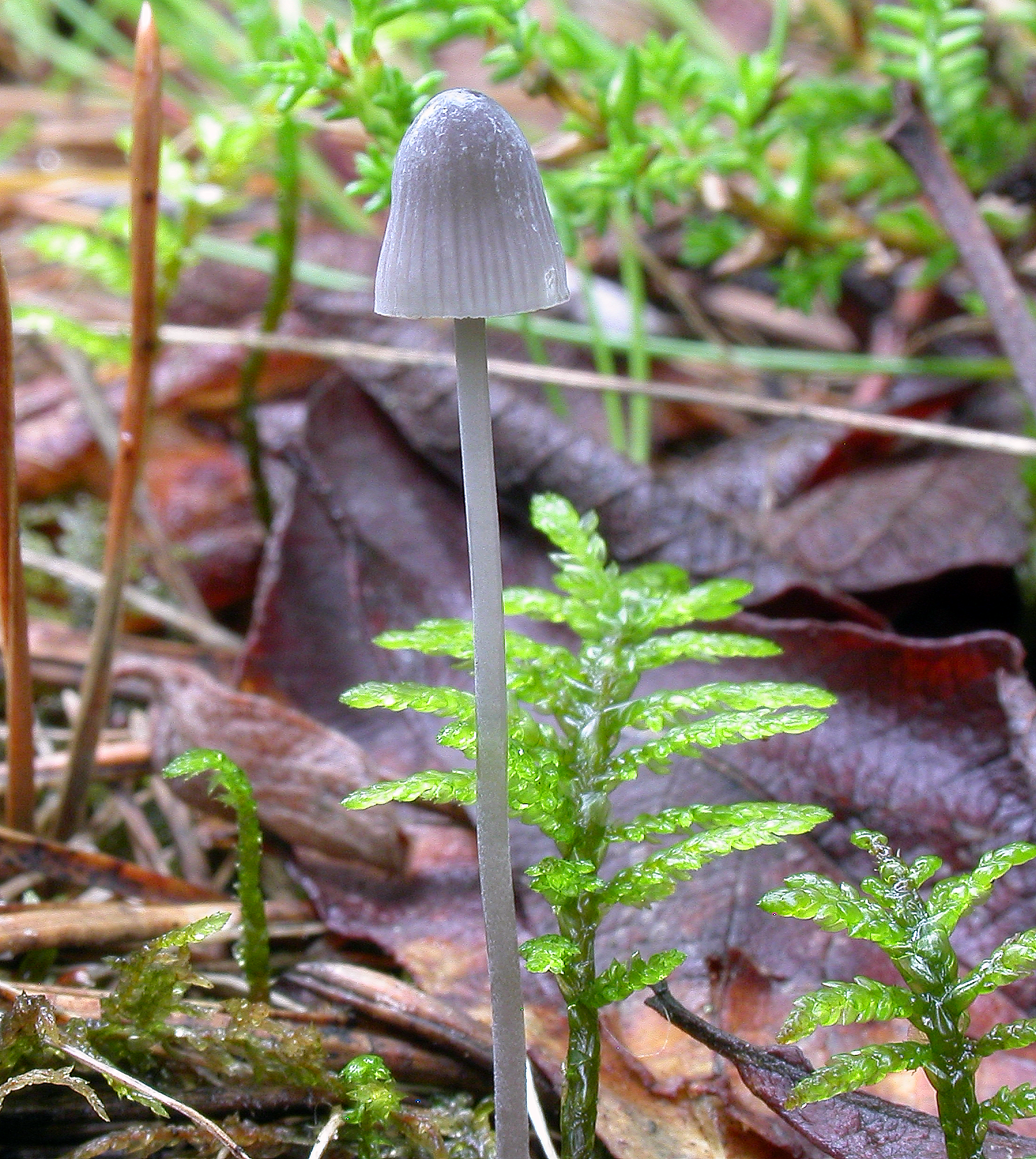
Grzybówka górska
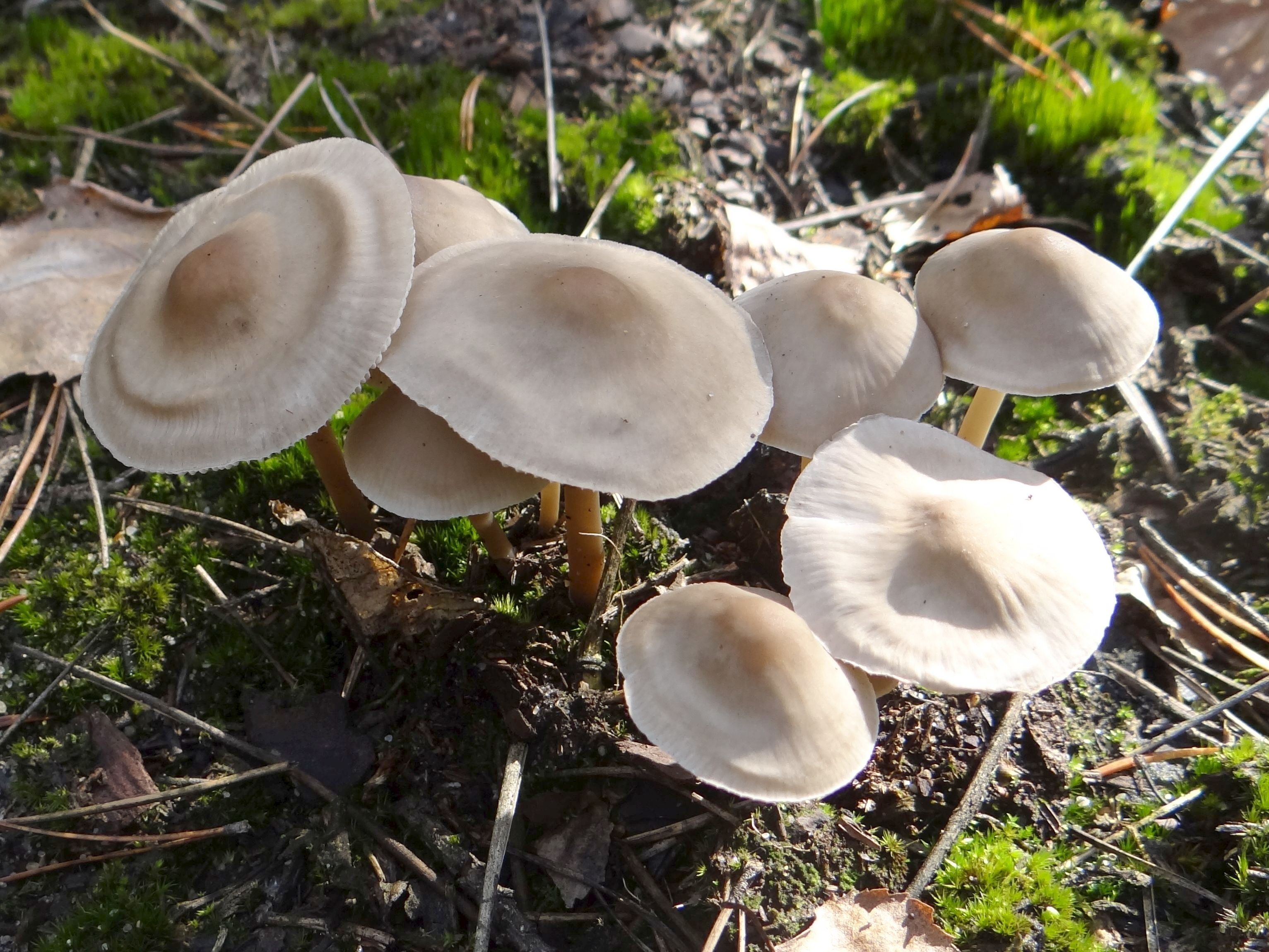
Grzybówka hełmiasta
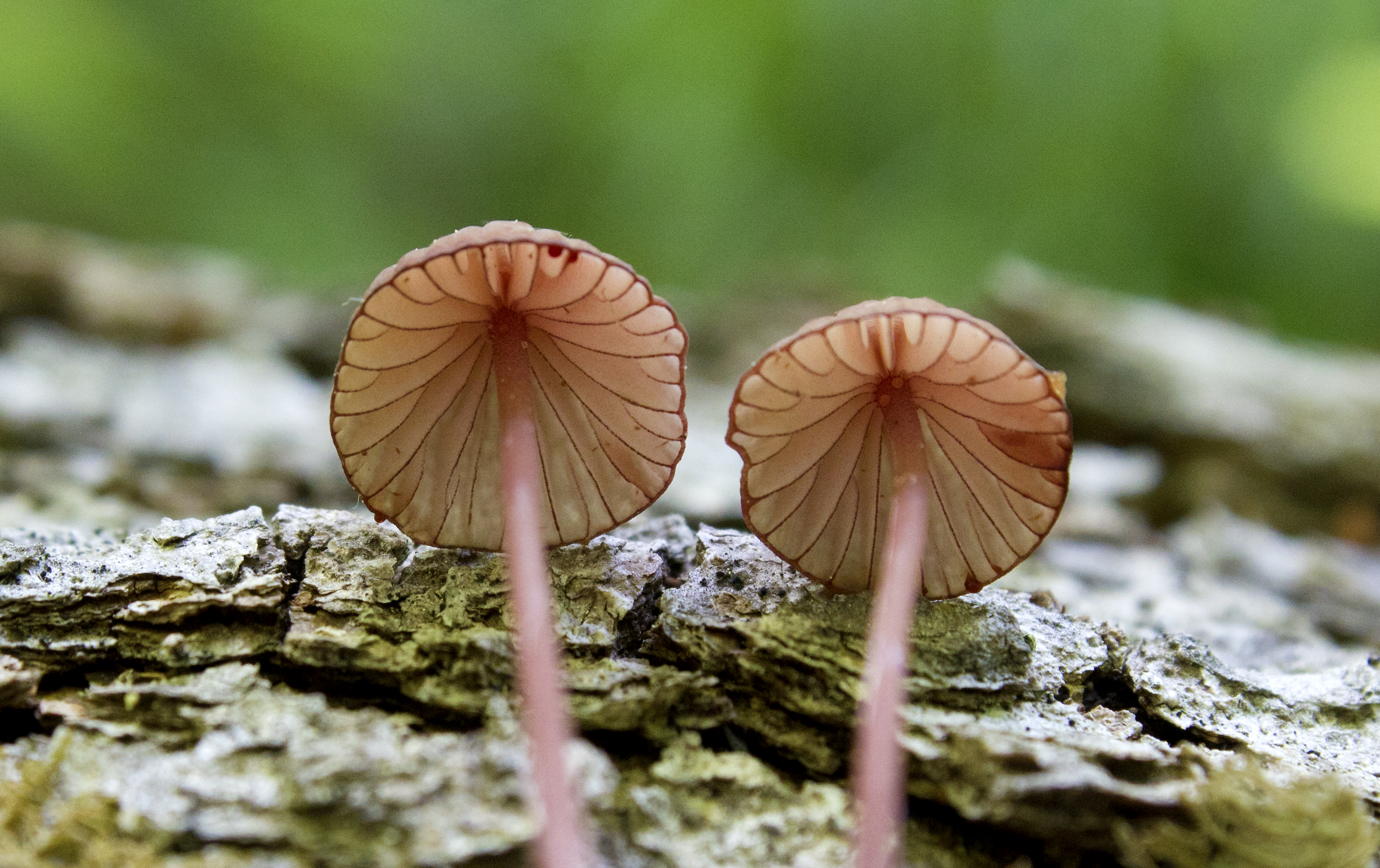
Grzybówka krwawiąca
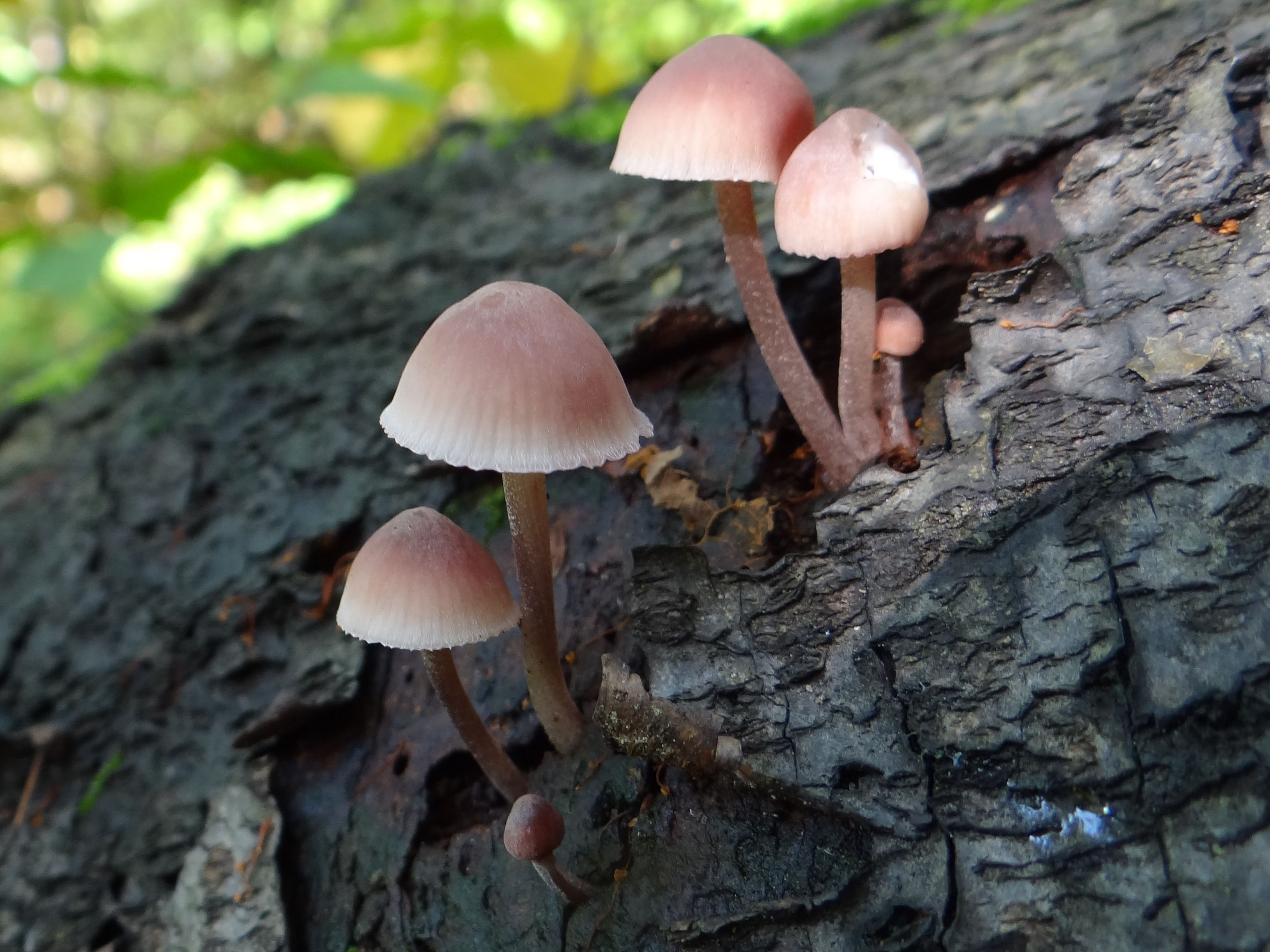
Grzybówka krwista
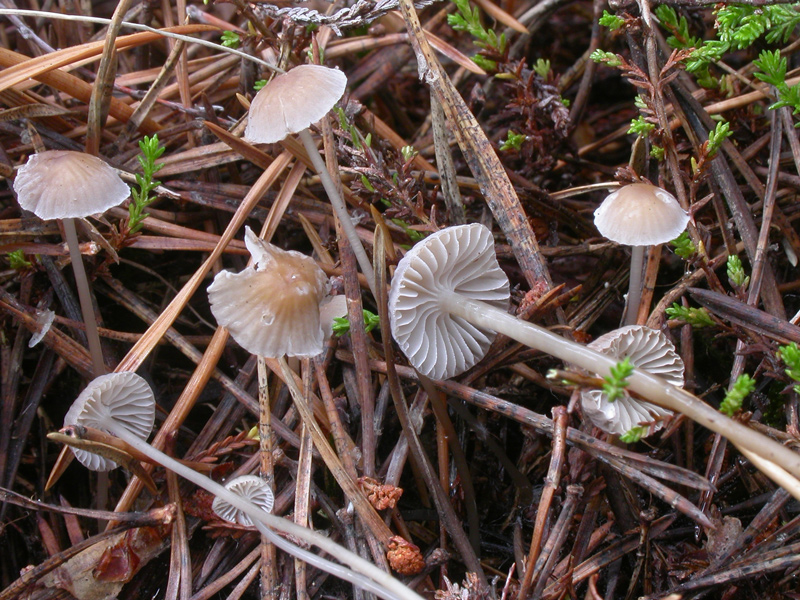
Grzybówka maczużkowata
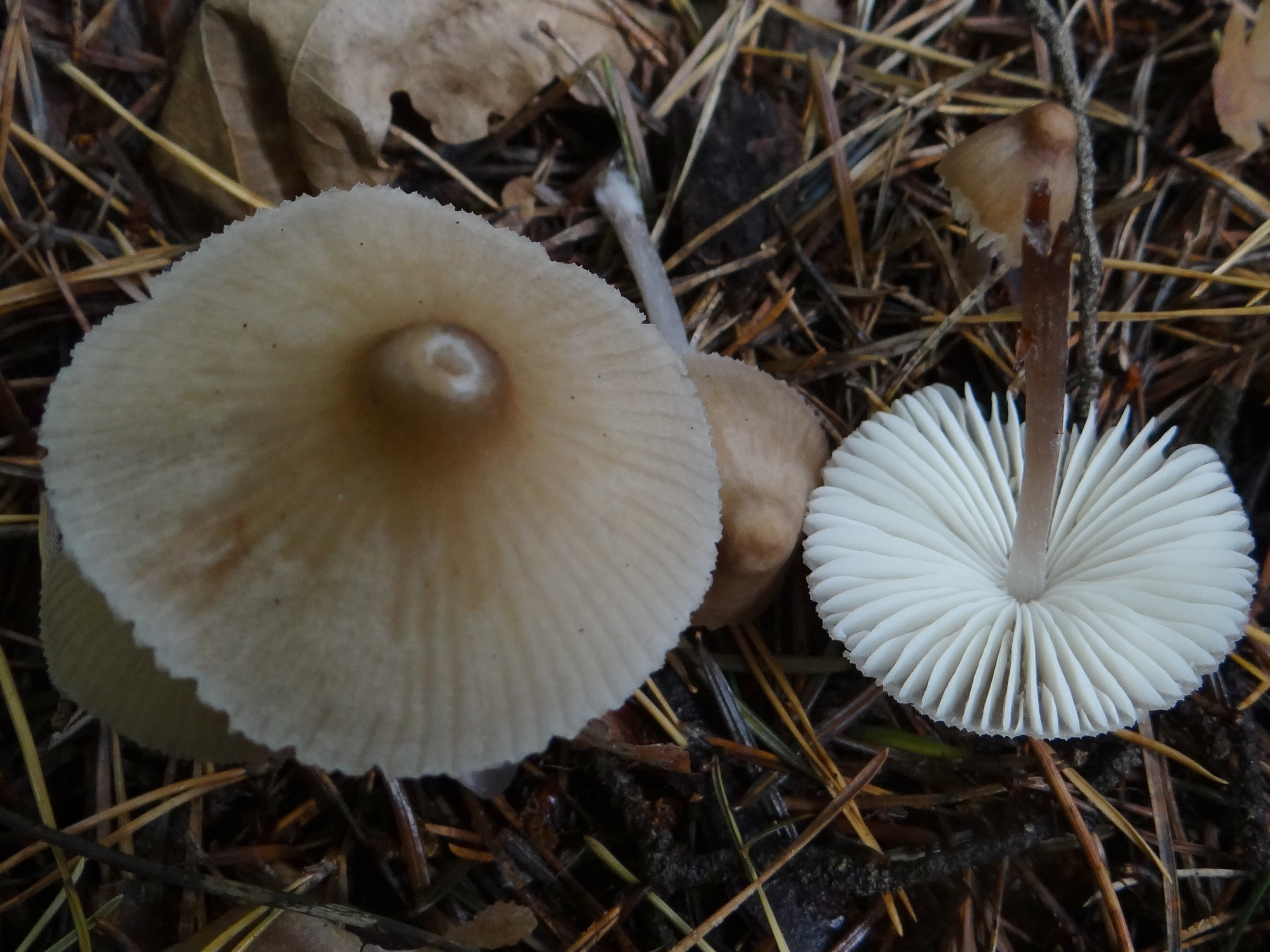
Grzybówka mleczajowa
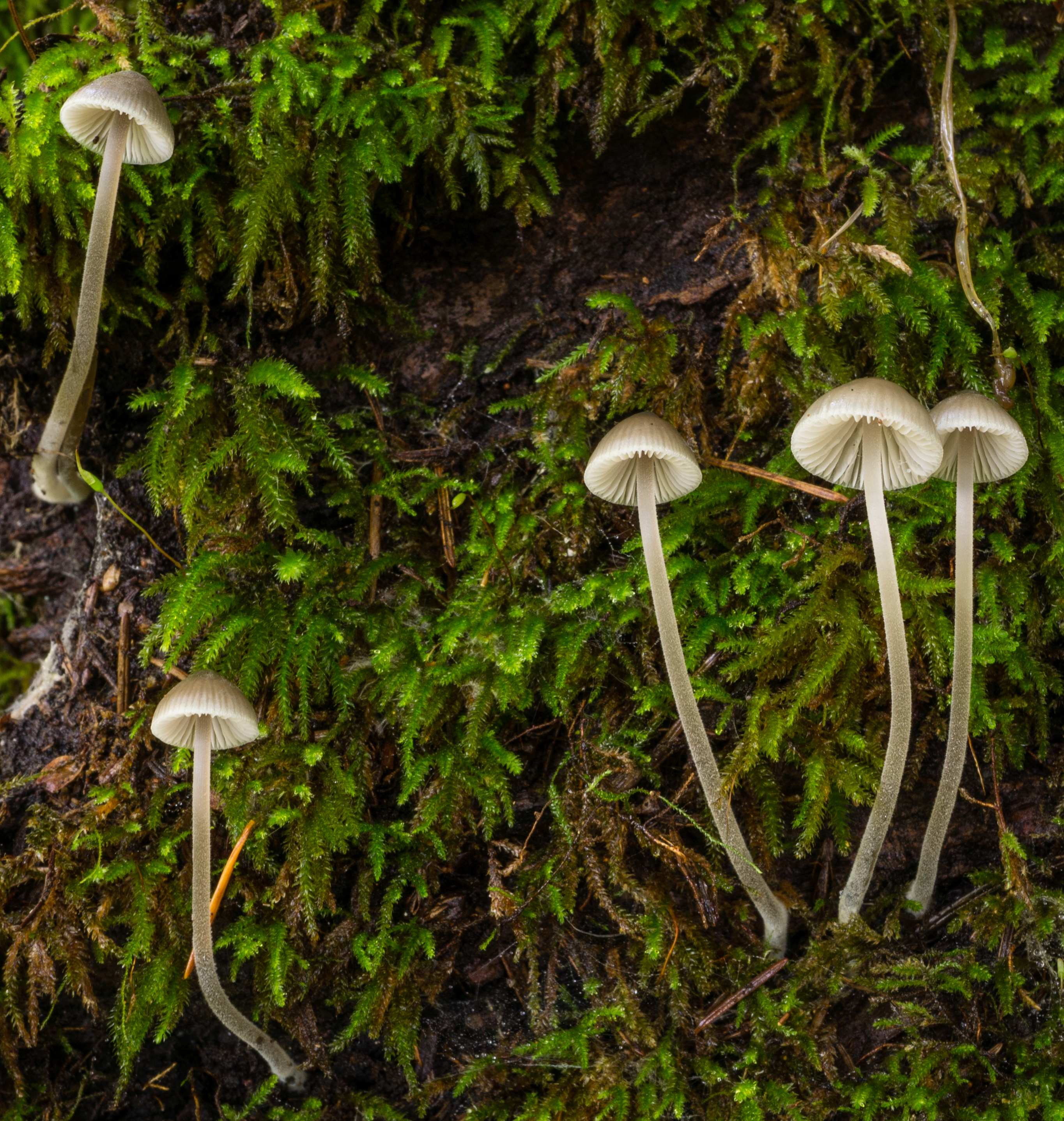
Grzybówka modrooliwkowa
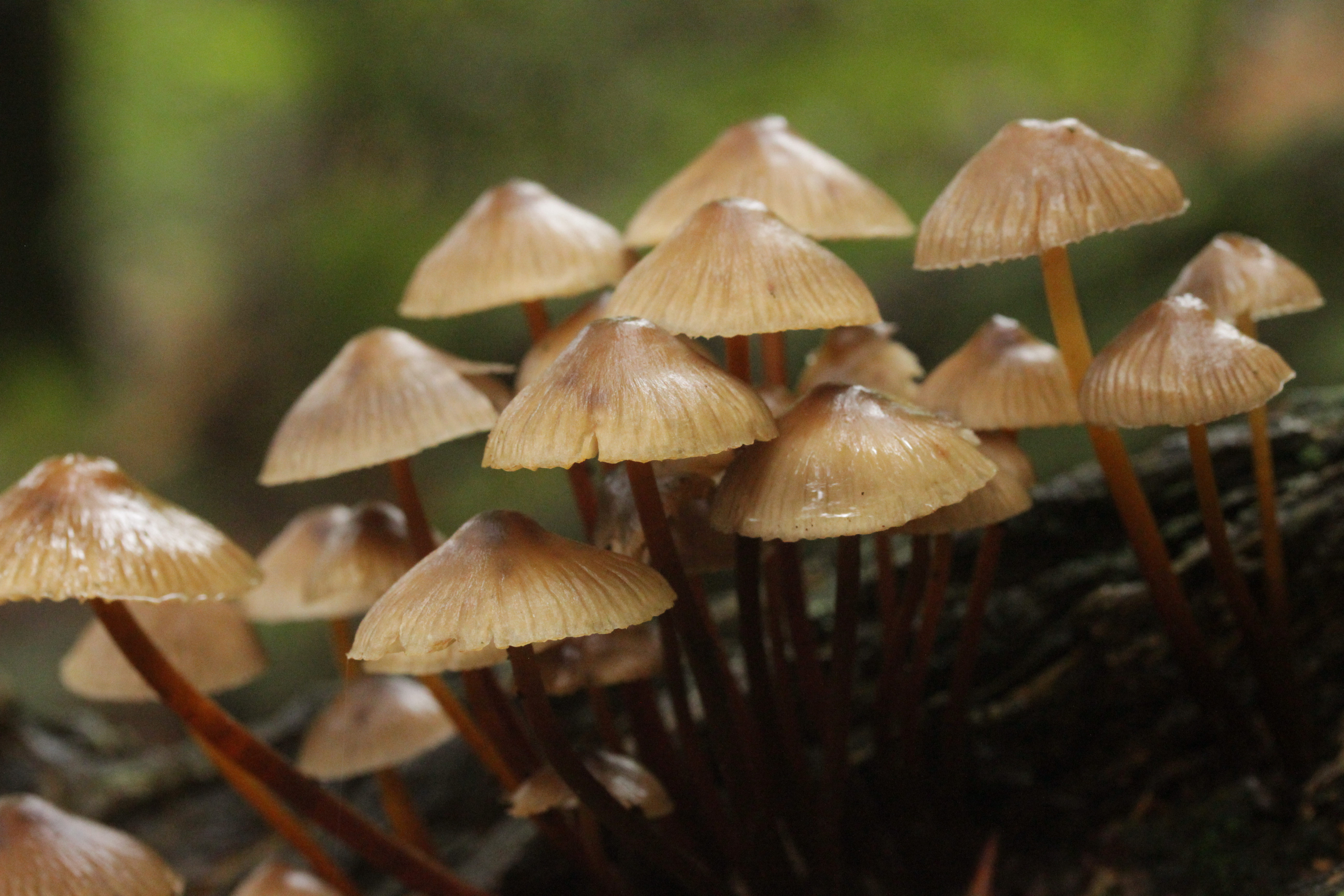
Grzybówka mydlana
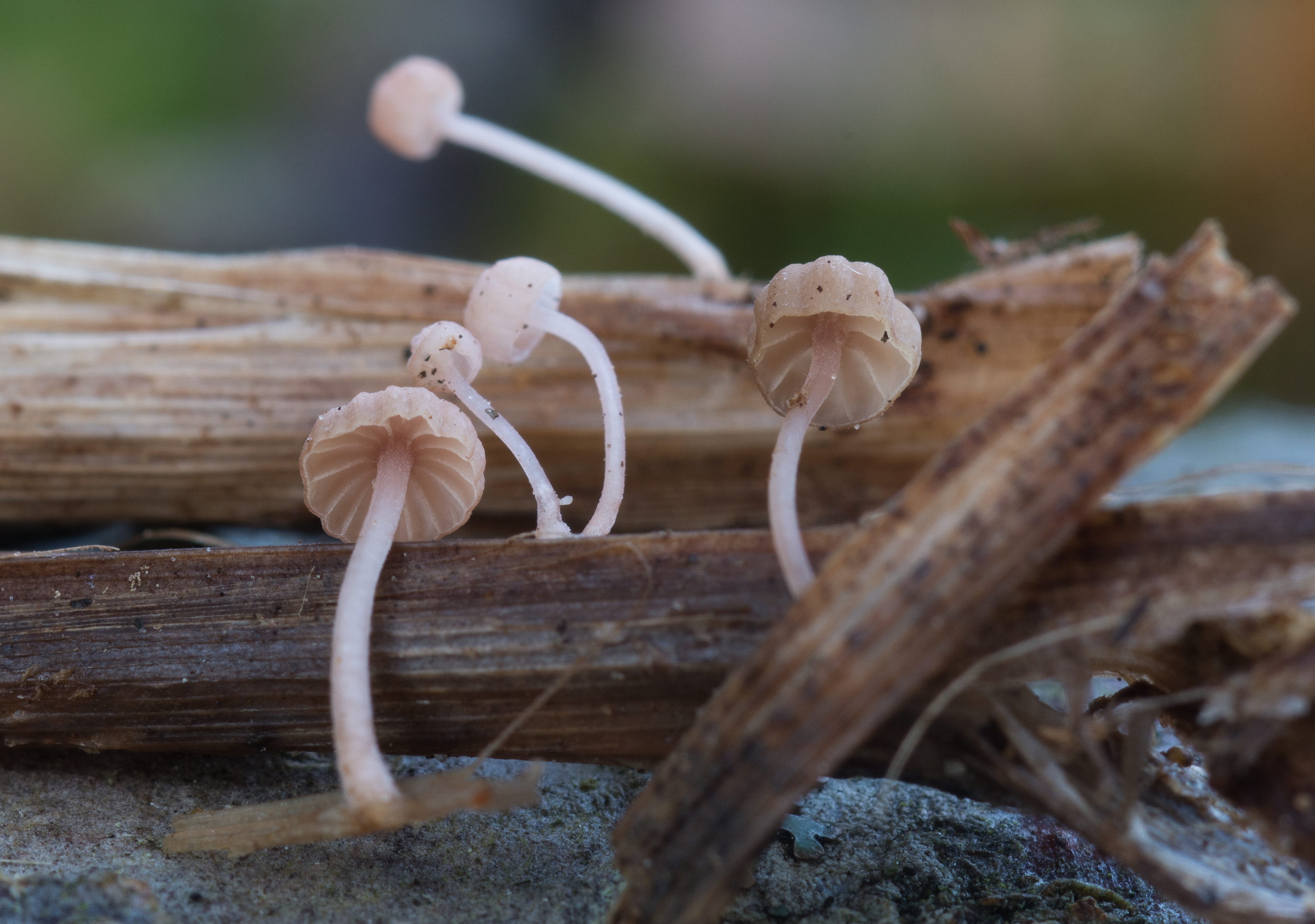
Grzybówka nadwodna
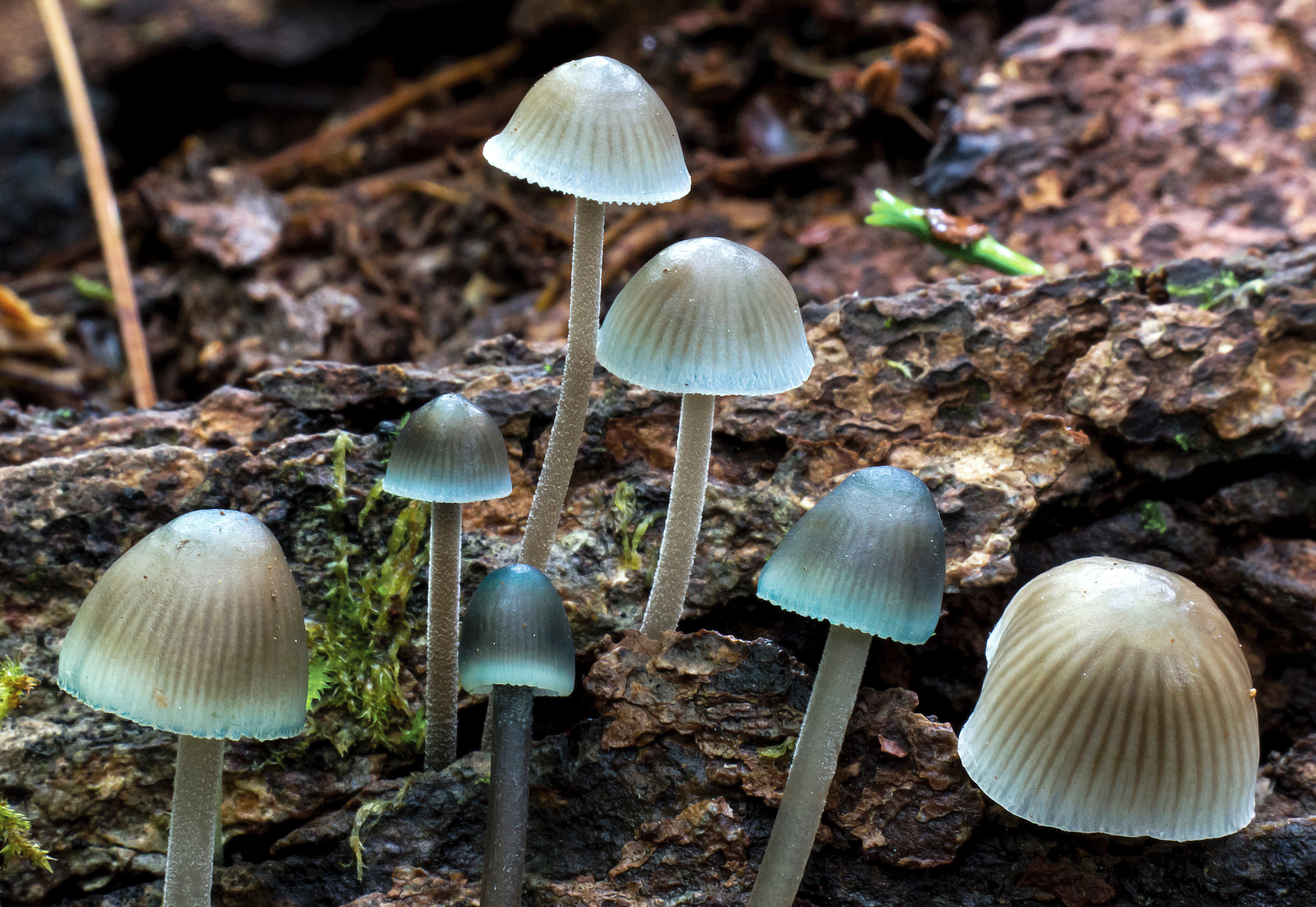
Grzybówka niebieskawa
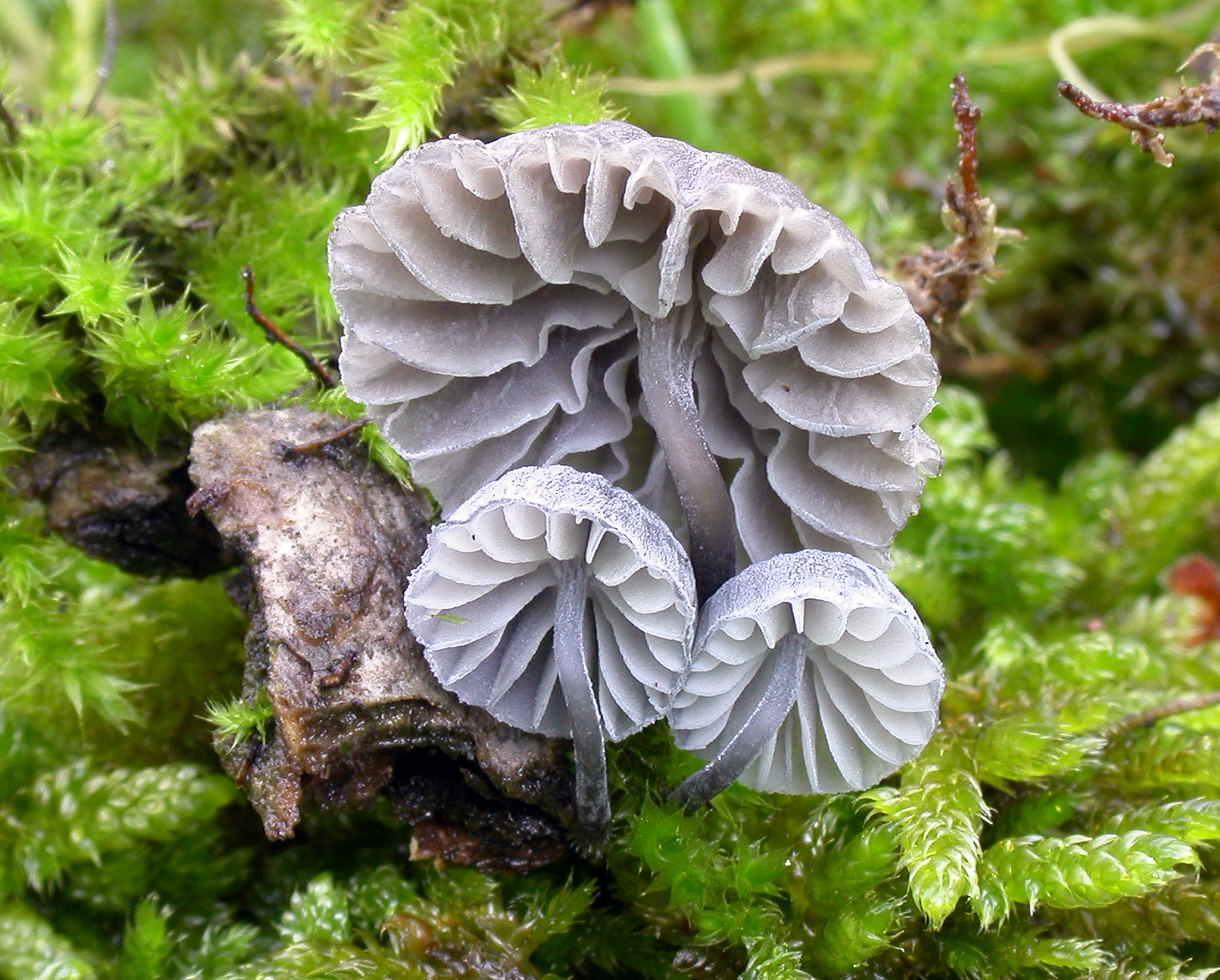
Grzybówka niebieskoszara
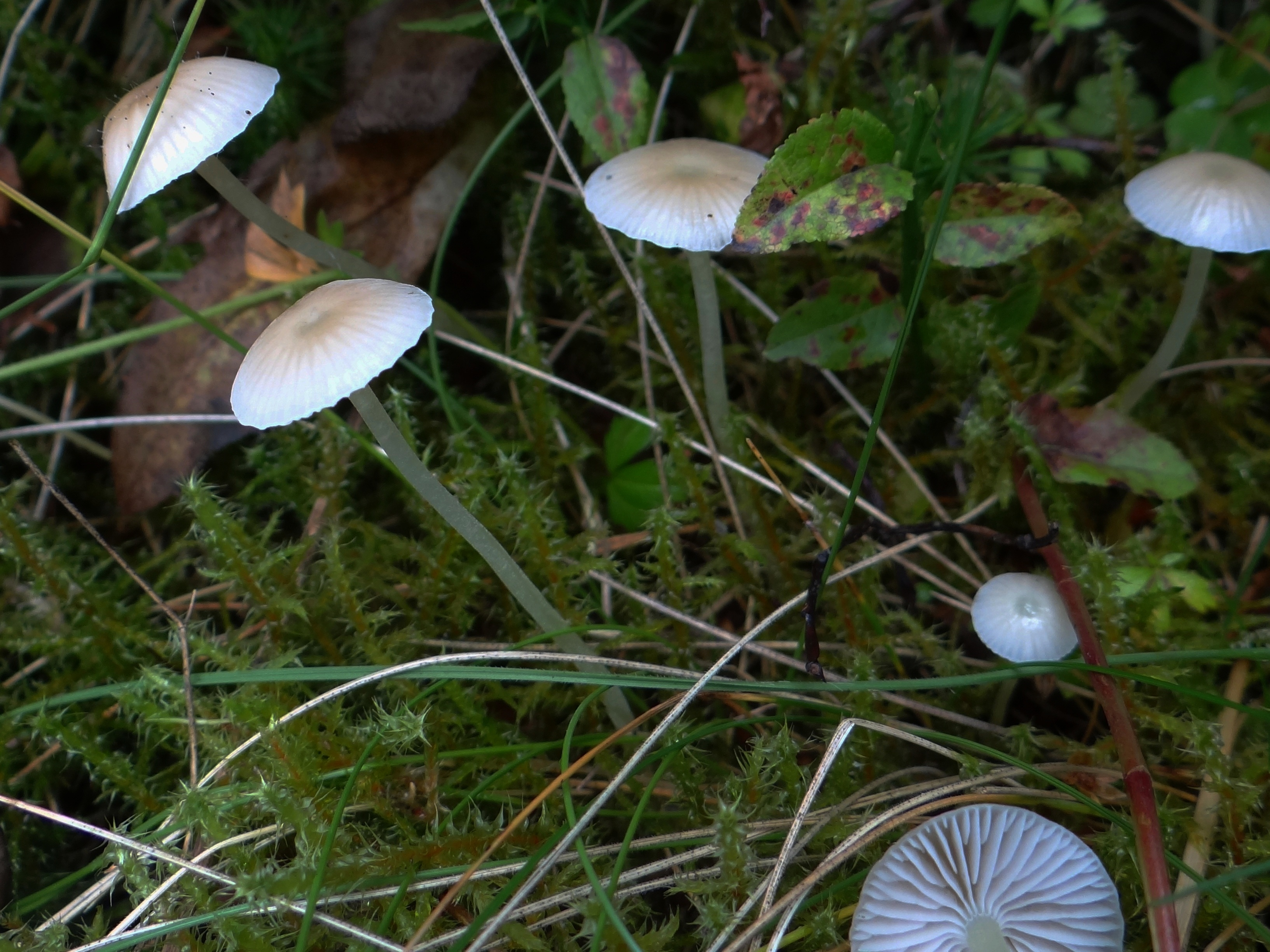
Grzybówka nitkowatotrzonowa
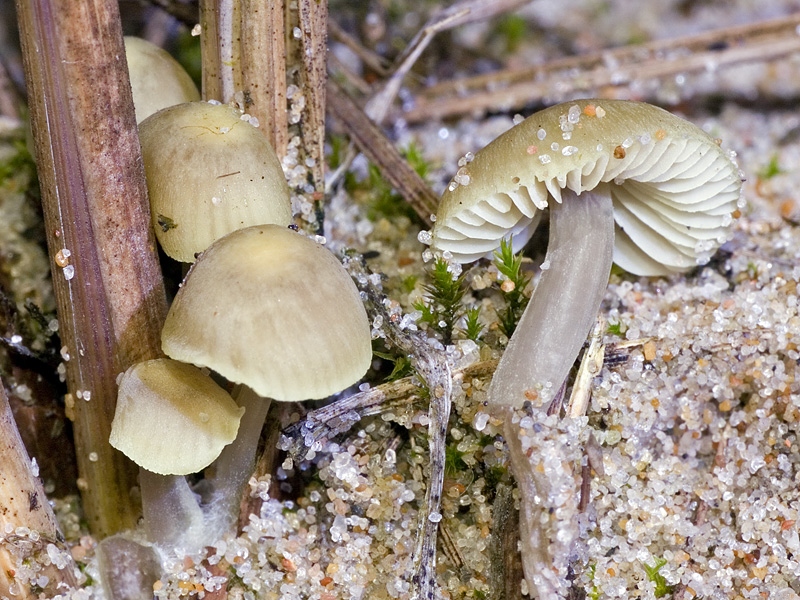
Grzybówka oliwkowa
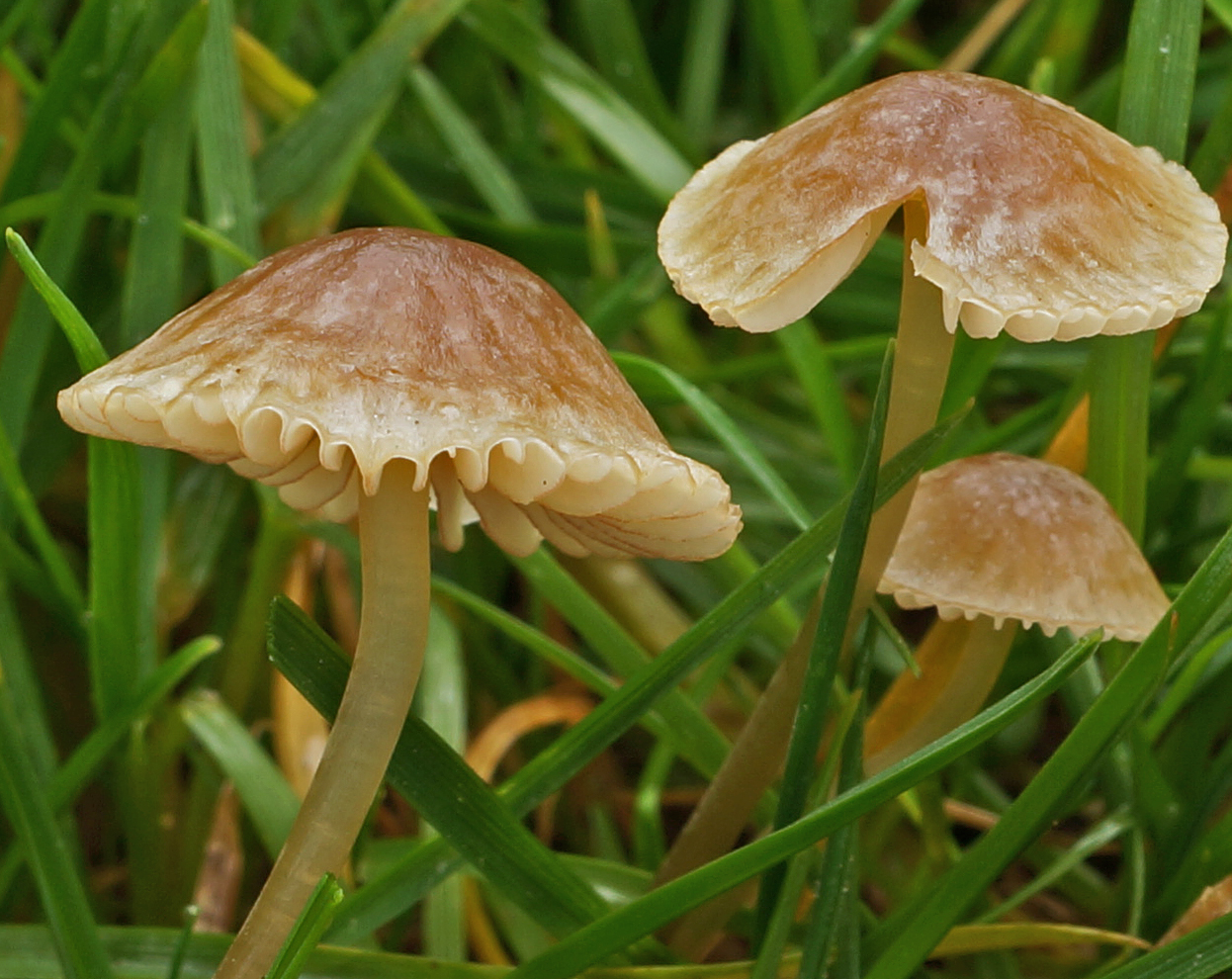
Grzybówka oliwkowoostrzowa
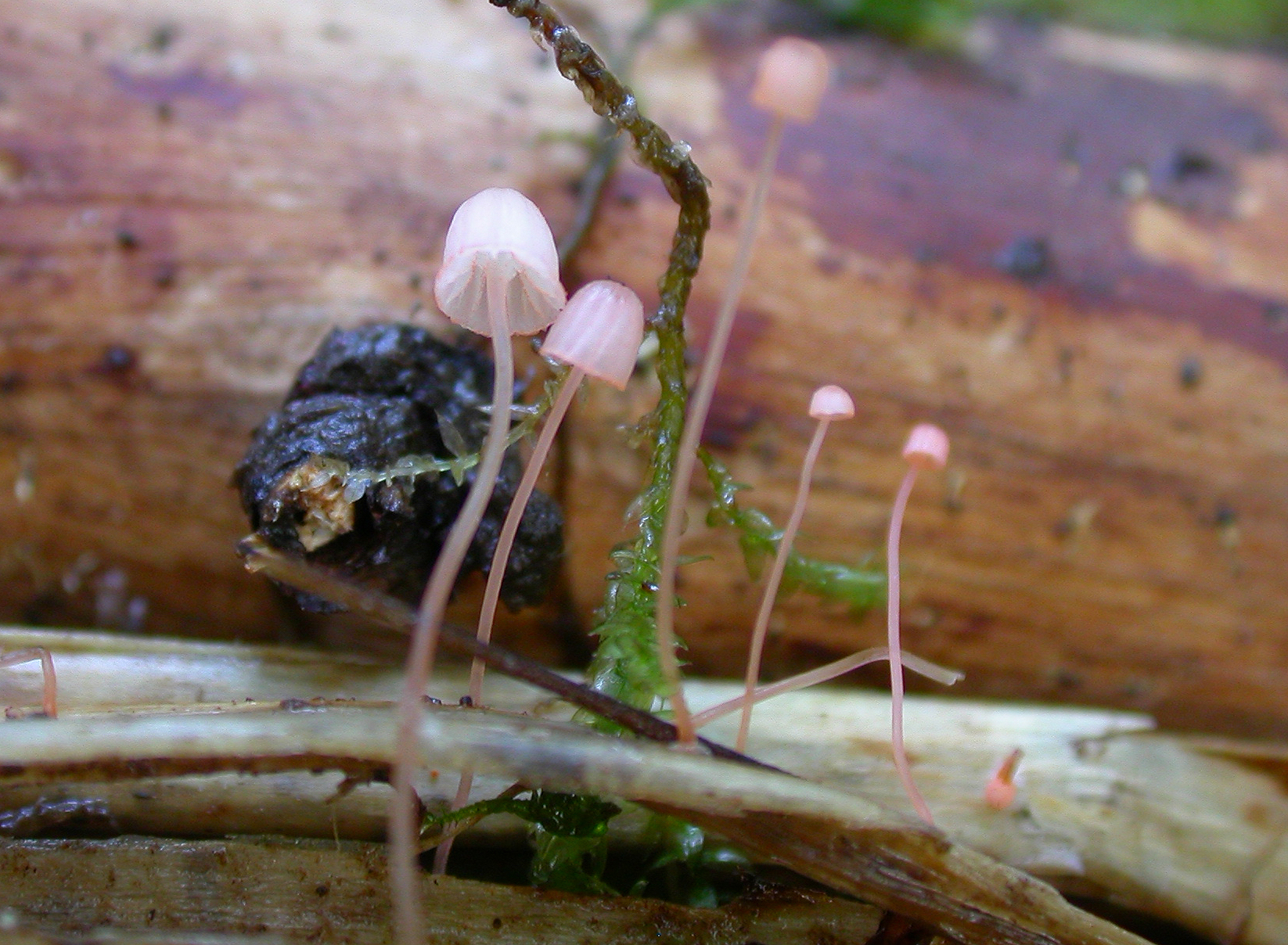
Grzybówka paprociowa
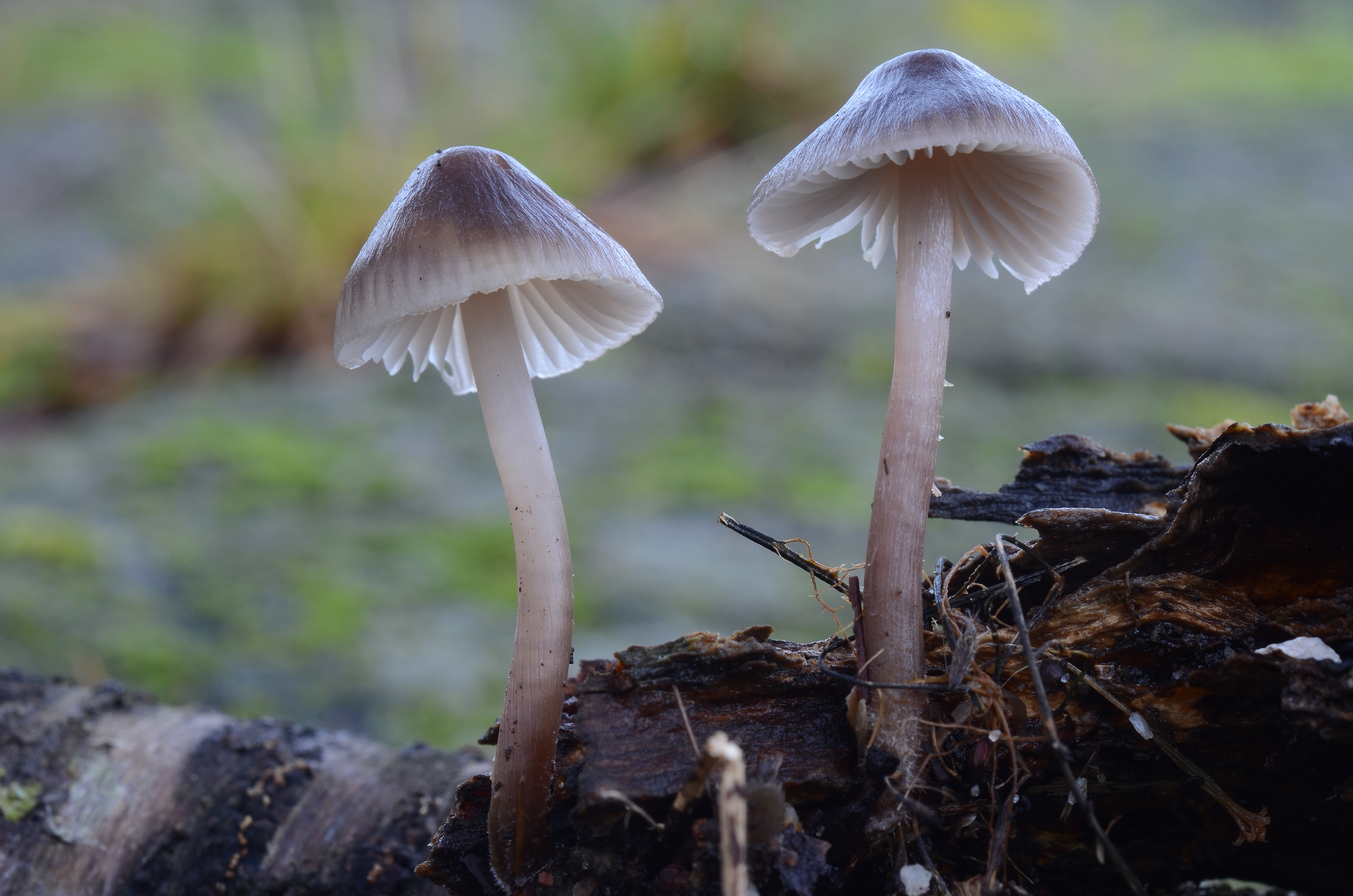
Grzybówka plamista
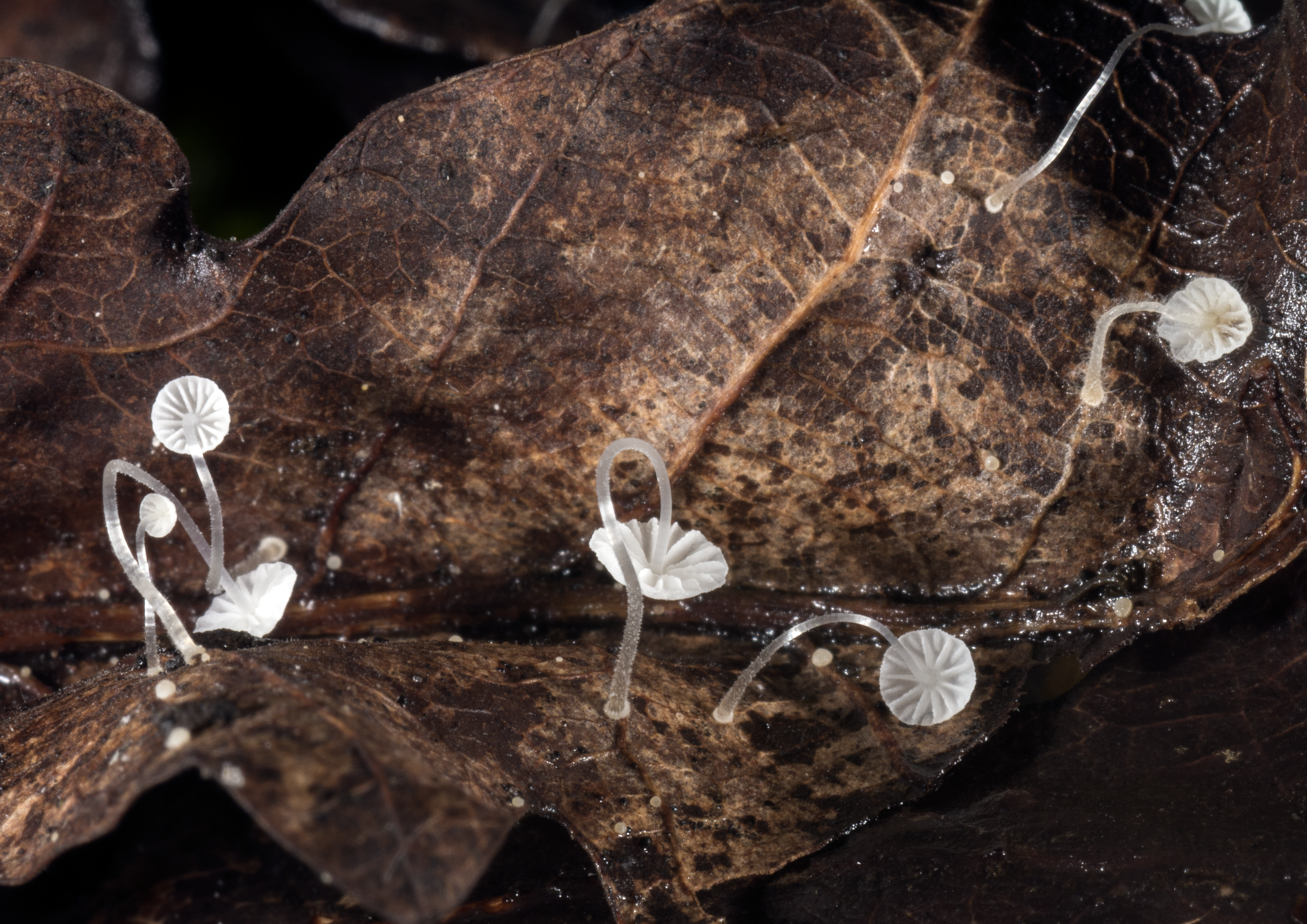
Grzybówka pofałdowana
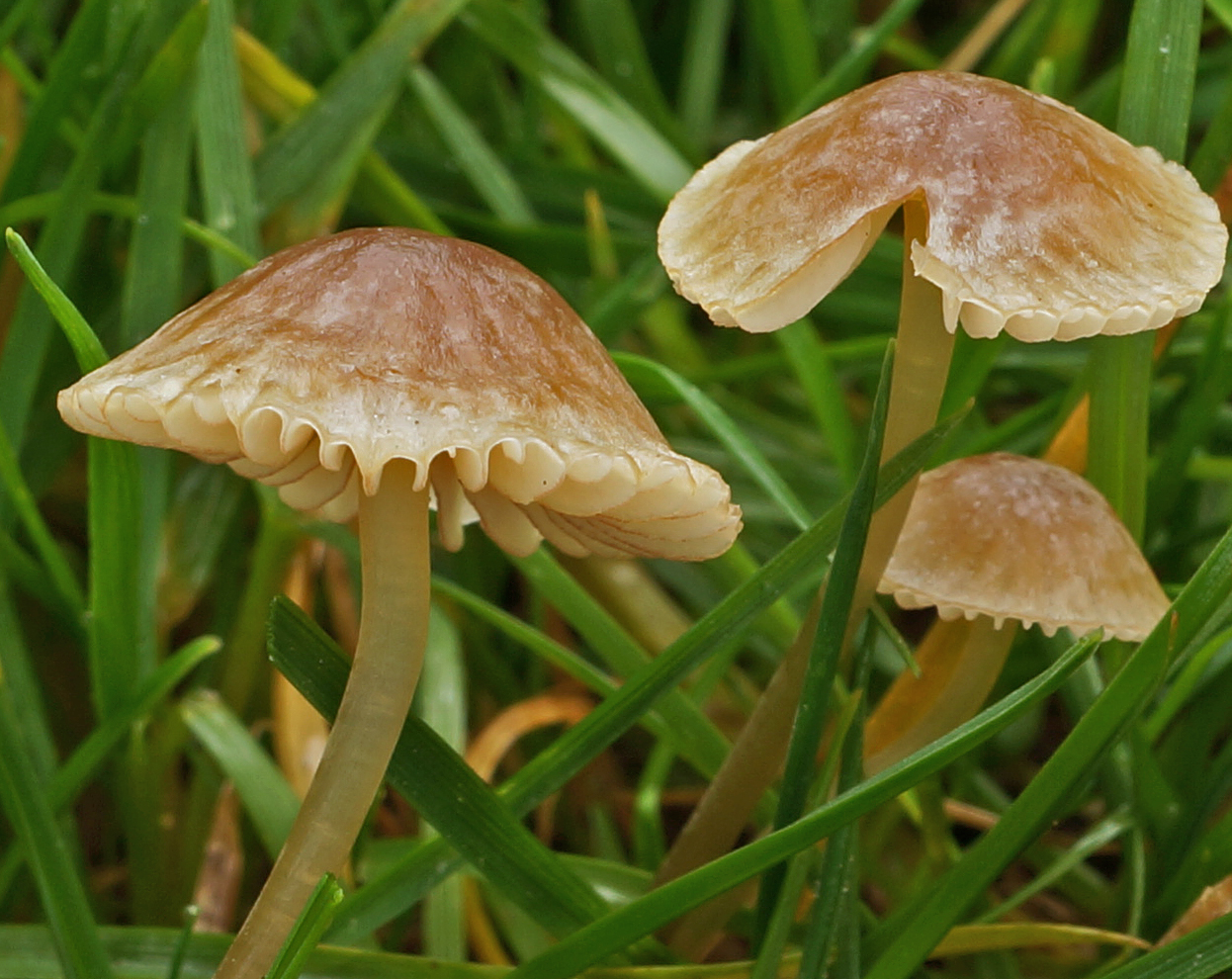
Grzybówka pomarańczowoostrzowa
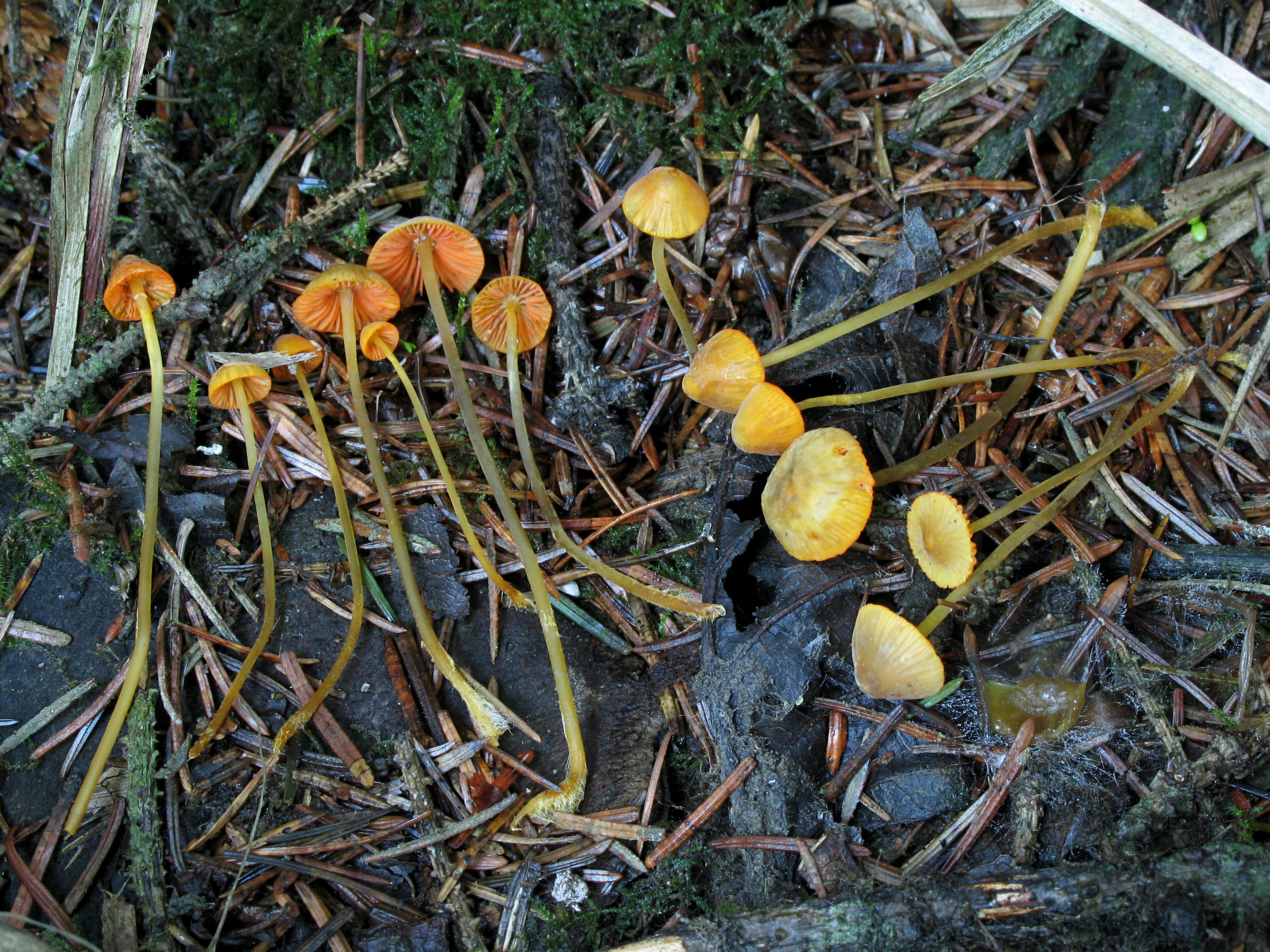
Grzybówka pomarańczowoostrzowa
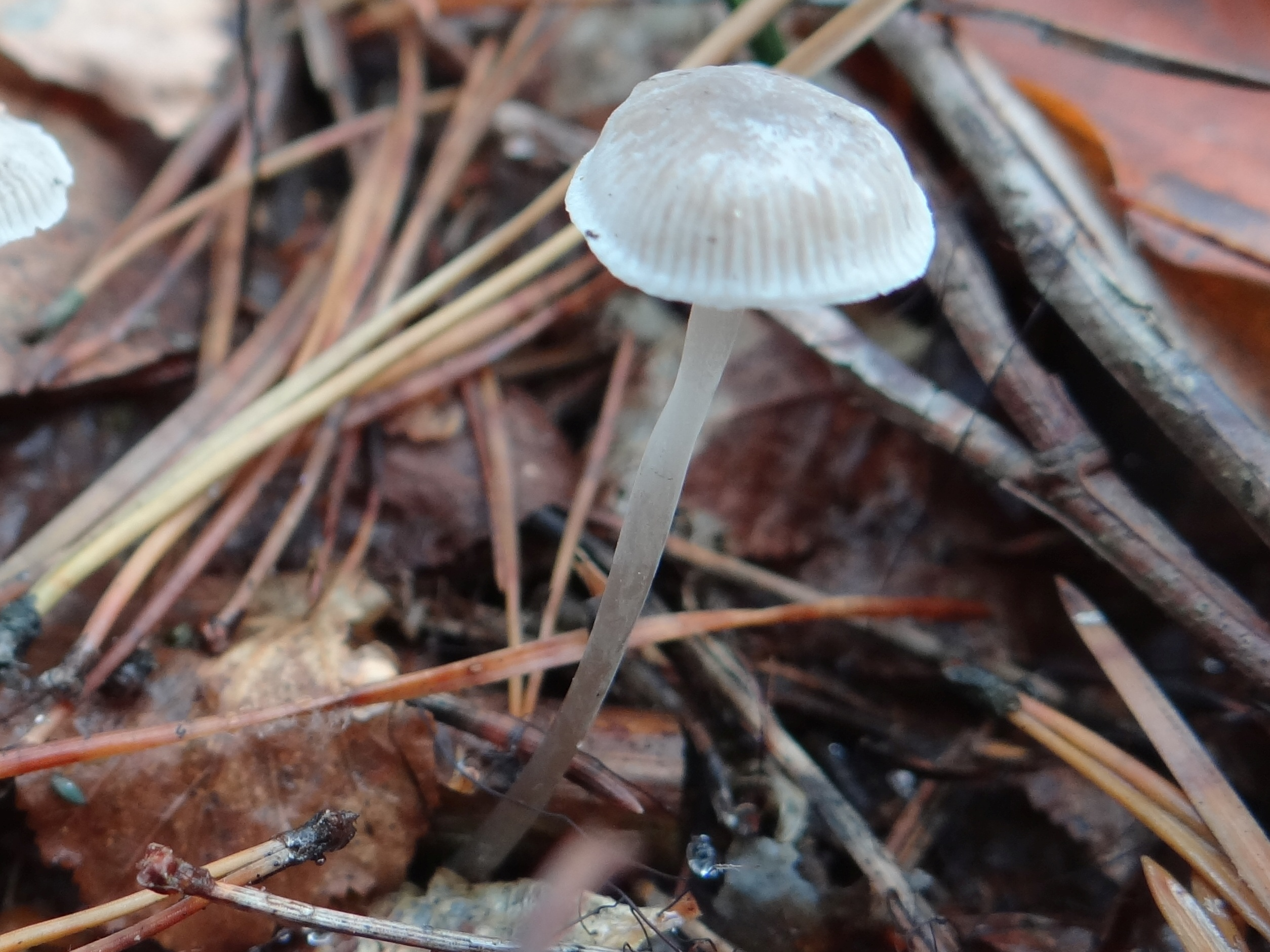
Grzybówka popielata
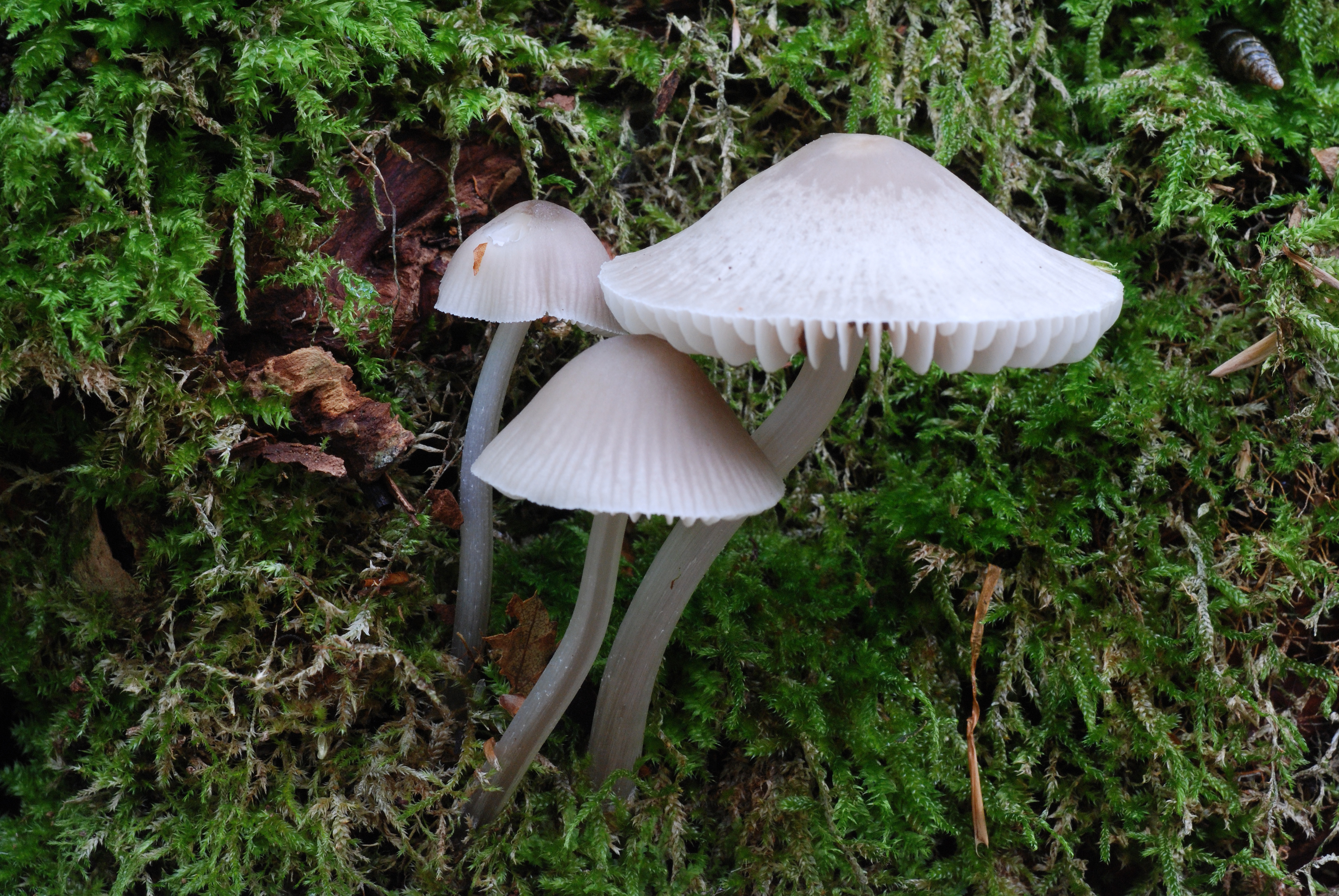
Grzybówka popielatotrzonowa
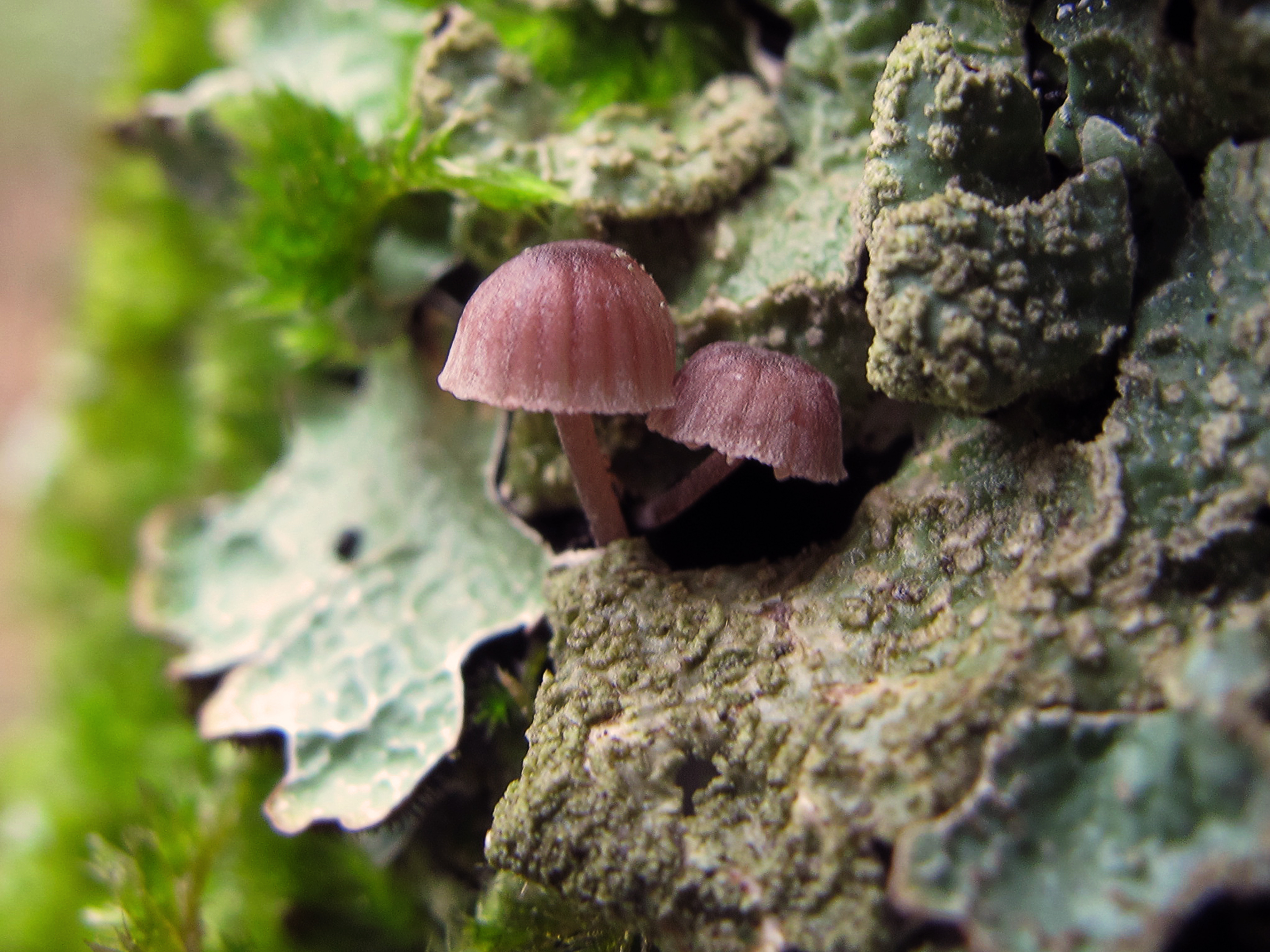
Grzybówka purpurowobrązowa
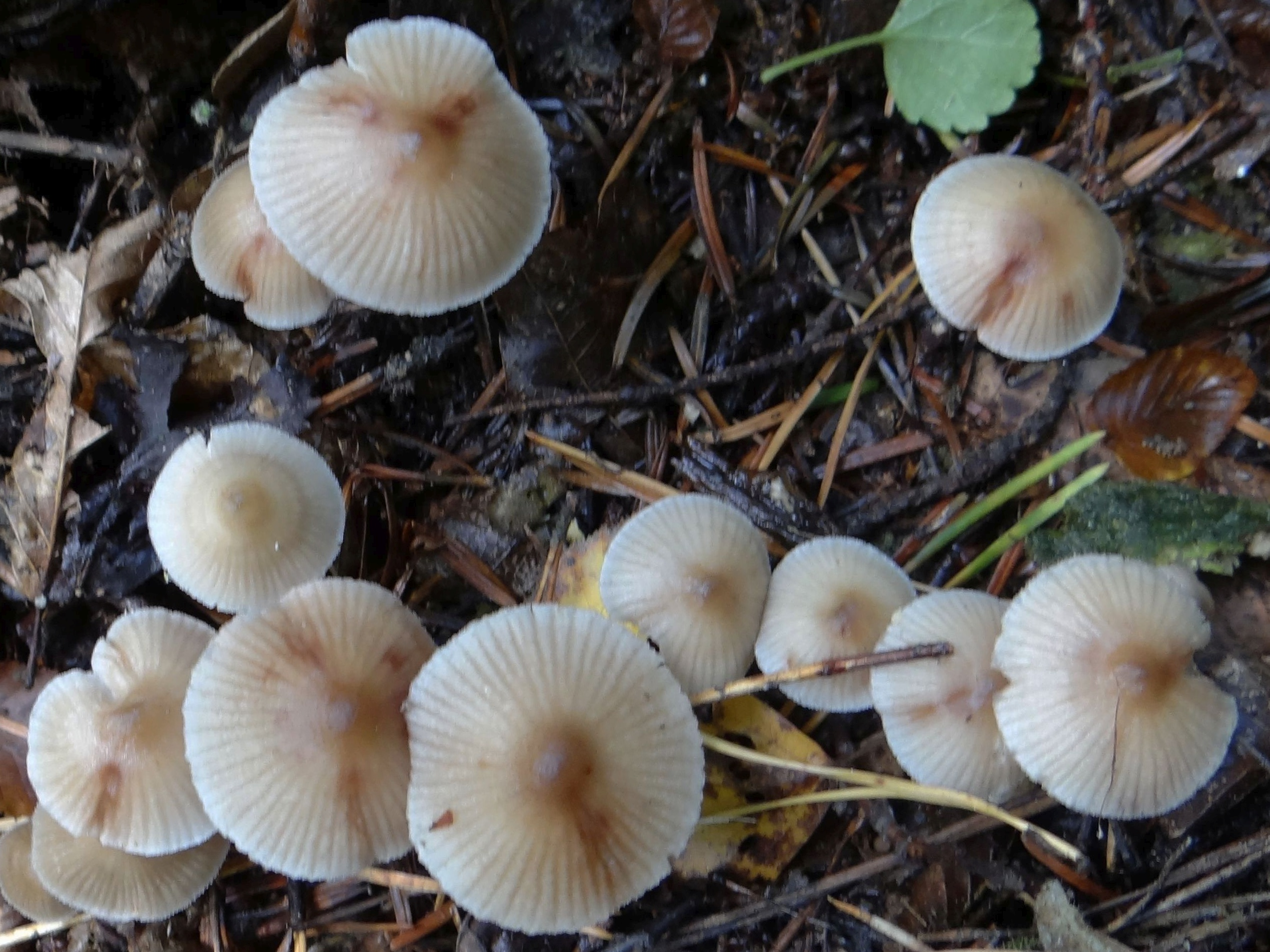
Grzybówka rdzawoplamista
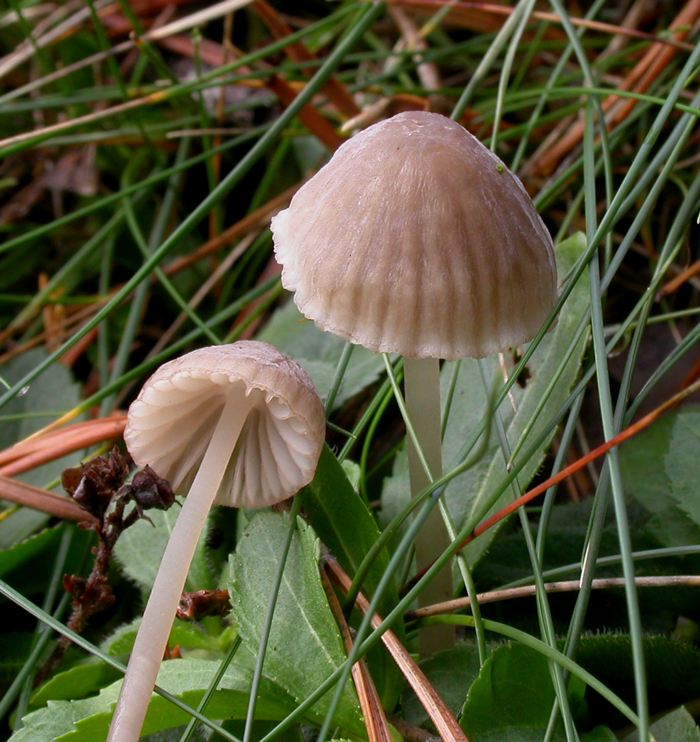
Grzybówka rurkowatotrzonowa
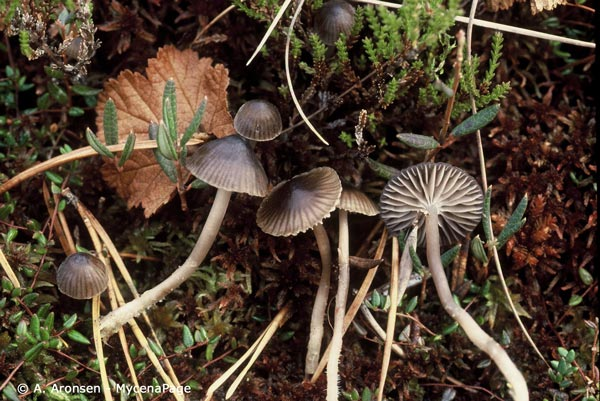
Grzybówka równobarwna
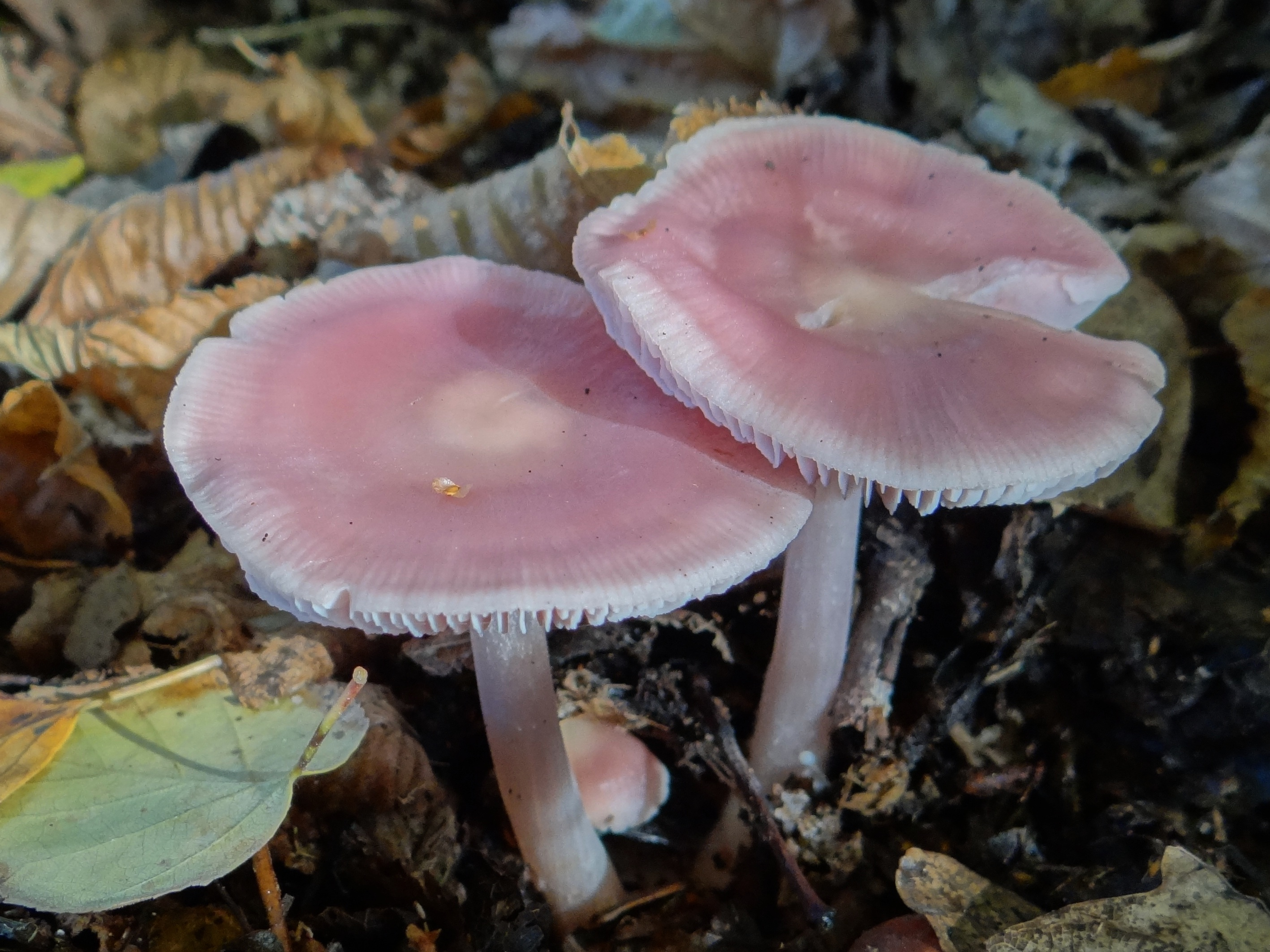
Grzybówka różowa
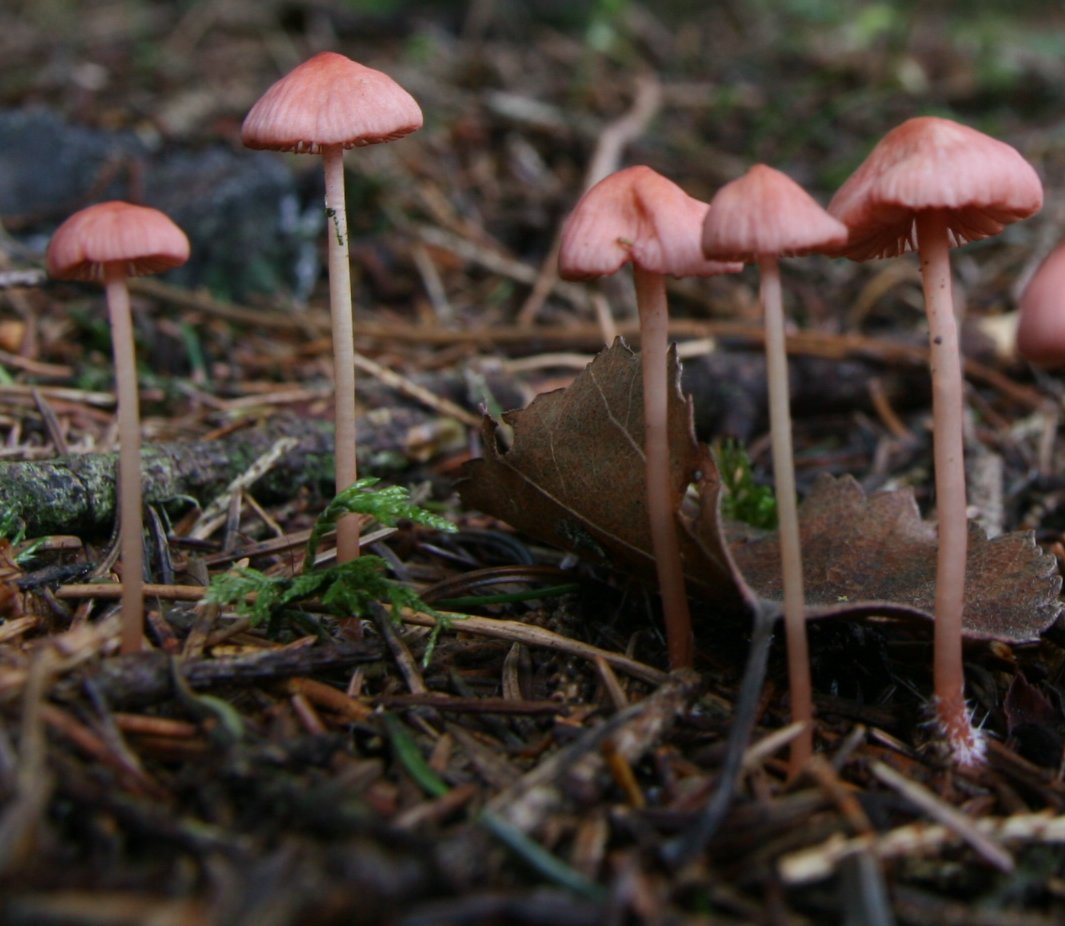
Grzybówka różowawa
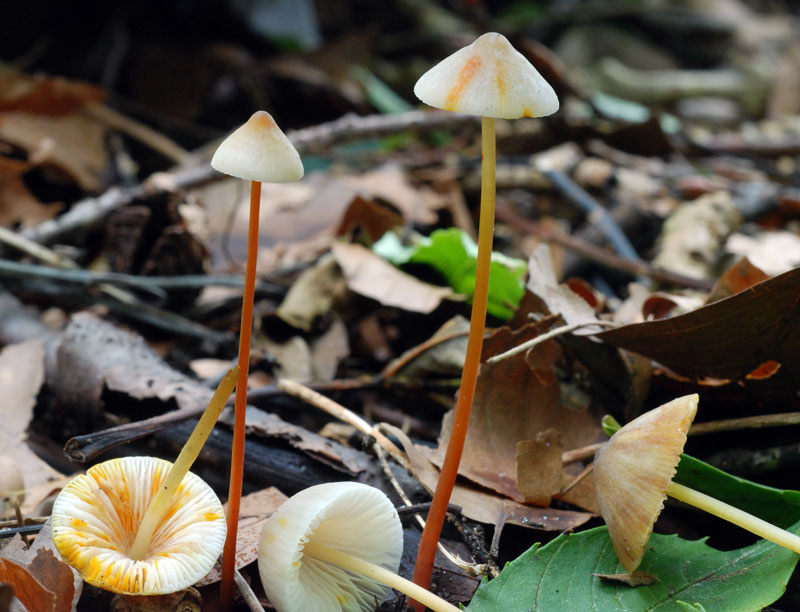
Grzybówka szafranowa
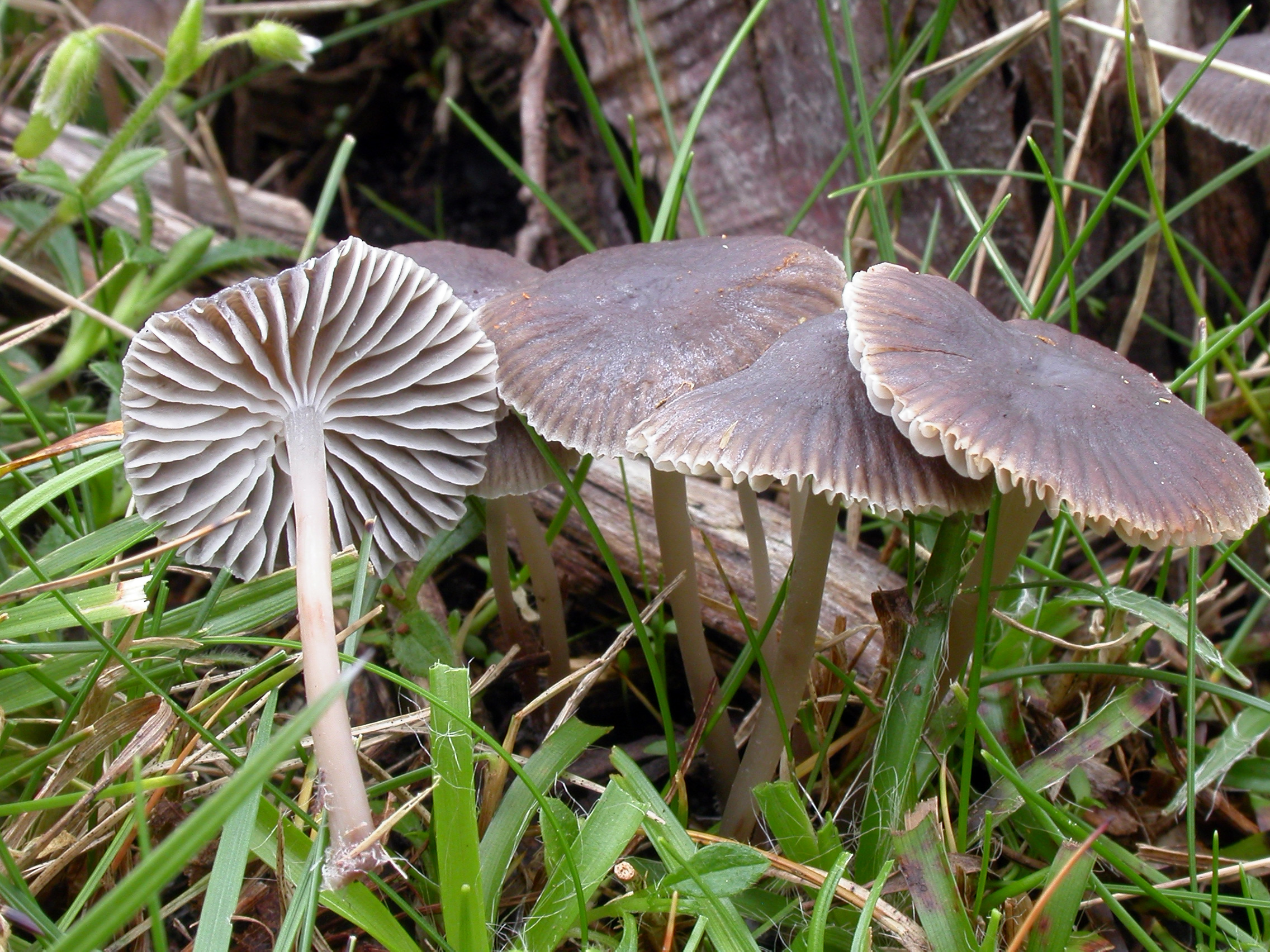
Grzybówka szarobrązowa
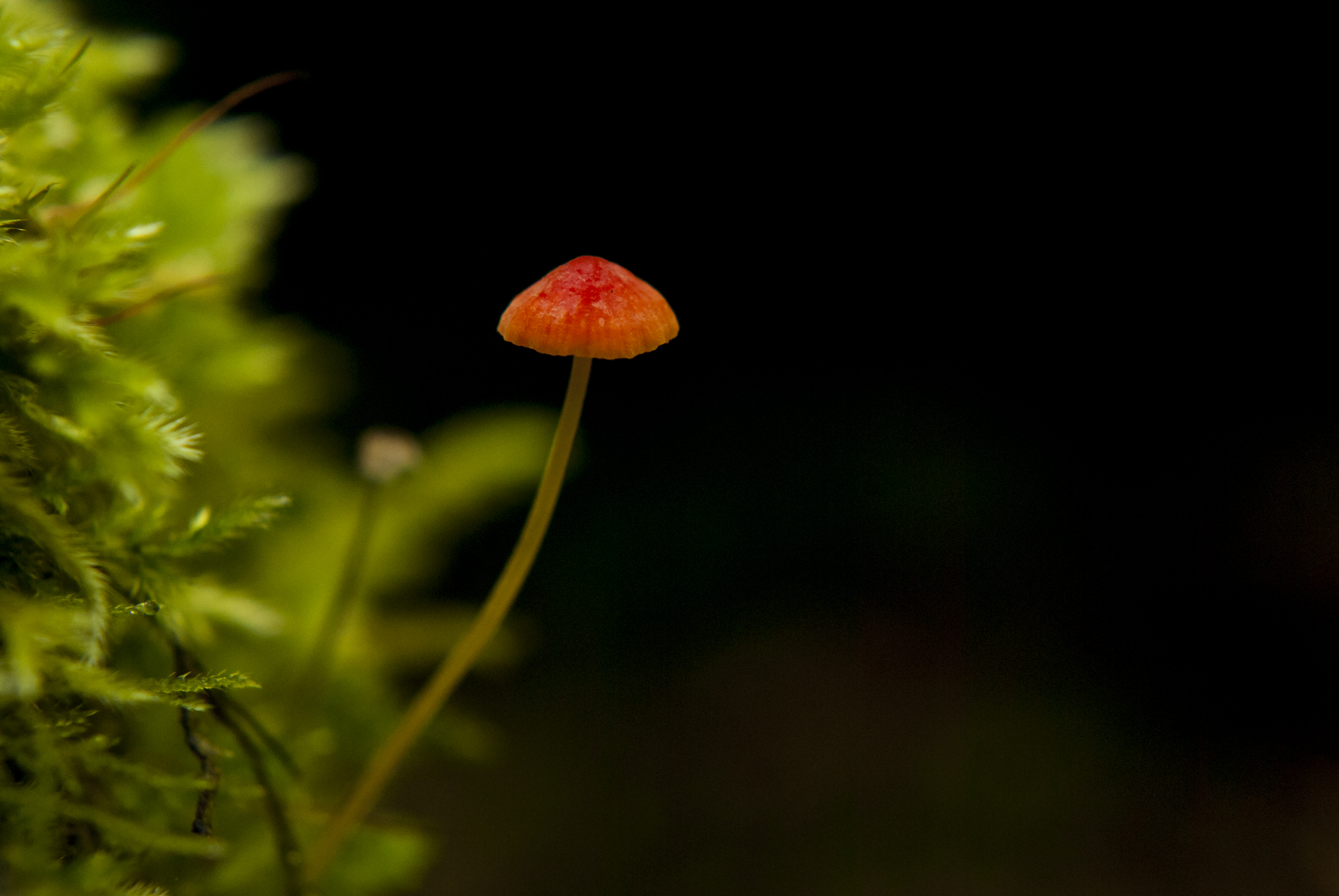
Grzybówka szpilkowa
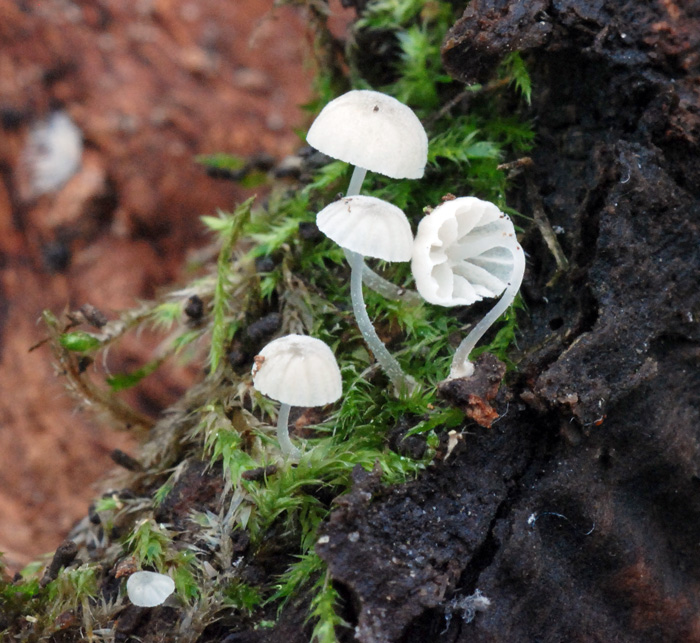
Grzybówka tarczowata
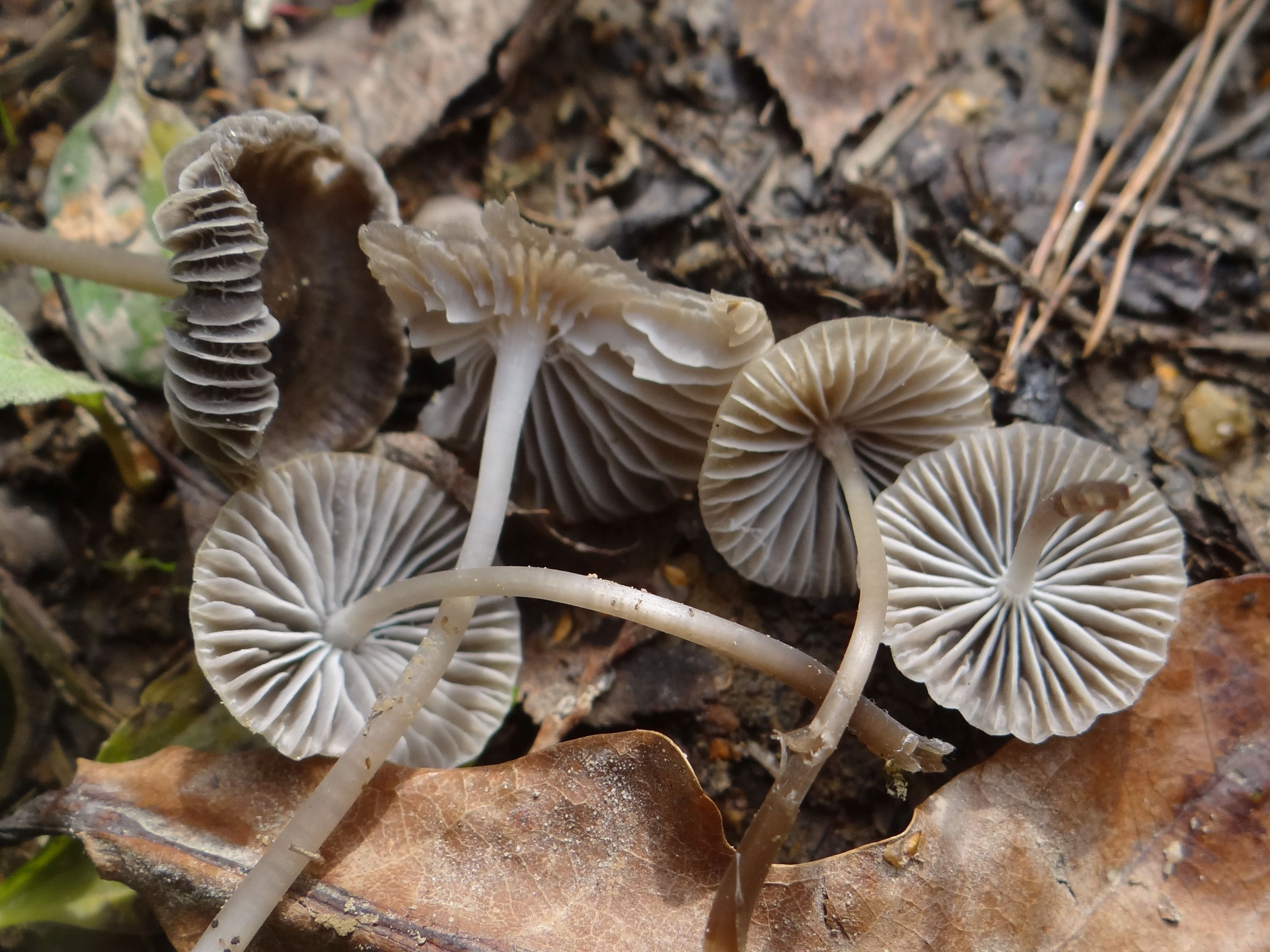
Grzybówka trawiasta
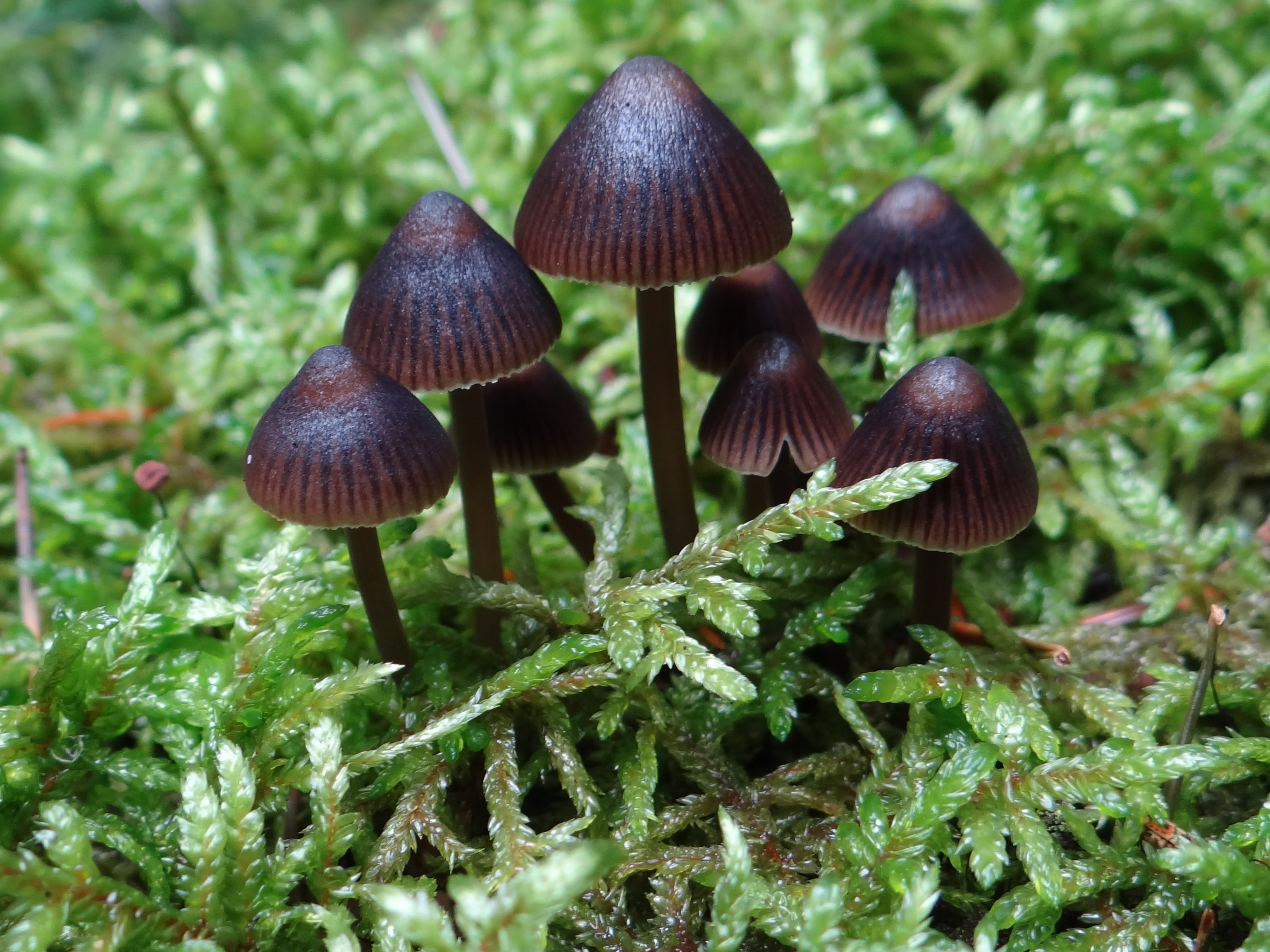
Grzybówka wielkozarodnikowa
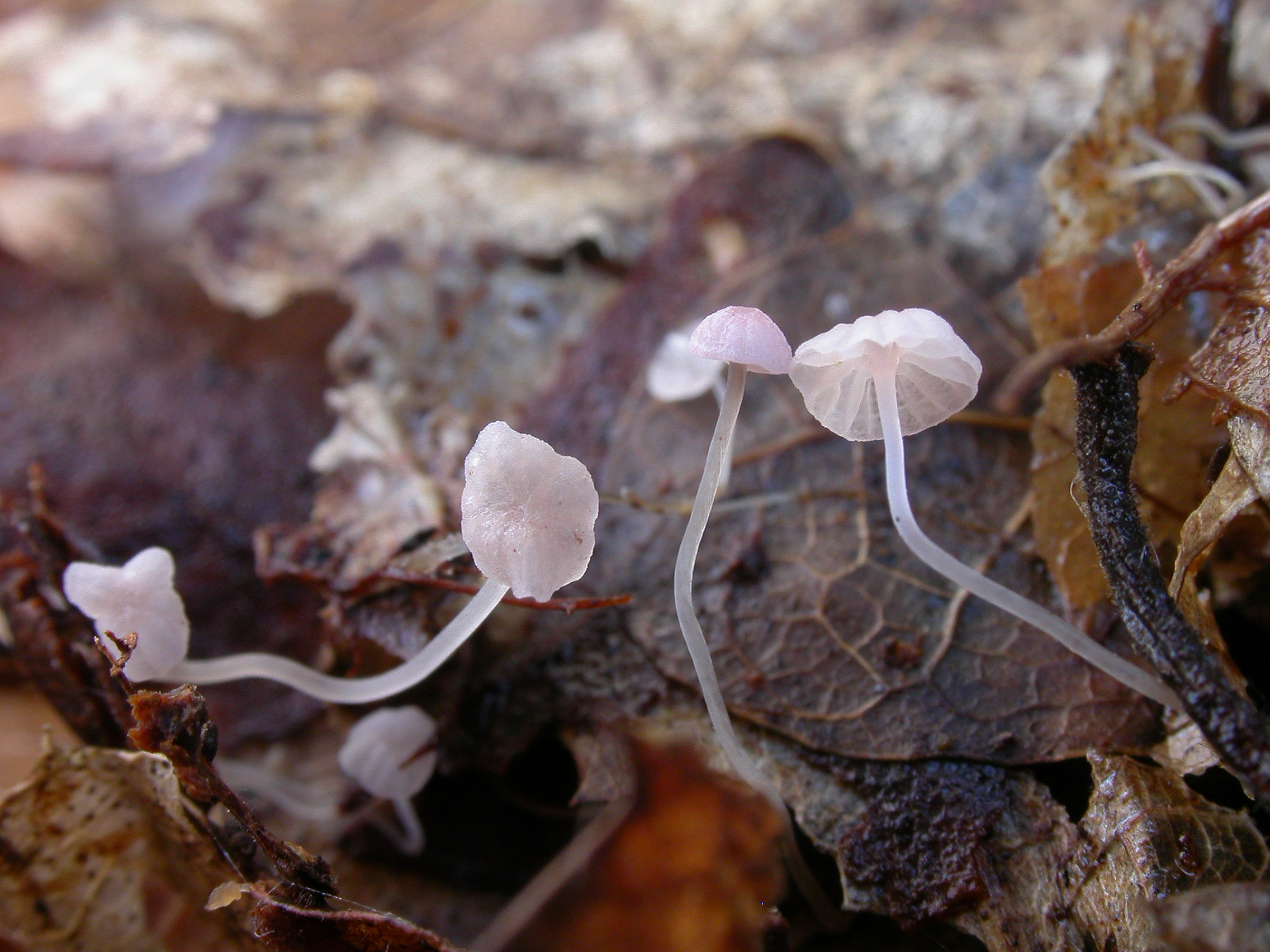
Grzybówka wiosenna
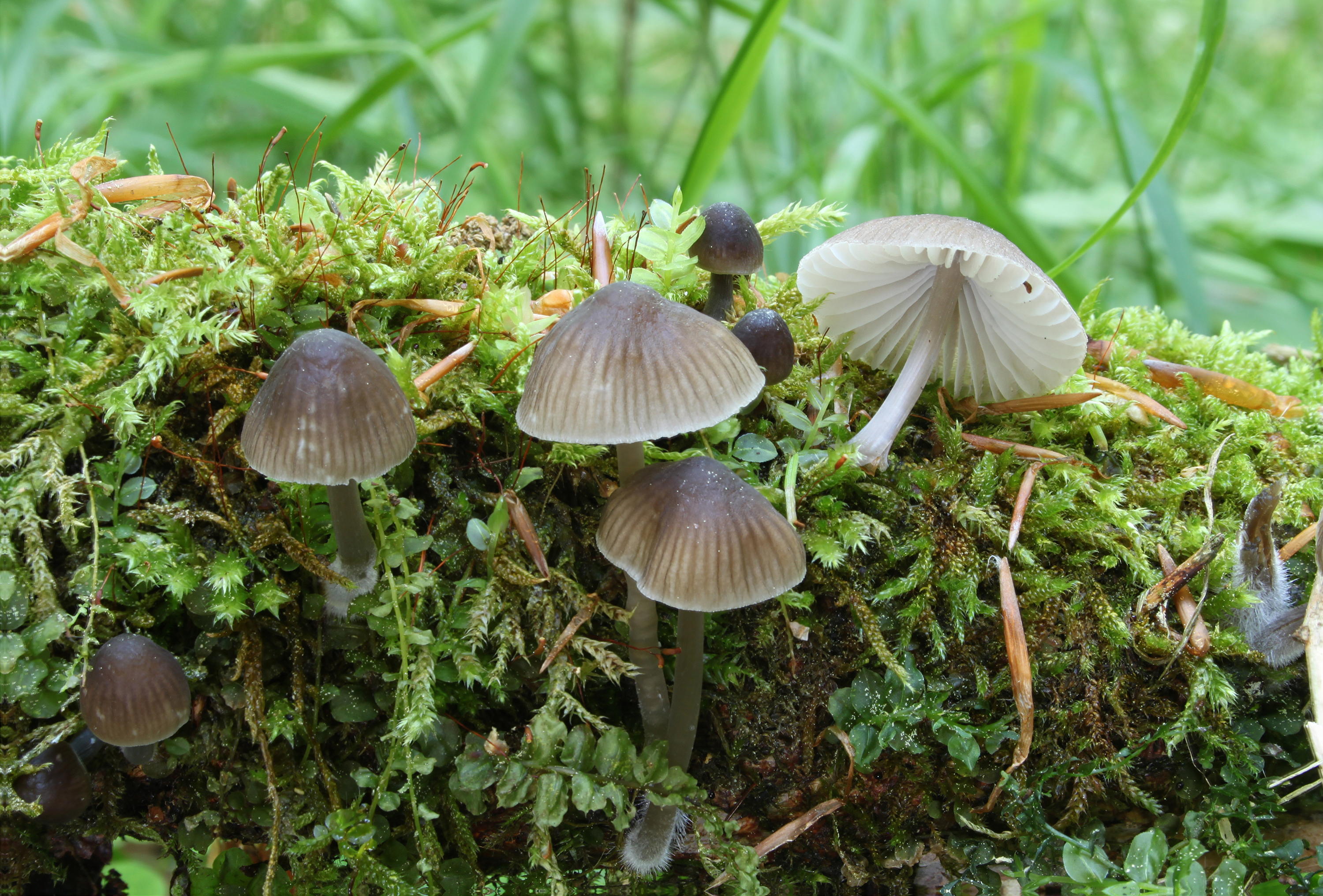
Grzybówka wczesna
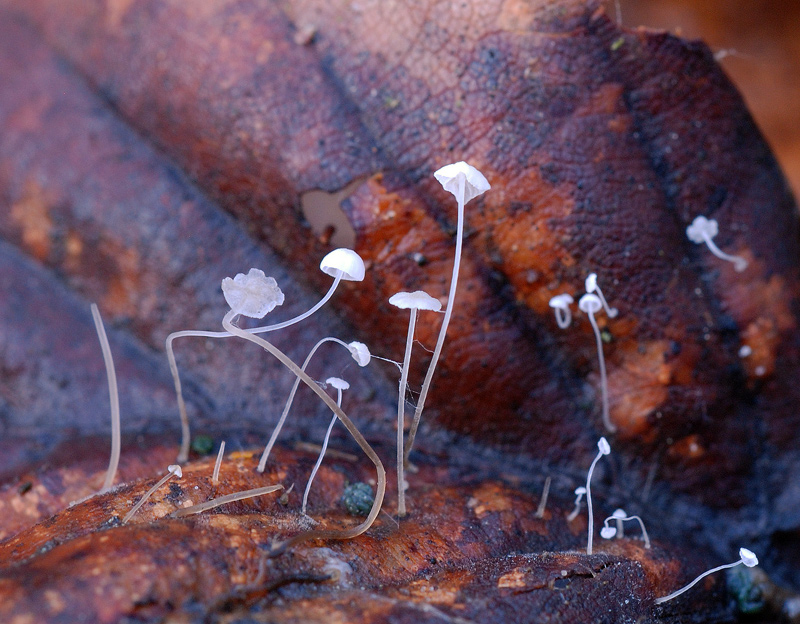
Grzybówka włoskowatotrzonowa
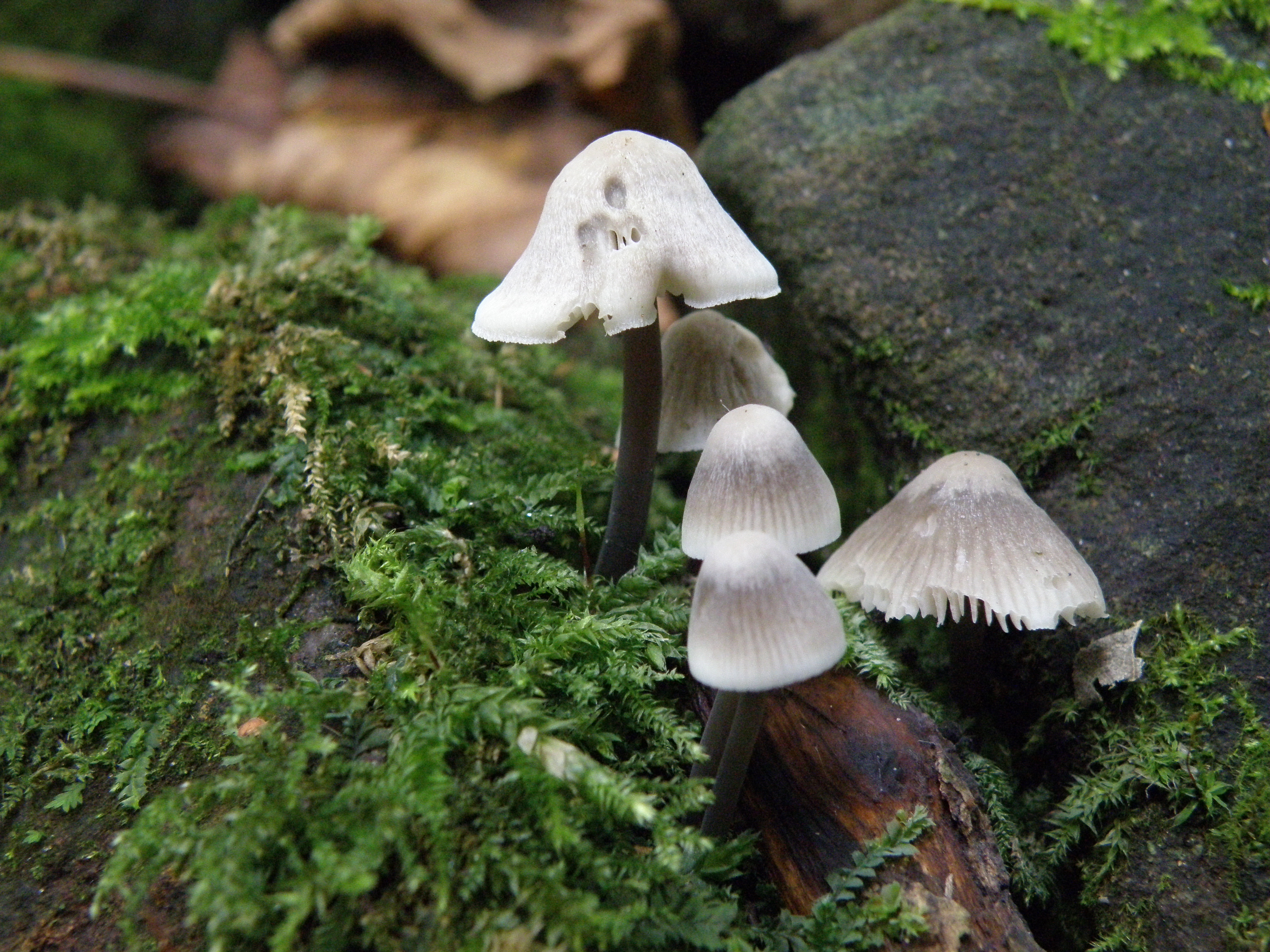
Grzybówka zielonawa
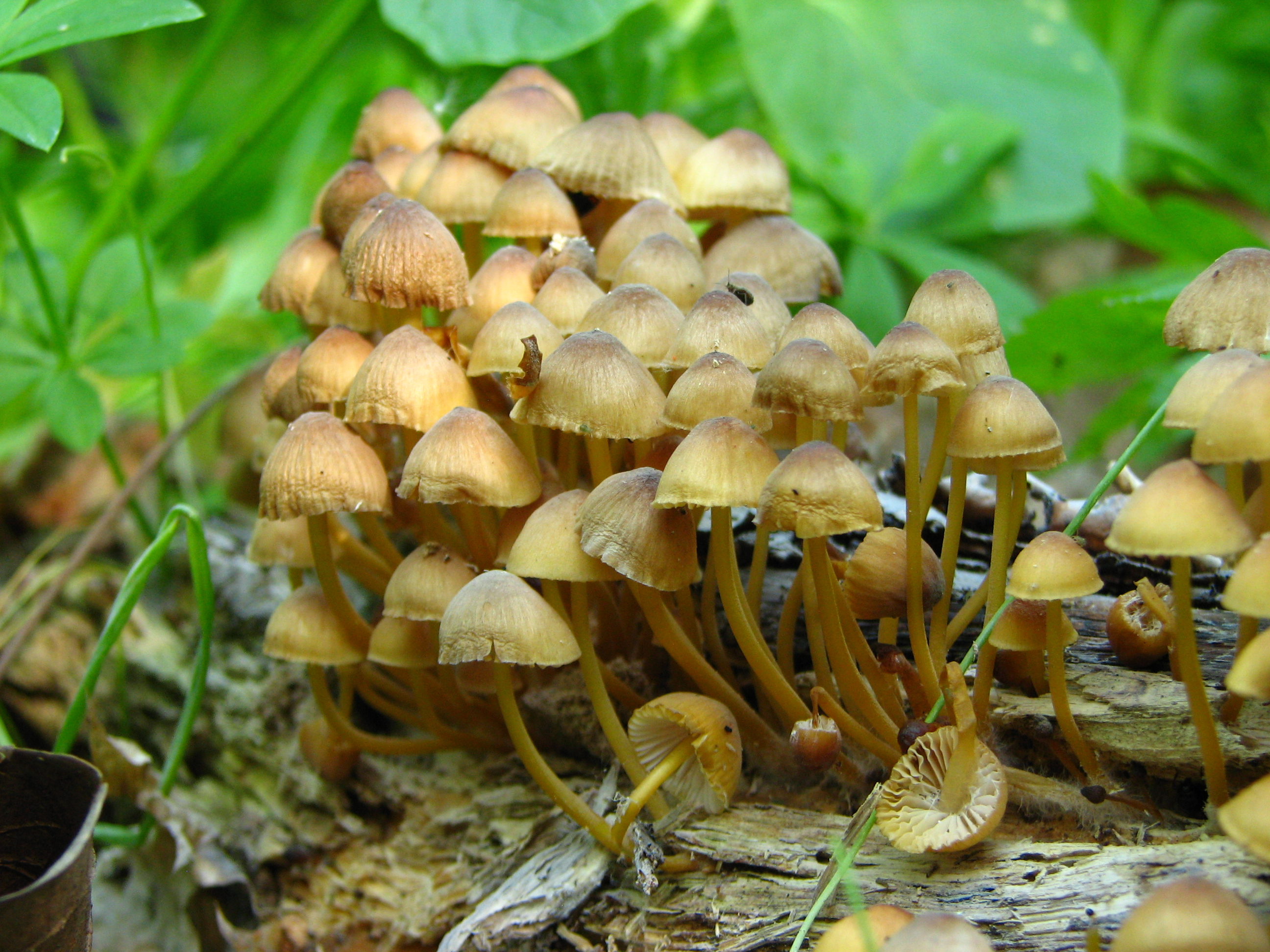
Grzybówka zielonoostrzowa
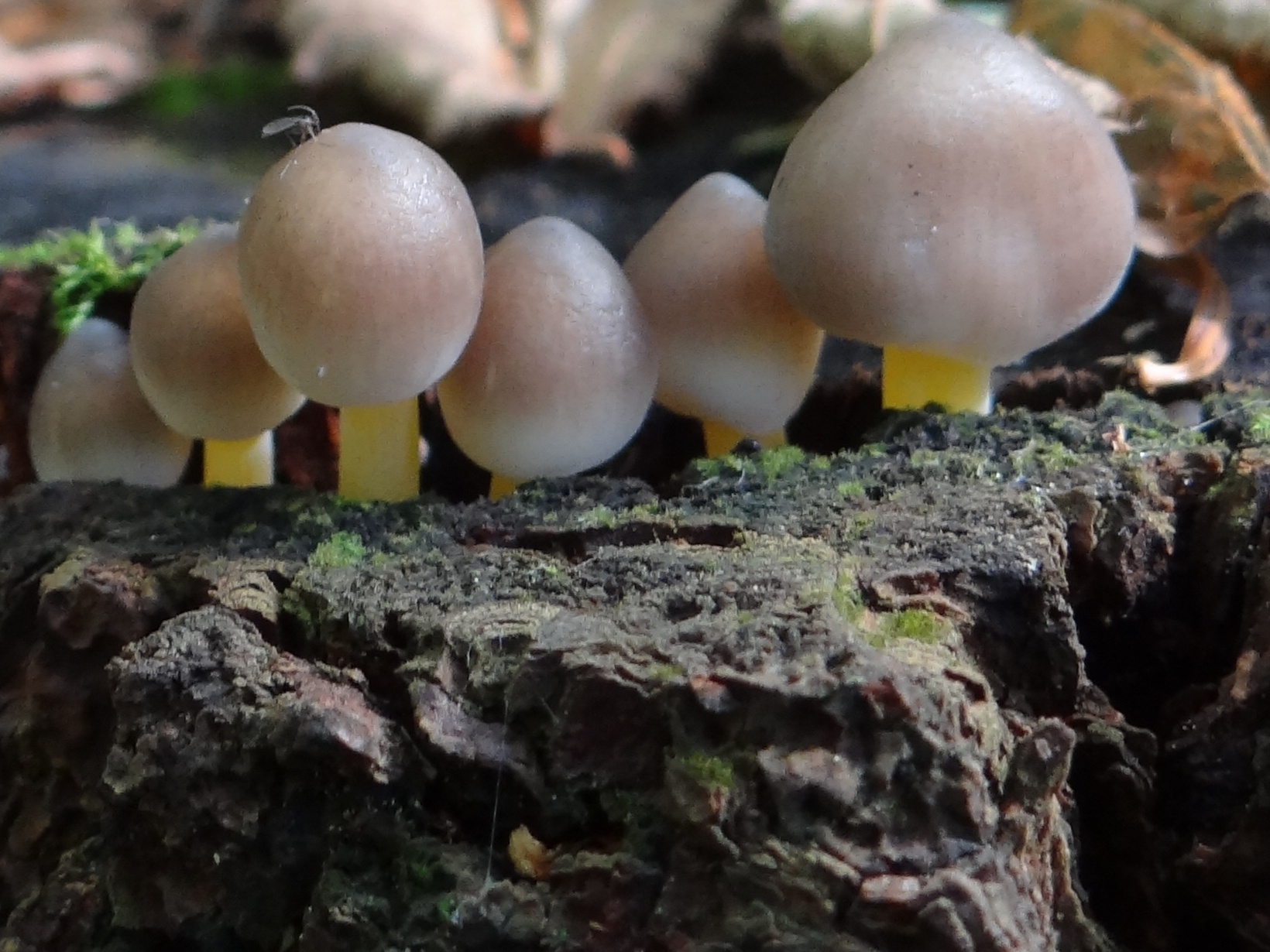
Grzybówka złototrzonowa
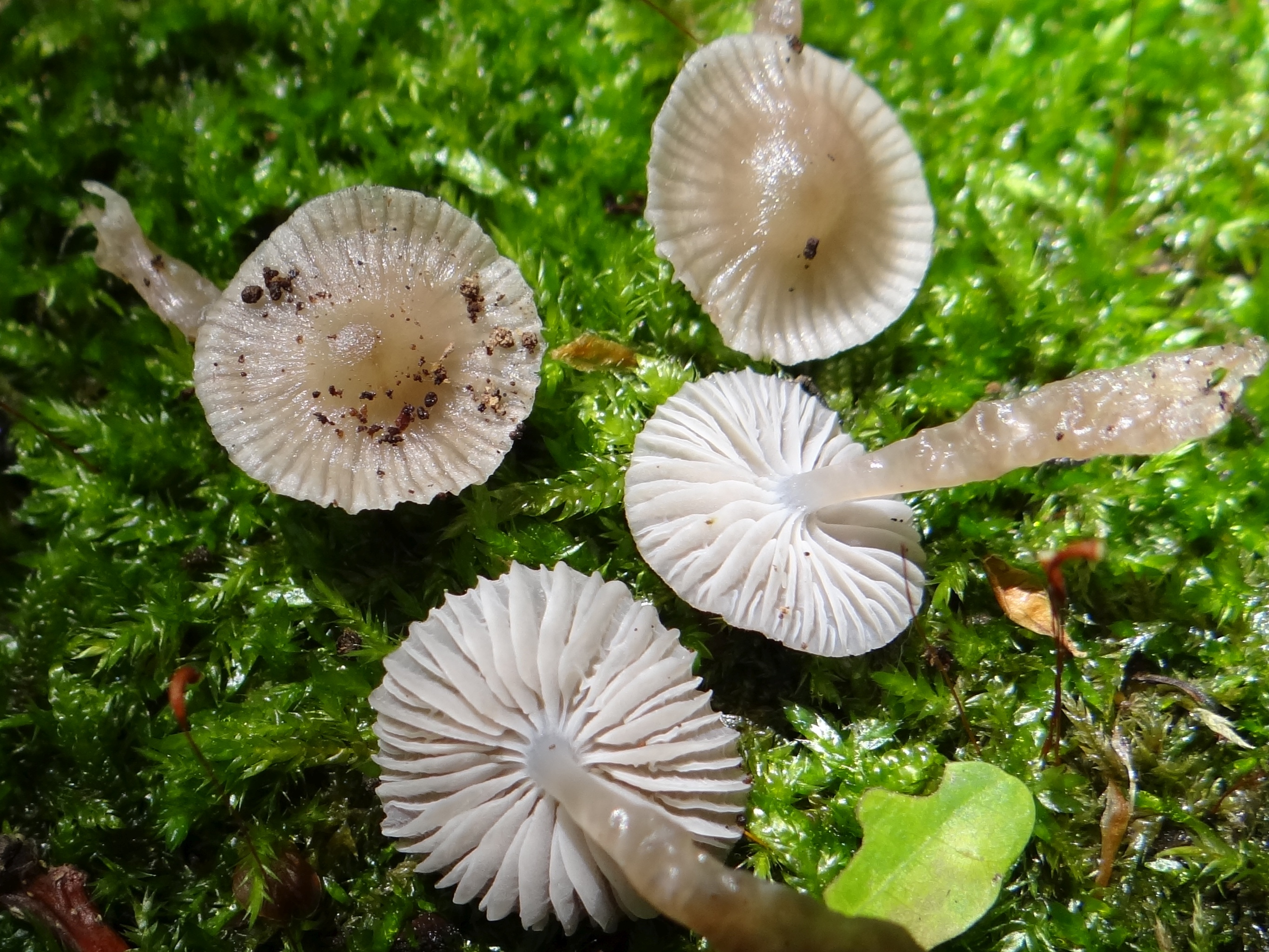
Grzybówka żelatynowoblaszkowa
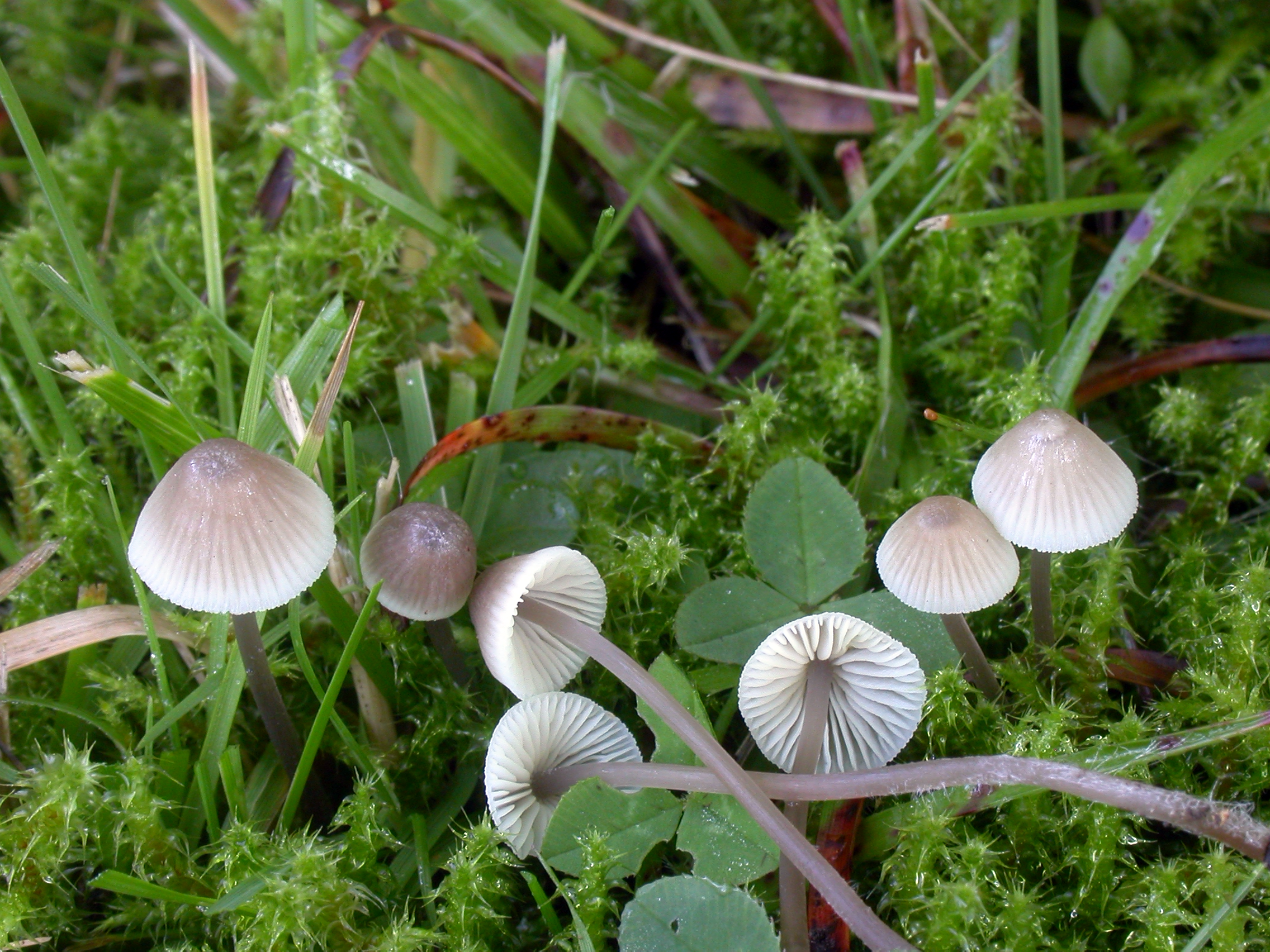
Grzybówka żółtawa
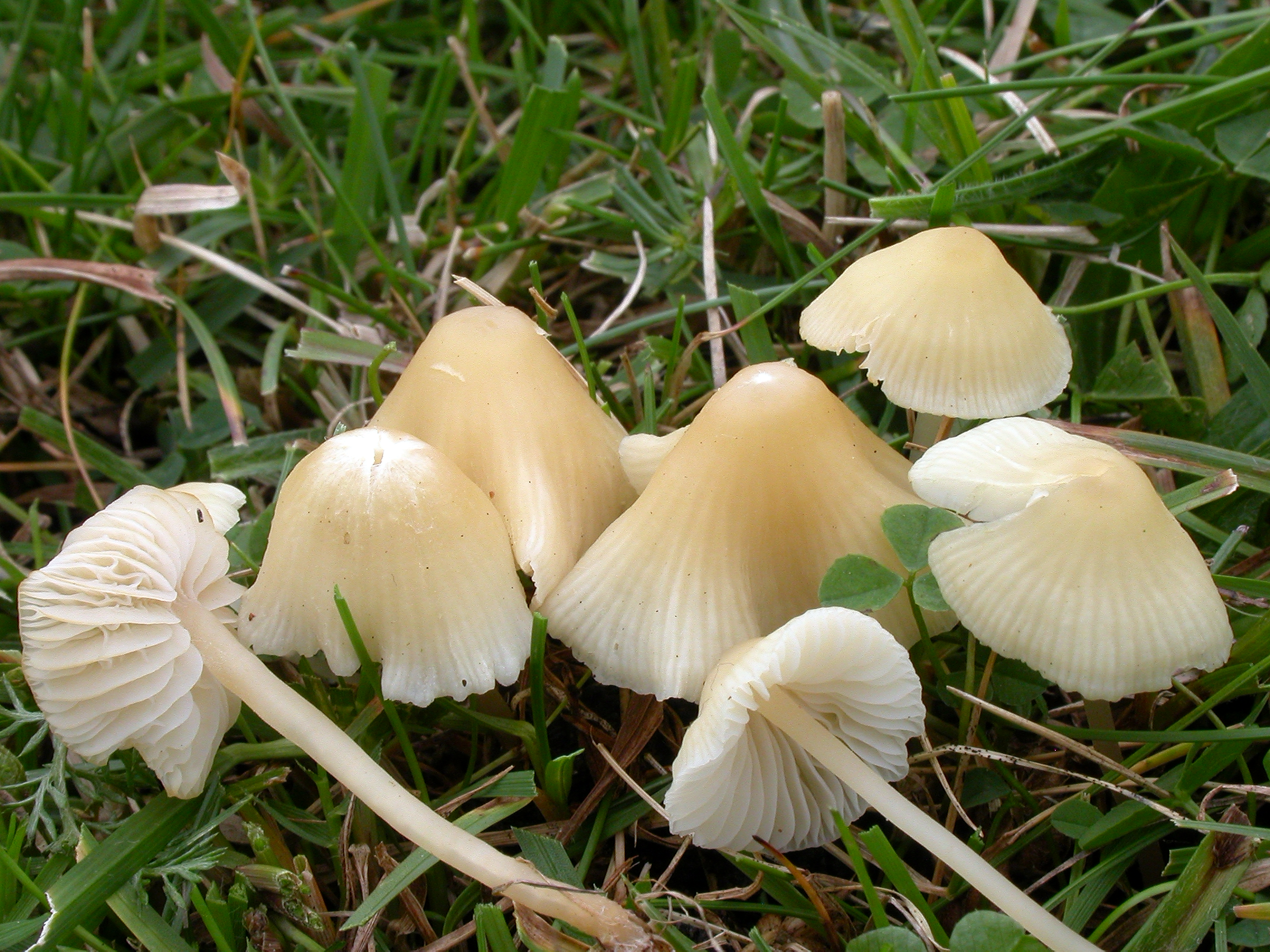
Grzybówka żółtobiała